# Historia de la Argentina entre 1943 y 1963
La Historia de la Argentina entre 1943 y 1963 se inicia con la formación y triunfo electoral del peronismo, seguido de su derrocamiento por un golpe de Estado en 1955, que dio paso a una sucesión de dictaduras militares y gobiernos civiles de representatividad limitada en los que el peronismo estuvo proscripto. Todo el período estuvo signado por el enfrentamiento entre peronismo y antiperonismo con manifestaciones de extrema violencia política. La sanción de la ley del voto femenino en 1947 permitió que fuera durante este período que se reconociera el sufragio universal en Argentina.
En las elecciones de 1946 accedió al gobierno Juan Domingo Perón como candidato del Partido Laborista organizado por una gran cantidad de sindicatos y con un programa de justicia social, siendo reelegido en 1951. En 1955, luego de un bombardeo de aviones militares en la plaza de Mayo que causó la muerte de más de trescientas personas, un golpe de Estado impuso una dictadura cívico-militar que tomó el nombre de Revolución Libertadora, que a su vez llamó a elecciones proscribiendo al peronismo, ganadas por Arturo Frondizi de la Unión Cívica Radical Intransigente. Frondizi también fue derrocado por un golpe militar en 1962 que no logró hacerse plenamente del poder debido a una astuta maniobra del frondizismo que logró instalar en la Presidencia al radical intransigente José María Guido quien, en medio de una violenta lucha interna entre militares (Azules y Colorados), volvió a convocar a elecciones en 1963 con el peronismo y el frondizismo proscriptos, que ganaría el radical del pueblo Arturo Illia.

## Antecedentes
La Argentina, nacida en 1810, atravesó sus primeros 70 años de vida sumida en continuos enfrentamientos militares; el período conservador que duró hasta 1916 presenció un acelerado crecimiento económico, apoyado en un modelo agroexportador. La reforma electoral que permitió la participación de las mayorías llevó al gobierno a la Unión Cívica Radical, mientras el sector conservador se oponía a sus intentos de reforma económica y social. En 1930 Yrigoyen fue derrocado por un golpe de Estado cívico-militar favorecido por diversos factores como crisis económica de 1929, las luchas internas dentro del radicalismo, el magnicidio del senador opositor Carlos Washington Lencinas que se le atribuía, la corrupción generalizada que denunciaba la prensa y la edad avanzada del presidente. Tras un breve intento corporativista dirigido por el dictador José Félix Uriburu, llegó a la presidencia –amparado en la prohibición del radicalismo y un repetido uso del fraude electoral como herramienta política– una alianza del Partido Demócrata Nacional con la Unión Cívica Radical Antipersonalista y el Partido Socialista Independiente que llevó adelante una restauración conservadora con intervencionismo estatal.
Amparados por la impunidad que les otorgaban el recurso al fraude y el respaldo del Ejército, los gobiernos del período iniciado en 1932 se vieron envueltos en un clima generalizado de corrupción, mientras intentaban salvar el sistema agroexportador tradicional sometiendo la economía del país a los dictados del capital extranjero, en particular al británico; por ambas razones, el período fue llamado la "Década Infame". Pese a su conservadurismo liberal, los gobiernos de Agustín Pedro Justo (conservador), Roberto M. Ortiz (radical) y Ramón Castillo (conservador) apelaron a la planificación económica y la inversión pública en un grado inédito hasta entonces en la historia del país; simultáneamente, la crisis económica obligó a los consumidores a apelar cada vez más a la industria nacional para reemplazar los productos importados. Por este camino, los conservadores, radicales antipersonalistas y socialistas independientes presidieron un período de acelerada industrialización, que llevó a importantes cambios sociales y a la aparición de una gran cantidad de obreros industriales, que migraron desde el interior del país a los suburbios de las grandes ciudades, en especial al Gran Buenos Aires.
El sindicalismo argentino, surgido en la década de 1870, había iniciado una fuerte transformación luego de las masacres obreras sufridas durante el primer gobierno radical, abandonando las posturas revolucionarias e insurreccionales para volcarse hacia un sindicalismo orientado a la negociación colectiva y el diálogo social. El anarquismo perdió importancia y se fortalecieron las corrientes sindicalista revolucionaria y socialista sobre la base de grandes sindicatos nacionales de rama, como la Unión Ferroviaria (eje central del modelo agroexportador y principal sindicato hasta la década de 1960) y la Confederación General de Empleados de Comercio. En 1930 las dos corrientes sindicales mencionadas y la comunista -de menor importancia- acordaron la creación de una central unificada que tomó el nombre de Confederación General del Trabajo, que se convertiría en adelante en la principal central sindical. En la década de 1930 el movimiento sindical se nacionalizó: comenzó a exigir la estatización de los sectores estratégicos de la economía, reemplazó las banderas rojas por banderas de color celeste y blanco y comenzó a cantar el himno nacional en los actos. Asimismo el sindicalismo comenzó a negociar con el Estado para gestionar servicios como la salud de los trabajadores y el turismo social, que llamaron "obra social".
El rápido crecimiento de las empresas industriales durante la década de 1930 hizo crecer numéricamente a la clase obrera, que nunca había sido muy numerosa, hasta convertirse en el sector mayoritario de la población. El Partido Socialista, por su parte, relegaba el acceso de los sindicalistas a las direcciones partidarias. Con algunas excepciones, la dictadura y los gobiernos fraudulentos de la década infame no dieron respuesta a la transformación sindical en curso ni al crecimiento de la clase obrera y siguió considerando a los sindicatos como un asunto marginal y generalmente policial.
La incapacidad política de los sectores liberales y conservadores, frecuentemente asociados con la oligarquía y el capital británico, para llegar al gobierno por medios democráticos o mantenerlo sin fraude, así como la persistente crisis económica y la sensación de corrupción generalizada, desprestigió masivamente a los gobiernos de la década infame. El nacionalismo, que ya había tomado importancia desde prácticas políticas anteriores como el yrigoyenismo, un sector del socialismo (Palacios, Ugarte), el antimperialismo y la Reforma universitaria, se consolidó en la década de 1930, con la adhesión de gran parte del sindicalismo, sectores de la Iglesia católica, sectores juveniles de la Unión Cívica Radical (Lebensohn, Frondizi Sabattini, FORJA) y las denuncias contra las operaciones británicas del Partido Demócrata Progresista, liderado por Lisandro de la Torre. Hasta los sectores conservadores, tradicionalmente ligados de manera cuasi-colonial con Gran Bretaña, desarrollaron corrientes nacionalistas; el más conocido fue el gobernador bonaerense Manuel Fresco, simpatizante del fascismo y autor de la expresión "fraude patriótico".
La década del '30 Se conformó así con un amplio espectro de grupos nacionalistas y liberales, que podían simpatizar tanto con las dictaduras o las democracias, el capitalismo o el socialismo, o modelos europeos en boga en aquella época como el estalinismo ruso, el fascismo italiano, el nazismo alemán, el franquismo español o el republicanismo "rojo" también español. En algunos casos los grupos nacionalistas recurrían a ejemplos latinoamericanos, como la Revolución mexicana o el sandinismo nicaragüense.
En la década de 1930 el partido político mayoritario era la Unión Cívica Radical, liderado por Marcelo T. de Alvear. Solo mediante el fraude sistemático podía evitar el régimen que la UCR triunfara en las elecciones nacionales, aunque no pudo evitar que ganara en provincias como Córdoba. Pero el alvearismo no proponía un proyecto alternativo al del gobierno y en algunos casos fue cómplice de escandalosos casos de corrupción. Esta actitud llevó a la formación de un considerable sector interno, principalmente de jóvenes, que lucharon durante años para tomar el control del partido, mientras otros terminarían por rechazar su identificación con el mismo.
Los otros dos partidos opositores, el Partido Socialista y el Partido Demócrata Progresista, fracasaron en extender su influencia fuera de la Capital Federal y la provincia de Santa Fe, respectivamente. El Partido Comunista quedó atado a las contradictorias decisiones que le obligó a tomar la política exterior de la Unión Soviética, especialmente a partir del estallido de la Segunda Guerra Mundial.
El Ejército, identificado desde fines del siglo XIX con la eficiencia militar prusiana, quedó profundamente afectado por el estallido en 1939 de la Segunda Guerra Mundial, durante la presidencia del radical Roberto M. Ortiz. Aunque parte de la oficialidad prefería identificarse con Gran Bretaña, ni este sector, ni los diversos sectores nacionalistas apoyaron la pretensión de parte del gobierno de entrar a la guerra, cuando ningún otro país americano había entrado en guerra. La Argentina además tenía una tradición neutralista y de oposición a las guerras, que se había manifestado en el famoso libro de Juan Bautista Alberdi, El crimen de la guerra, donde se adelanta a las posturas antibelicistas que se multiplicarían desde la Primera Guerra Mundial, conflicto en el cual los presidentes conservador Victorino de la Plaza y radical Hipólito Yrigoyen mantuvieron la neutralidad contra todas las presiones.
Hasta 1941 Estados Unidos también promovió la neutralidad, debido a que ese país había decidido mantenerse neutral. El senador Harry Truman decía pocas semanas antes de ser atacados por Japón que "si vemos que Alemania está ganando tenemos que ayudar a Rusia, y si vemos que Rusia está ganando tenemos que ayudar a Alemania, y de ese modo dejemos que ellos maten tantos como puedan".
Pero Estados Unidos fue atacado ese año por Japón y ello obligó a la potencia norteamericana a entrar en la guerra, presionando a los países latinoamericanos para que también entraran en guerra. La mayoría así lo fue haciendo, pero Argentina era el único país americano sobre el que Estados Unidos no tenía una influencia determinante. Gran Bretaña por su parte, con la que el gobierno mantenía una relación que el mismo partido de gobierno calificó de colonial, exigía que Argentina se mantuviera neutral, para que pudiera seguir abasteciéndola de alimentos. Gran Bretaña denunció que Estados Unidos presionaba a la Argentina a entrar en guerra para dañar a Gran Bretaña y reemplazar la dominación británica por la dominación estadounidense. De hecho así pasó.
En 1942 y 1943 murieron los dos líderes que dominaban la vida política argentina: el radical Marcelo T. de Alvear y el militar conservador Agustín P. Justo. Tanto los dos principales partidos políticos como las fuerzas armadas quedaron fragmentados en decenas de grupos internos sin liderazgos claros. Poco después el presidente Castillo anunció que el candidato del régimen sería Robustiano Patrón Costas. Patrón Costas era un millonario salteño considerado "oligarca" por los partidos populares, ubicado en el sector más reaccionario del régimen y partidario de entrar en guerra. La elección fraudulenta de Patrón Costas y la entrada en guerra de la Argentina era inminente.
El hecho concreto que desencadenó el golpe militar fue la renuncia que el presidente Castillo le exigió el 3 de junio a su Ministro de Guerra, el general Pedro Pablo Ramírez, por haberse entrevistado el 26 de mayo con un grupo de dirigentes de la Unión Cívica Radical que le ofrecieron la candidatura a presidente en las elecciones que se avecinaban, encabezando la Unión Democrática, una alianza que el ala moderada del radicalismo (los unionistas) estaba tratando por entonces de concretar junto al Partido Socialista y el Partido Demócrata Progresista con apoyo del comunismo.
Al día siguiente, el 4 de junio de 1943 las fuerzas armadas derrocaron al gobierno fraudulento de Castillo, el mismo día en el que iba a anunciar la candidatura de Patrón Costas.

## Revolución de 1943

### La dictadura de junio

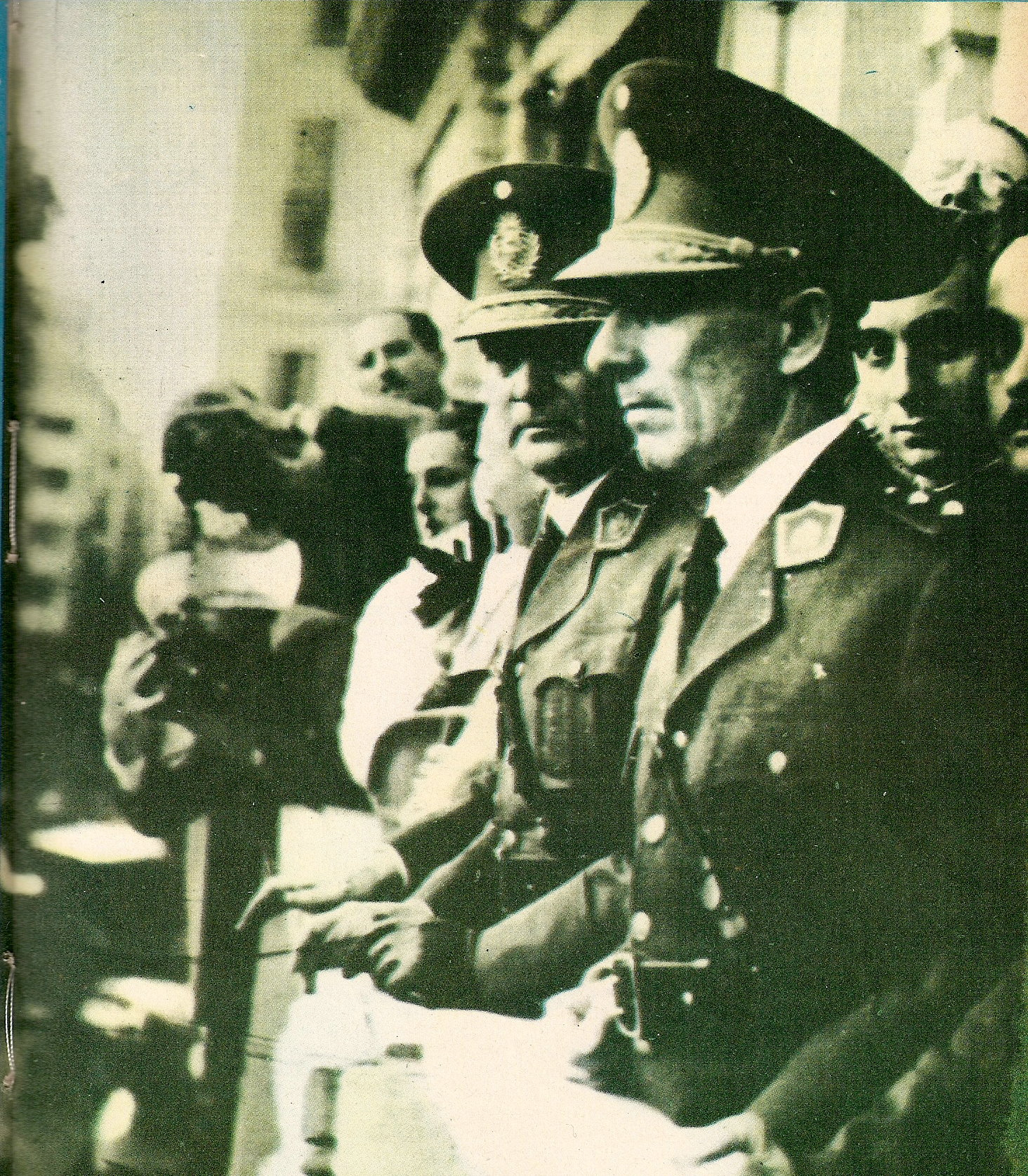
Rawson y Ramirez.

La dictadura estuvo inicialmente al mando del general liberal Arturo Rawson, integrante del grupo conocido como los generales de Jousten, por el nombre del restaurant-hotel donde militares y radicales se reunían para organizar el golpe de Estado. Cuando Rawson anunció que su gabinete incluiría miembros del régimen depuesto y de la dictadura de Uriburu, se produjo otro golpe de Estado, que impidió que asumiera el cargo formalmente. Cuando en 1945 se realizó la Marcha de la Constitución y la Libertad la multitud se detuvo en la casa de Rawson para expresarle su apoyo.
Algunos historiadores suelen atribuir una fuerte influencia en el golpe a una logia secreta cuya sigla era G.O.U., existiendo diversas versiones sobre su significado y la composición. Otros historiadores consideran que el GOU no tuvo una influencia decisiva en el golpe y era solo uno de muchos ámbitos que se utilizaban por pujar por el poder dentro del régimen militar. Finalmente algunos pocos historiadores como Rogelio García Lupo sostienen que no hay pruebas de la existencia del GOU y que se trató de un relato inventado por Juan D. Perón, para fortalecer su ubicación relativamente marginal dentro del gobierno.
El 7 de junio asumió como presidente el general Pedro Pablo Ramírez. Si bien el gabinete estuvo integrado por militares de los diversos grupos que pugnaban en las fuerzas armadas y de todas las ideologías, predominaron los ministros nacionalistas y católicos, estos últimos a cargo del Ministerio de Educación, donde designaron algunos funcionarios que eran abiertamente simpatizantes del fascismo, lo que le enajenó la voluntad de gran parte de los grupos políticos liberales, en particular los vinculados al movimiento estudiantil de Buenos Aires (FUBA), que identificaron rápidamente a todo el gobierno con el fascismo. Pese a la rápida eliminación de los más notorios fascistas de las posiciones de responsabilidad, gran parte de los opositores se negaría a abandonar la creencia de que se trataba de una dictadura fascista. La propaganda en contra del gobierno, principalmente por parte de los Estados Unidos y la identificación tradicional de la clase alta con la economía británica y la cultura francesa fortalecieron esa creencia, aunque un sector muy importante de la clase alta y de la cultura francesa adhirió también al fascismo.
Algunos radicales que inicialmente habían apoyado la revolución se alejaron rápidamente del gobierno, uniéndose también a los que lo consideraban una variedad criolla de fascismo. Otros dirigentes radicales y conservadores, sin embargo, aceptaron nombramientos en el gobierno de Ramírez y en el de Farrel, y apoyaron a distintas áreas del gobierno con sus respectivos grupos políticos. En particular, desde noviembre de 1943, una gran cantidad de dirigentes sindicales de ideología socialista y sindicalista revolucionaria comenzarían a apoyar la política laboral que llevarían adelante el coronel Juan D. Perón y a formar parte del gobierno.

### La participación sindical
En agosto de 1943 un grupo dirigentes sindicales socialistas, sindicalistas revolucionarios, comunistas y trosquistas de la CGT y de la USA (Borlenghi, Bramuglia, Gay, Domenech, Orozco, Bonilla, Montiel, Perelman, Stordeur) tomó contacto con el coronel Domingo Mercante, quien a su vez recomendó la presencia de su amigo Juan D. Perón, con el fin de establecer un núcleo de poder sindical dentro del gobierno militar para impulsar medidas en favor de la clase obrera. El grupo logró encaramar en noviembre a Perón primero al insignificante Departamento de Trabajo, promovido un mes después al rango de secretaría de Estado. Al año siguiente el socialista Juan Bramuglia sería designado Jefe del Departamento de Previsión Social y por primera vez un dirigente de extracción sindical llegaba al poder del Estado. En los meses siguientes la Secretaría de Trabajo logró promover un proceso de negociación colectiva sin precedentes que se concretó en la firma de cientos de convenios colectivos de trabajo. También se dictaron normas que respondían a reclamos largamente sostenidos por el movimiento obrero, tales como la generalización de la jubilación y las vacaciones pagas, los tribunales de trabajo y el Estatuto del Peón Rural. La Secretaría también llevó adelante una activa política de inspecciones de trabajo que logró el cumplimiento de muchas leyes laborales sancionadas con anterioridad, pero que no eran cumplidas en los hechos. Si bien con desconfianza, y tratando de mantener su autonomía, los sindicalistas apoyaron en general al gobierno; los trabajadores industriales –y también los del sector de servicios– se identificaron rápidamente con la persona de Perón.

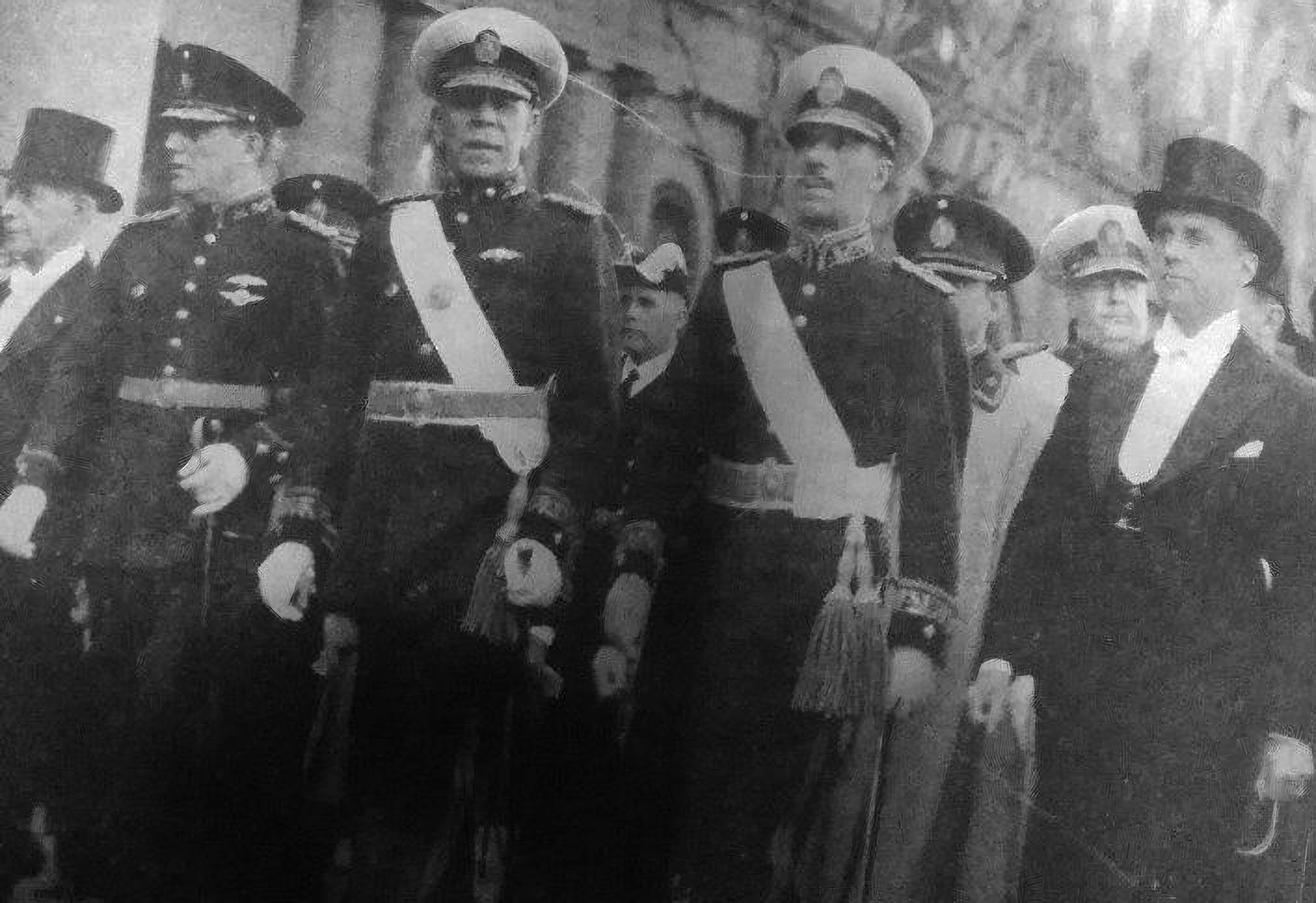
Juan Domingo Perón y Edelmiro Farrell.

Cuando el general Ramírez finalmente se vio obligado a romper relaciones con la Alemania nazi, la crisis subsiguiente entre los miembros del Ejército llevó a su renuncia, siendo reemplazado por el vicepresidente Edelmiro J. Farrell. Con el poder obtenido por su gestión en el área laboral y sindical, Perón fue nombrado vicepresidente y Ministro de Guerra, reteniendo también la secretaría de trabajo. Desde su nuevo papel, controló el desenvolvimiento del movimiento sindical, ganándose el apoyo de los trabajadores con medidas en su favor, y desplazó a los militares filofascistas y aliadófilos, otorgándole todos los mandos de tropas y cargos políticos exclusivamente a militares del grupo neutralista; además incorporó dirigentes políticos radicales y algunos conservadores al gobierno, desplazando a los corporativistas y los católicos más decididos a implantar una "nación católica".

### Crisis de 1945
El último año de la guerra le atrajo toda clase de complicaciones a la dictadura: se vio progresivamente enfrentada a Estados Unidos, con Gran Bretaña -que sostenía la neutralidad argentina- sobrepasada por Estados Unidos, enfrentado a las protestas de quienes exigían elecciones libres inmediatamente, enfrentando también el lobby empresarial que exigía la derogación de las leyes laborales, apoyado por un sector del Ejército y grupos aislados de radicales, pero también, como se iría viendo en el curso del año, por una mayoría creciente de la clase obrera y los sindicatos, que hasta entonces estaban considerablemente marginados del sistema político. Farrell, por consejo de Perón apuró la declaración de Guerra al Eje pocos días antes de que terminara la guerra, con el costo de ser fuertemente criticado por el sector militar neutralista del gobierno. Al mes siguiente Argentina firmó el Acta de Chapultepec. La oposición, el empresariado, la Sociedad Rural Argentina y la embajada de Estados Unidos buscaban desprestigiar al gobierno tratándolo de "fascista". La descalificación mediante la aplicación de la etiqueta de "fascista" también era utilizada por el Partido Comunista, que denunciaba al Partido Socialista como "social-fascista".
La oposición pasó entonces a la ofensiva, exigiendo a la dictadura su inmediata salida y la derogación de las leyes laborales; la presión de los Estados Unidos aumentó, y las acusaciones de nazismo se generalizaron en todo el mundo.
El 16 de junio la oposición comenzó la ofensiva con el famoso Manifiesto del Comercio y la Industria en el que 321 organizaciones patronales, lideradas por la Bolsa de Comercio y la Cámara Argentina de Comercio cuestionaban duramente la política laboral. La principal queja del sector empresario era que se estaba creando «un clima de recelos, de provocación y de rebeldía, que estimula el resentimiento, y un permanente espíritu de hostilidad y reivindicación».
El movimiento sindical, en el que aún no predominaba el apoyo abierto a Perón, reaccionó rápidamente en defensa de la política laboral y el 12 de julio la CGT organizó un multitudinario acto bajo el lema «Contra la reacción capitalista». Según el historiador radical Félix Luna esa fue la primera vez que los trabajadores comenzaron a identificarse como «peronistas». La clase obrera peronista levantó la bandera de la justicia social contra una oposición a la que consideraba al servicio de "la oligarquía" y los "vendepatria".
Por otra parte, la intransigencia del bloque antiperonista cerró también la posibilidad de una salida honrosa para Farrell, que sostuvo a Perón para ganar tiempo.
En septiembre se realizó la Marcha de la Constitución y la Libertad, en que todo el arco opositor marchó por el centro de Buenos Aires exigiendo la entrega del poder a la Corte Suprema. La composición social de la misma, principalmente de miembros de la clase media y alta, también llevó a que se corearan consignas de repudio a la política social y laboral impulsada por Perón, el cual era también rechazado por sus evidentes ambiciones políticas, que significaban una posibilidad de continuismo político de la dictadura.
En sintonía con la polarización social, el movimiento estudiantil expresaba su oposición con la consigna «no a la dictadura de las alpargatas», mientras el movimiento obrero respondía con «alpargatas sí, libros no».
El 8 de octubre se produce un nuevo golpe de Estado conducido por uno de los líderes del GOU, el general Eduardo Ávalos al mando de las fuerzas militares de Campo de Mayo, con el apoyo del principal líder radical, Amadeo Sabattini. Los golpistas exigieron la renuncia de Perón de todos sus cargos y su detención. Antes de renunciar Perón habló por radio a los trabajadores todo el país. El 11 de octubre Estados Unidos le pidió a Gran Bretaña que dejara de comprar bienes argentinos durante dos semanas para producir la caída del gobierno. El 12 de octubre Farrell ordenó el arresto de Perón presionado por la Armada, fuerza que lo detuvo bajo su poder en la isla Martín García.
Entusiasmados por la victoria que ya creían lograda, los conservadores se lanzaron a una segunda restauración conservadora: algunos funcionarios y la gran mayoría de las empresas anunciaron la anulación de los beneficios sociales y laborales otorgados por Perón, y Ávalos encargó a un respetable funcionario judicial formar un gabinete conservador. La tensión en esos días llegó a un punto tal que el líder radical Amadeo Sabattini fue abucheado por nazi en la Casa Radical, un gigantesco acto civil atacó el Círculo Militar (12 de octubre) y un comando paramilitar llegó a planear el asesinato de Perón.
Mientras tanto, la indefinición política de los golpistas dio tiempo a los dirigentes sindicales y cuadros de base alineados con Perón, que no habían sido detenidos, a organizar una movilización obrera para exigir su liberación. El 15 de octubre el sindicato de la industria azucarera se declaró en huelga en solidaridad con Perón y el 16 de octubre la CGT -por escasa diferencia- decretó la huelga general para el día 18. Pero sucedió también que ese mismo día 16 de octubre era día de cobro de la quincena, produciéndose un hecho que Félix Luna relata del siguiente modo:

Al ir a cobrar la quincena, los obreros se encontraron con que el salario del feriado 12 de octubre no se pagaba, a pesar del decreto firmado días antes por Perón. Panaderos y textiles fueron los más afectados por la reacción patronal. -¡Vayan a reclamarle a Perón!- era la sarcástica respuesta.

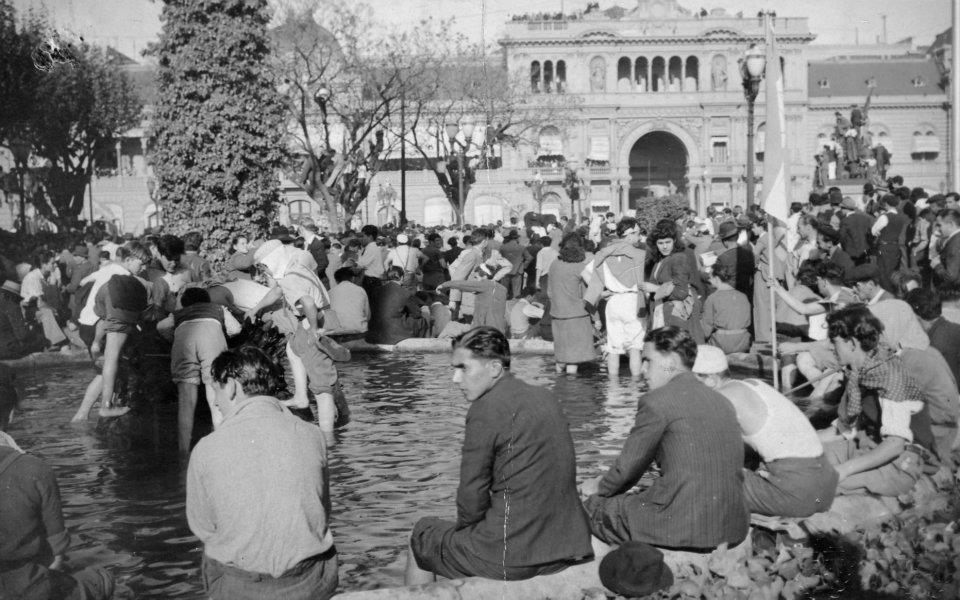
El peronismo nació con la manifestación del 17 de octubre de 1945.

El 17 de octubre, una inmensa manifestación de trabajadores en la Plaza de Mayo, llegados desde los suburbios de Buenos Aires, exigió la libertad de Perón y la conservación de las conquistas sociales. Los golpistas se vieron sorprendidos por la movilización de un sector social marginado que no era tenido en cuenta. El nuevo ministro Vernengo Lima llegó a proponer el uso de las armas contra la multitud. Finalmente la presión obrera obligó a la dictadura a liberar a Perón, que casi a la medianoche dio un discurso desde uno de los balcones de la Casa Rosada agradeciendo a "los trabajadores" y pidiéndoles que se mantuvieran unidos. El día sería en adelante recordado como la principal fecha del peronismo y denominado Día de la Lealtad.

### Las elecciones: Braden o Perón
En los días siguientes Farrell repuso a los amigos de Perón en los puestos claves de su gobierno. Aleccionados por la fracasada restauración conservadora, los sindicalistas formaron el Partido Laborista y los radicales peronistas la Unión Cívica Radical Junta Renovadora, que apoyó la candidatura presidencial de Perón. La oposición se aglutinó en una Unión Democrática, que presentó la candidatura presidencial de  José Pedro Tamborini. Para los demás cargos, los partidos opositores presentaron listas separadas.
El sucesor de Perón en la Secretaría de Trabajo, coronel Domingo Mercante, anunció varias medidas inspiradas por Perón, que favorecían a los trabajadores: entre ellas fueron especialmente notables la obligatoriedad del aguinaldo de fin de año y las vacaciones pagas. Algunas empresas se negaron a pagar el aguinaldo, con lo cual favorecieron el voto peronista de sus empleados.
Pocos días antes de las elecciones, el exembajador estadounidense Spruille Braden, que había reunido el apoyo de todos los opositores al gobierno durante su breve estadía en la Argentina, hizo publicar un Libro Azul en que acusaba a Perón de nazismo. El peronismo respondió empapelando al país con la sencilla consigna Braden o Perón, y apenas tres días antes de las elecciones publicó un Libro Azul y Blanco en que denunciaba la intervención norteamericana en la política de los países de América Latina.
El 24 de febrero, Perón triunfó con casi un 53% de los votos, contra un 43% de Tamborini. El triunfo de las listas peronistas en las elecciones legislativas fue aún más ajustado –apenas obtuvo un 45,6%– pero por su amplia distribución nacional y por la dispersión del voto opositor obtuvo 109 de las 158 bancas en juego en la Cámara de Diputados y 28 de los 30 senadores. Tras ser reincorporado al Ejército y ascendido al grado de general, Perón asumió la presidencia el 4 de junio de 1946, tercer aniversario de la revolución de 1943.

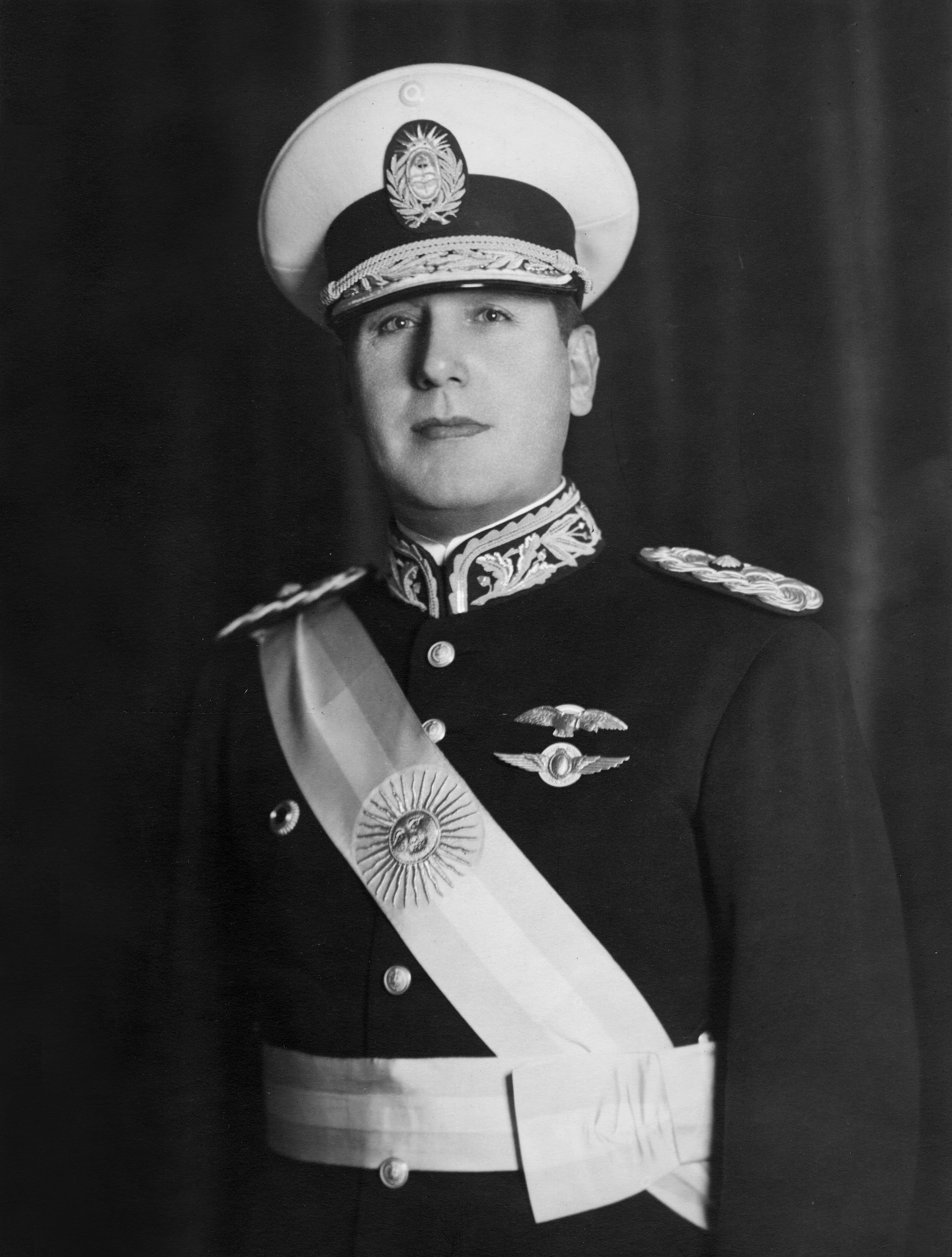
Juan Perón con la banda presidencial.

## Presidencias de Perón

### Reformas sociales y económicas
La llegada del peronismo al poder en democracia se produjo en plena posguerra mundial, con Europa en ruinas y necesitada de alimentos, y con un importante saldo acreedor en favor de Gran Bretaña. Este país declaró su iliquidez –con lo que la deuda solo podía pagarse con moneda o bienes británicos– y devaluó la libra, licuando parte de la deuda. De modo que el gobierno peronista, temiendo una nueva devaluación, se apresuró a adquirir empresas de servicios públicos de capital británico; principalmente se obtuvo la nacionalización de los ferrocarriles privados, medida largamente reclamada por nacionalistas como los que habían formado FORJA, y que fue anunciada como una conquista de soberanía e independencia económica. También se creó la Flota Mercante, que llegó a ser la cuarta del mundo, y se formó Aerolíneas Argentinas, dándole al país transportes aéreos propios. Se iniciaron importantes planes de vivienda, y enormes inversiones en salud, educación y energía.
El modelo económico peronista estaba orientado a la industrialización por sustitución de importaciones y la expansión del consumo interno. Una industrialización acelerada y una política orientada al aumento sostenido de los salarios industriales resultó en un aumento significativo del nivel de vida y del consumo interno, que retroalimentó la industrialización. El gobierno peronista nacionalizó el Banco Central y garantizó todos los depósitos bancarios, con lo que se pudo orientar las inversiones para financiar la adquisición de bienes industriales y también bienes de consumo durables. El primer plan quinquenal de 1946 intentaba regular e incentivar la producción industrial.
Los salarios reales aumentaron un 50% entre 1945 y 1948, a lo que hay que sumar un aumento considerable del porcentaje de trabajadores asalariados con empleos formales y salarios acordados en paritarias entre patrones y sindicatos; así, la participación de los salarios en el PBI alcanzó al 53% en 1948.
Por primera vez, se aplicaba en la Argentina una política de estado del bienestar: se extendieron los derechos sociales, como períodos de vacaciones y descanso. Una gran parte de la población pudo acceder por primera vez a un nivel de vida digno, que incluía también diversiones tales como viajes, restaurantes y cines.
La sustitución de importaciones ampliaba el mercado interno y disminuía la dependencia de importaciones, pero no resultó suficiente para equilibrar la balanza de pagos, ya que requirió aumentar las importaciones de bienes de capital. Una parte importante de las divisas necesarias fue aportada por el monopolio del comercio exterior de granos y carnes, que recayó en el Instituto Argentino de Promoción del Intercambio (IAPI); éste eliminaba la intermediación de las grandes empresas exportadoras, pero la diferencia no redundaba en beneficio de los exportadores, sino del Estado. Llegó a pagar un 50% del precio internacional del trigo en el mercado interno, con lo cual resultó aún más perjudicial para los productores que las empresas exportadoras, pero logró evitar un aumento del precio de los alimentos para la población, en un período de alza internacional de los mismos. Aun así, los altos precios internacionales mantuvieron alta la rentabilidad de los productores, al menos hasta el año 1950, y el IAPI otorgó importantes subsidios a los pequeños productores e industrializadores: poco menos de 10 millones de pesos.
Un aspecto muy conocido de la política peronista fue la gestión en salud: el ministro del ramo, Ramón Carrillo, duplicó el número de camas de hospital, y con campañas muy agresivas logró la erradicación completa del paludismo y la sífilis. Reemplazó el concepto de salud como no-enfermedad con los conceptos de sanitarismo, medicina social y prevención en salud.

### Evita

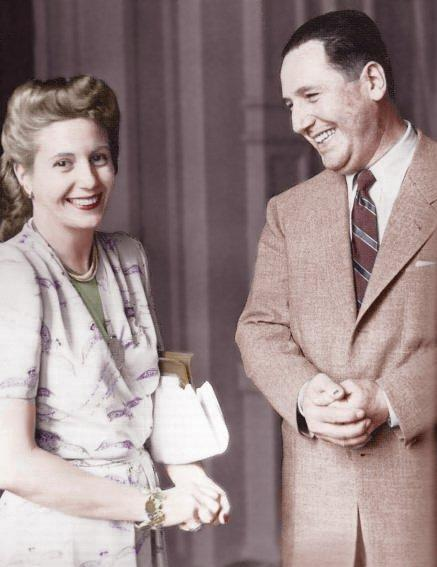
Eva y Juan Perón.

La esposa de Perón tuvo una actuación muy destacada desde la campaña presidencial, durante la cual promovió el sufragio femenino, que se lograría con su apoyo a fines de 1947. Ese año realizó una gira por varios países de Europa, como embajadora de buena voluntad. Durante la misma conoció los sistemas de ayuda social de posguerra, que comenzó a aplicar a su regreso a la Argentina: en julio del año siguiente creó la Fundación Eva Perón, desde la cual se realizó una inmensa tarea de ayuda social, centrada sobre todo en los ancianos, las mujeres y las familias más pobres. Eva misma dedicaba gran parte de su tiempo a recibir personalmente los pedidos de ayuda y ordenar la entrega de aquello que se solicitaba.
La Fundación realizó un amplio espectro de actividades sociales, desde la construcción de hospitales, asilos, escuelas, colonias de vacaciones, hasta el otorgamiento de becas para estudiantes, ayudas para la vivienda y promoción de la mujer en diversas facetas. Además de ropa y comida, entregó gran cantidad de heladeras y máquinas de coser, elementos considerados clave para promover la economía familiar; la oposición criticaba duramente la entrega masiva de pan dulce y sidra durante las fiestas navideñas.
Los fondos de la Fundación provenían de distintas fuentes: directamente del Estado Nacional, de descuentos obligatorios en los salarios y de donaciones de empresas probadas, muchas de las cuales denunciaron que eran forzadas a hacerlos, ya que en caso de negativa enfrentaban trabas burocráticas y financieras sistemáticas.
El prestigio de "Evita" entre las bases peronistas fue de tal magnitud, que la CGT promovió su candidatura a la vicepresidencia para las elecciones del año 1952, pero Eva renunció en un gran acto público a esta pretensión; en parte por presión de los militares –que consideraban inaceptable su presencia– y en parte por su delicado estado de salud, que la población desconocía.
La enfermedad de Eva Perón se hizo pública poco antes de las elecciones que llevarían a su esposo a la reelección. Un cáncer uterino causó su muerte a los 33 años en 1952. Su funeral marcó un hito en la historia argentina: recibió los honores de un presidente en ejercicio, su cortejo fúnebre fue presenciado en las calles de Buenos Aires por casi tres millones de personas, y su funeral duró dieciséis días. Su cuerpo fue embalsamado y mantenido en exposición.

### La oposición

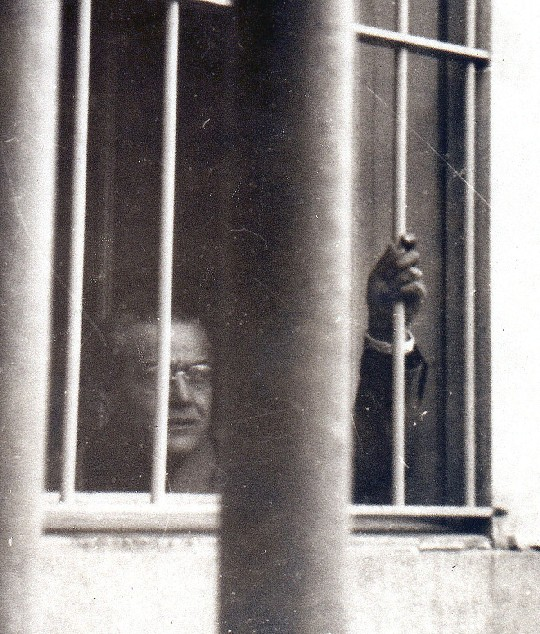
El diputado Ricardo Balbín en prisión.

Luego del amplio triunfo electoral del peronismo en elecciones libres, la oposición se reconfiguró. Ninguno de los partidos de oposición nacionales logró ganar alguna provincia. Tanto los conservadores (PDN y UCRA) como los partidos obreros (PS y PC), redujeron su representatividad hasta el punto de que ninguno de sus candidatos resultó elegido. La Unión Cívica Radical fue el único partido opositor nacional que obtuvo cargos en la Cámara de Diputados. Sin embargo la UCR profundizó la división entre el sector tradicional alvearista-unionista que dirigía el partido y los sectores juveniles organizados en el Movimiento de Intransigencia y Renovación, muy críticos de la estrategia electoral del unionismo.
Los radicales unionistas se hicieron fuertes en la conducción del partido y adoptaron una postura de oposición absoluta al peronismo, calificándolo como  fascismo, deslegitimando sus actos y promoviendo actos de terrorismo y golpismo. Los radicales intransigentes se hicieron fuertes en la conducción del bloque parlamentario -conocido como Bloque de los 44- y adoptaron una postura de oposición crítica, apoyando en líneas generales las medidas sociales y laborales del peronismo, así como su política de nacionalismo económico, pero cuestionando los actos autoritarios.
Gran parte de la oposición se consideró antiperonista y en muchos casos desconoció legitimidad al gobierno elegido en 1946, organizando actos de terrorismo y golpes de estado. Entre los actos terroristas antiperonistas se destacaron el atentado en la Plaza de Mayo del 15 de abril de 1953, donde fueron asesinadas seis personas, el intento de golpe de Estado de 1951, el bombardeo de la Plaza de Mayo de 1955 donde fueron asesinadas 308 personas y un número indeterminado que no pudieron ser reconocidas y el golpe de Estado de 1955 que derrocó al gobierno constitucional e inició un largo período de proscripciones políticas y violencia.

### Poder Legislativo
En la Cámara de Diputados se formaron dos bloques: el bloque peronista -mayoritario- y el bloque radical -minoritario-. Este último fue conducido por el Movimiento de Intransigencia y Renovación, en contra de la orientación unionista que conducía la UCR.
Hubo fuertes confrontaciones entre diputados peronistas y radicales. El diputado radical Ernesto Sammartino calificó en un debate a los peronistas como "aluvión zoológico" y la Cámara lo expulsó por inconducta. Lo mismo sucedió con otros dos diputados radicales: Atilio Cattáneo y Agustín Rodríguez Araya.
En la Cámara de Senadores, el cuerpo no aprobó los diplomas de los senadores que representaban a la provincia de Corrientes, única provincia gobernada por la oposición debido a un pacto entre el conservadurismo local y la UCR tras las elecciones provinciales.
En 1948 se realizaron elecciones legislativas, ganadas nuevamente con amplitud por el peronismo. El Partido Peronista y la UCR obtuvieron respectivamente 53 y 23 diputados cada uno. Otras dos fuerzas alcanzaron representación nacional: el Frente Obrero Peronista Revolucionario (sostenido por el sindicalismo tucumano) y el Partido Demócrata Nacional (conservador), cada uno de ellos con un diputado.
En 1949 el diputado radical Ricardo Balbín convocó a la población a realizar una revolución que derrocara al gobierno peronista, hecho que llevó a su desafuero y detención.
En 1950 no hubo elecciones ya que los mandatos fueron prorrogados constitucionalmente por dos años. La Unión Cívica Radical decidió no aceptar la norma constitucional y sus representantes abandonaron sus cargos en el Congreso Nacional.

### Poder Judicial
La Corte Suprema se había involucrado en las luchas políticas, elaborando una doctrina de justificación de los golpes de estado y tolerando el fraude electoral durante la Década infame.
Una vez elegido, el Congreso de la Nación, puso en marcha el mecanismo del juicio político, acusando a cuatro miembros de la Corte Suprema (Antonio Sagarna, Benito Nazar Anchorena, Francisco Ramos Mejía y Roberto Repetto) por haber dictado las acordadas de 1930 y 1943 que legitimaron las dictaduras que se instalaron en el poder en esos dos años, denominándolas "gobiernos de facto". La Cámara de Senadores consideró que haber legitimado las dictaduras constituyó la causal de mal desempeño por parte de los jueces imputados y removió de sus cargos a Sagarna, Nazar Anchorena y Ramos Mejía, en tanto que Repetto había renunciado por razones de salud antes de que asumiera el gobierno constitucional. Según el constitucionalista Celso Ramón Lorenzo, era "la primera vez que se atacaba a la cabeza del poder judicial de la nación al solo efecto de gozar de un tribunal supremo adicto a las políticas del gobierno de turno".
Para ocupar los cuatro cargos vacantes en la Corte Suprema, el Poder Ejecutivo, con acuerdo del Senado, nombró a los ministros Rodolfo Guillermo Valenzuela, Luis Ricardo Longhi, Felipe Santiago Pérez y Justo Lucas Álvarez Rodríguez. Este último falleció en 1949 y fue reemplazado por Atilio Pessagno. Todos los miembros de la Corte Suprema serían removidos de sus cargos sin proceso alguno por la dictadura instalada en 1955.

### Gobiernos provinciales
En 1946 existían catorce provincias, cada una de ellas con gobiernos autónomos. El peronismo ganó la gobernación en trece de ellas y la perdería en Corrientes, debido a que en la provincia regía un sistema electoral indirecto. Fue elegido gobernador Blas Benjamín de la Vega de la UCR, con el apoyo de los conservadores, quienes habían sido la fuerza más votada por estrecho margen.
Ya antes de las elecciones el proceso político en Corrientes había alcanzado un alto nivel de violencia con varios muertos. Luego de realizadas las elecciones, el Congreso Electoral no pudo llegar a un acuerdo para designar gobernador. Luego de varias reuniones caracterizadas por los enfrentamientos y los cuestionamientos mutuos, los electores demócratas (conservadores), liberales y antipersonalistas, eligieron gobernador al candidato radical, mientras que el peronismo cuestionaba la irregularidad del procedimiento, debido a las múltiples reuniones del cuerpo, mientras que los radicales y los conservadores consideraban que se trataba de una sola sesión con varios intervalos.
El Congreso de la Nación trató el conflicto correntino en 1946, pero decidió no intervenir la provincia. Al año siguiente el conflicto continuaba y el Congreso decidió la intervención, que convocó a nuevas elecciones en 1948, que ganó el peronismo.

### La comunidad organizada
Llegado al poder de la mano de un movimiento notoriamente heterogéneo, Perón buscó consolidar la organización interna: aún antes de asumir la presidencia inició el proceso de disolución del Partido Laborista y de la UCR-JR, fundando el "Partido Único de la Revolución"; al año siguiente cambiaría su nombre por el de Partido Peronista. Este estaba dividido en dos ramas: la sindical y la política, a la que poco después se sumó el Partido Peronista Femenino, organizado por Eva Perón; se estableció un criterio de cupos, por el cual los cargos políticos se repartían en partes iguales entre las tres ramas del partido. Este nunca logró organizarse como una institución con autonomía interna, ya que nunca hubo elecciones internas y las autoridades eran nombradas directamente por Perón.
Mientras algunos gobiernos provinciales fueron especialmente exitosos y estables –el caso más estudiado es el del gobernador bonaerense, coronel Mercante– otros sufrieron una marcada inestabilidad, causada por continuos enfrentamientos entre facciones. Además de Corrientes –intervenida para expulsar a la oposición– también Córdoba, Catamarca, La Rioja, Santa Fe y Santiago del Estero fueron intervenidas para solucionar conflictos internos al peronismo. Por su parte, los gobernadores de Salta y San Juan renunciaron por la misma razón.
Algunos dirigentes laboristas fueron expulsados del movimiento por disidencias internas: los casos más notables fueron los de Cipriano Reyes, presidente del Partido Laborista, y Luis Gay, secretario general de la CGT.
Las presiones fueron aún más notables hacia afuera del movimiento: muchos profesores universitarios que se negaron a afiliarse al Partido Peronista fueron removidos de sus cargos, y también se exigía la afiliación como requisito para cualquier cargo público, e incluso para incorporarse como empleado estatal. Perón continuó consolidando la lealtad del Ejército por medio del control de los nombramientos y ascensos entre los oficiales.
La mayor parte de las instituciones intermedias se mantuvieron en una cerrada oposición; en la mayor parte de los casos, el gobierno no intentó disolverlas, sino que se crearon instituciones paralelas, identificadas con el partido gobernante. Una de las primeras fue la Asociación de Escritores Argentinos  (ADEA), opuesta a la Sociedad Argentina de Escritores. Posteriormente se crearían la Confederación General Universitaria (CGU) en oposición a la mayoritaria Federación Universitaria Argentina (FUA), y la Confederación General Empresaria (CGE) para oponerse a la Unión Industrial.
La propaganda peronista exaltó repetidamente la política del gobierno, centrándose sobre todo en la exaltación de la figura del presidente y de su esposa. Durante su primer gobierno, la propaganda permanente resultó abrumadora, pero no llegó al nivel que alcanzaría durante el segundo.

### Las relaciones exteriores

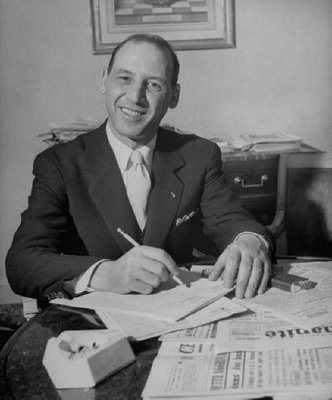
Juan Atilio Bramuglia, ministro de Relaciones Exteriores.

Las relaciones exteriores ocupaban un lugar importante en las preocupaciones de Perón, que creía que la posguerra daba a la Argentina una posición privilegiada, en su carácter de gran productora de alimentos en un mundo que los requería en abundancia, lo que le significaba una oportunidad que el país debía aprovechar. Por otra parte, consideraba inevitable que en un futuro no lejano ocurriera otro conflicto bélico de magnitud, lo que tornaría su posición aún más ventajosa.
El primer ministro de Relaciones Exteriores fue Juan Atilio Bramuglia, uno de los primeros ideólogos que tuvo el peronismo. Bramuglia era un abogado laboralista de formación socialista, que formaba parte del grupo del diputado socialista Mario Bravo y que por recomendación del PS había sido de abogado la Unión Ferroviaria, el sindicato más poderoso del país. Dedicado desde los años '30 a promover la previsión social, Bramuglia integró el primer grupo de dirigentes sindicales que contactó a los coroneles Domingo Mercante y Juan Perón, en agosto de 1943. Desde ese momento fue uno de los principales sostenes del grupo que iría transformándose en peronista a mediados de 1945. Designado a cargo del área de previsión social en la Secretaría de Trabajo y Previsión, se convirtió el primer funcionario proveniente del sindicalismo en ocupar un cargo político en el Estado argentino.
Como Ministro de Relaciones Internacionales tuvo la tarea de buscar la reinserción de la Argentina en el mundo. A poco de asumir, Perón envió al Congreso para su tratamiento las Actas de Chapultepec y la de creación de la Organización de las Naciones Unidas. Dio instrucciones a los legisladores para que fueran aprobadas y el canciller concurrió al Congreso para defenderlas. Entre ruidosas manifestaciones de sectores nacionalistas que se oponían a las adhesiones, el Senado aprobó la ratificación por unanimidad.
La imagen del gobierno peronista en la prensa y entre los funcionarios de los Estados Unidos era una simple herencia del enfrentamiento entre ese país y la dictadura, y no fue disipada por la actuación favorable del entonces vicepresidente Perón en la tardía declaración de guerra al Eje. La valoración de Estados Unidos respecto del gobierno de Perón comenzó a cambiar tras la salida del Departamento de Estado de funcionarios que se habían manifestado más críticos, y el 3 de junio de 1947, el presidente Truman invitó al embajador argentino Oscar Ivanissevich a concurrir a la Casa Blanca, donde departió amablemente con la visible ausencia del secretario para asuntos latinoamericanos Braden, que dos días después renunciaba. En forma inmediata, y contando con el beneplácito de los Estados Unidos, el gobierno argentino anunció el establecimiento de relaciones diplomáticas con la Unión Soviética y a continuación inició tratativas comerciales y cerró acuerdos comerciales con Rumania, Bulgaria, Polonia, Checoslovaquia y Hungría.
El mismo año, Perón exponía en un discurso los principios de la Tercera Posición entre capitalismo y socialismo, mediante la cual se daba a entender que en la naciente Guerra Fría la Argentina no se alinearía de forma automática ni con Estados Unidos ni con la Unión Soviética.
En 1948 la tensión entre los ex Aliados subió al máximo cuando la Unión Soviética bloqueó la comunicación por tierra de la zona de Berlín ocupada por Estados Unidos, Gran Bretaña y Francia dejándole solamente la vía por aire. Al llegar la cuestión en el mes de octubre al Consejo de Seguridad de la ONU, el representante de Estados Unidos que ejercía la Presidencia debió dejar el cargo por estar involucrado, y lo asumió el canciller Bramuglia, cuya gestión mediadora recibió comentarios elogiosos de los diplomáticos extranjeros.
Al mismo tiempo, aún despierta controversias entre los historiadores la acogida en la Argentina de numerosos nazis prófugos durante y después de la Segunda Guerra Mundial, entre ellos, Adolf Eichmann, Josef Mengele, Erich Priebke, Josef Schwammberger, Walter Kutschmann y Ante Pavelić.
También fueron acogidos exiliados políticos provenientes de Bolivia tras el derrocamiento del coronel Gualberto Villarroel en julio de 1946, tales como Víctor Paz Estenssoro, Augusto Céspedes, Carlos Montenegro y el general Alfredo Pacheco Iturri, amigo personal del general Perón.

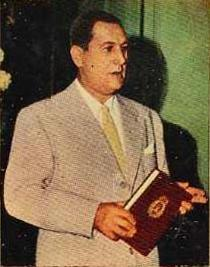
Perón sosteniendo la constitución reformada de 1949.

### Constitución del 49 y reelección
En 1949 fue elegida una Asamblea Constituyente que dictó una nueva Constitución acorde con los principios del peronismo y el constitucionalismo social, estableciendo, entre otras cosas la igualdad jurídica de hombres y mujeres, los derechos de los trabajadores, la autonomía universitaria, la función social de la propiedad, facultades de intervención del Estado en la economía y de casación para la Corte Suprema, y modificaciones del sistema político, como el voto directo y la reelección presidencial.
En las elecciones de noviembre de 1951 por primera vez en la historia del país las mujeres ejercieron su derecho a votar y ser votadas, resultando elegidas 6 senadoras, 23 diputadas y 3 delegadas de los territorios nacionales, todas ellas pertenecientes al Partido Peronista. Perón volvió a triunfar por un amplio margen: 62,49%.
También fue reelegido el vicepresidente que lo había acompañado en su primera gestión, Hortensio Quijano, pero falleció poco antes de asumir el cargo. Por ello se realizaron elecciones para vicepresidente en el año 1954, resultando electo el contraalmirante Alberto Tessaire, senador nacional por la capital hasta ese momento.
Hasta la presidencia de Perón, la población de los denominados territorios nacionales, cuyos habitantes eran llamados "territorianos", había sido marginada políticamente: no podían elegir sus propios gobiernos ni elegir sus representantes en la Cámara de Senadores, y hasta la Consititución de 1949 carecía también de derecho al voto de los representantes nacionales.
El país estaba dividido en dos mitades aproximadas, una de las cuales estaba formada por catorce provincias soberanas y democráticas agrupadas en una federación y la otra mitad bajo un régimen asimilado al colonialismo interno. La lucha de las poblaciones de los territorios para obtener sus derechos políticos y acceder al estatus de provincias había comenzado a fines del siglo XIX y chocaba con fuertes intereses económicos y políticos.
Entre 1951 y 1953 serían provincializados todos los territorios nacionales, con excepción de las islas de Tierra del Fuego y del Atlántico Sur. En 1951 el Congreso Nacional provincializó por ley 14.037 los territorios nacionales del Chaco y de La Pampa. En 1952 fueron elegidos los constituyentes para constituirlas, quienes establecieron en las respectivas constituciones en el primer caso el nombre de "Provincia Presidente Perón" y en el segundo caso el nombre "Provincia Eva Perón";. Los nombres elegidos por la población serían anulados por bando del dictador Eduardo Lonardi pronunciado en Córdoba antes de asumir el mando, imponiendo también a dichas provincias los nombres que les había impuesto el estado nacional: "Chaco" y "La Pampa". En la primera de ellas, la constitución provincial estableció que la mitad de la legislatura fuera elegida por representantes de las entidades profesionales y los sindicatos, en tanto que en la segunda establecieron el derecho de todos los habitantes a adquirir la propiedad de los tierras que trabajaran.
La provincialización de los territorios nacionales continuó durante el segundo gobierno de Perón. En 1953 el Congreso Nacional el Congreso Nacional aprobó la ley ley 14.294 que dispuso la provincialización del territorio nacional territorio nacional de Misiones (Misiones ya había sido provincia antes de 1853, pero Corrientes la había invadido y reclamaba su derecho a ese territorio). En noviembre de 1954 los representantes elegidos democráticamente constituyeron formalmente la provincia aprobando su primera constitución, en la que eligieron denominarla "Misiones". El primer gobierno provincial asumió en junio de 1955.
El 15 de junio de 1955 el Congreso Nacional sancionó la ley 14.408 disponiendo la creación de cinco provincias: tres de ellas correspondientes a los territorios nacionales del Neuquén, Río Negro y Formosa. Las otras estaban definidas por el territorio patagónico entre paralelo 42 y el paralelo 46; y la otra entre el paralelo 46 y el paralelo 52 hasta Punta Dúngenes. El golpe de Estado de 1955 interrumpió la constitución democrática de estas cinco provincias, que se irían constituyendo bajo la dictadura establecida ese año, que también impuso sus nombres: Chubut, Formosa, Neuquén, Río Negro y Patagonia. En el caso de la provincia de Santa Cruz -denominada provisoriamente Patagonia-, –que estaba formada por los territorios nacionales de Santa Cruz Tierra del Fuego, la dictadura excluiría de la misma a los territorios insulares, que recién serían provincializados en 1991.

### Cambios en la orientación económica y productiva

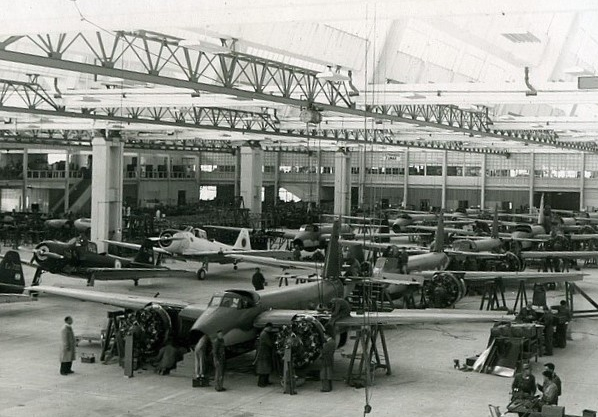
La fabricación de aeronaves en la Fábrica Militar de Aviones reveló la búsqueda de un alto grado de tecnificación por el segundo gobierno peronista.

A comienzos de la década del cincuenta, el contexto mundial dejó de ser favorable: pese al crecimiento del mercado interno, las exportaciones argentinas seguían siendo formadas exclusivamente por carnes, granos y lanas. Estados Unidos colocaba sus excedentes agrícolas en Europa mediante el Plan Marshall, limitando el acceso al mercado de los alimentos argentinos, y una intensa y persistente sequía se sumó a los factores estructurales para invertir el saldo comercial en perjuicio de la Argentina. Adicionalmente, la continuidad del aumento de la demanda generó una escalada inflacionaria, que afectó tanto a la producción como al consumo.
Ante el deterioro económico, un nuevo ministro de Hacienda, Alfredo Gómez Morales, aplicó medidas de corte ortodoxo: un segundo Plan Quinquenal, lanzado en 1951, estaba orientado a la racionalización del gasto público y preveía medidas de austeridad, exhortando también a la población y a las empresas a producir más y gastar menos. Incluso se cancelaron por dos años todas las paritarias salariales.
Ante la necesidad de sustituir no solo las importaciones de bienes de consumo, sino también en bienes de capital, se hizo un gran esfuerzo en la industria pesada y en la construcción de maquinarias y automóviles: la empresa estatal IAME fabricó desde tractores y camionetas hasta automóviles y aviones; estos últimos en la Fábrica Militar de Aviones de Córdoba.
Se inició el proyecto del primer alto horno del país, iniciándose la siderurgia nacional y la extracción de carbón mineral en Río Turbio. Los intentos de aumentar significativamente la producción petrolífera a corto plazo fracasaron, de modo que Perón buscó fomentar la inversión externa en ese rubro. Pese a la oposición de muchos de sus seguidores, se firmó un contrato de concesión petrolífera con la estadounidense Standard Oil, que la oposición juzgó lesiva de la soberanía nacional.
La política económica de austeridad dio sus frutos rápidamente: tras haber alcanzado un pico del 50% en 1951, bajó al 19% al año siguiente y fue nula en 1953. El crecimiento económico tuvo un importante freno, pero pasados los años de sequía y los efectos contractivos de las medidas de austeridad, la economía argentina estaba en plena recuperación a fines de 1954 y principios de 1955. Acompañando a la nueva etapa de crecimiento, la inflación subió al 16% en 1954, pero volvió a bajar en 1955, con lo que las perspectivas económicas eran muy favorables. En 1954, una ronda de paritarias logró un aumento del 12% promedio en los salarios reales respecto de 1952.

### Leales y obsecuentes
Al asumir Perón su primera presidencia, la mayoría de los medios de prensa seguían en manos de empresarios conservadores, que criticaron la gestión gubernamental; en ocasiones, estas críticas resultaron excesivas desde el punto de vista oficialista, que respondió con allanamientos y multas. Un conflicto sindical terminó por servir de excusa para la expropiación del Diario La Prensa. Se ejerció una dura presión económica sobre el resto de los diarios opositores –por ejemplo, se racionaba el papel de diario– y se aplicó una cierta dosis de censura, que nunca fue total: La Nación y Clarín, por ejemplo, siguieron circulando, aunque el segundo prefirió evitar conflictos con el gobierno. El gobierno creó una red de medios de prensa que, al igual que la totalidad de las radios, controlaba en forma directa o a través de allegados, con lo cual al fin de su segunda presidencia solo un puñado de diarios estaba fuera del control del gobierno o de la CGT.
Se realizó una política propagandística gigantesca, y las imágenes de Perón y Evita llenaron la vía pública, hegemonizaron la toponimia; dos provincias recién creadas fueron llamadas Eva Perón y Juan Perón. La propaganda alcanzó incluso a los textos escolares de nivel primario, y el gobierno formó la Unión de Estudiantes Secundarios, que organizó actividades recreacionales mientras servía de propaganda hacia dentro y hacia afuera la organización.
La muerte de Eva afectó profundamente a Perón, en cuanto le privó de la única que podía discutirle frontalmente sus ideas e intereses sin temer por su posición en el gobierno, de modo que pronto se vio rodeado de oportunistas y obsecuentes. El presidente demostró escasa capacidad para resistir la adulación, y consideró en cambio que cualquiera que hubiera mostrado una personalidad fuerte y algún grado de independencia debía ser removido: su propio amigo Mercante fue privado de toda cuota de poder, y el gobernador que le sucedió en Buenos Aires, Carlos Aloé, se esforzó por borrar su memoria de toda obra pública y por desplazar a todos sus colaboradores. También el canciller Bramuglia –considerado generalmente como el más capaz de sus colaboradores y posible candidato a suceder a Perón– fue separado de su cargo.
Varias provincias fueron intervenidas durante la segunda presidencia, y los gobernadores que lograron conservarse en el gobierno se destacaron más por su lealtad absoluta a Perón que por su capacidad e iniciativa. Lo mismo puede decirse del gabinete ministerial, en el cual figuraron algunos políticos destacados rodeados de desconocidos burócratas y auténticos ineptos.
El Partido Peronista continuó intervenido, y funcionó únicamente como un mecanismo más de control interno del gobierno peronista; solo la Rama Femenina mantuvo cierta autonomía e iniciativa. Por su parte, la CGT funcionó solamente como una herramienta para evitar la exteriorización de conflictos entre los trabajadores y el gobierno, bajo la dirección de dirigentes acríticamente leales a Perón.
La población –en particular los trabajadores sindicalizados– era convocada periódicamente a la Plaza de Mayo a demostrar su adhesión al líder, especialmente en la celebración anual del Día de la Lealtad, y concurría masivamente. Según diversos análisis, esa adhesión –aunque real y sincera– era puramente ritual y pasiva, y no tendría incidencia alguna en el momento decisivo de la caída de Perón; la propaganda había acostumbrado a sus seguidores a esperarlo todo del gobernante, y muy pocos harían siquiera un gesto de resistencia contra el golpe de Estado.

### La ruptura con la Iglesia
Las relaciones entre el gobierno y la Iglesia católica habían sido positivas desde un principio; de hecho, las autoridades eclesiásticas habían incitado a los fieles a votar por Perón en las elecciones de 1946. Durante los años siguientes no hubo interferencia alguna entre ambas instituciones, aunque las autoridades religiosas desconfiaban de las actividades de Eva Perón, ya que la caridad pública había sido hasta entonces un resorte casi exclusivo de la Iglesia. También la voluntad hegemónica del peronismo chocaba con el mito de la "nación católica" que se había impuesto durante parte de la década del 30 y de la dictadura del 43.
El culto a la personalidad de Perón y Evita –aparente o real– enfrió el entusiasmo peronista entre los católicos, mientras varios dirigentes peronistas enunciaban ideas teóricas sobre el "verdadero cristianismo", comparando Perón con Jesucristo, llegándose a la conclusión de que el peronismo aventajaba a la propia doctrina de Jesús, que estaba hecha únicamente de palabras, y no de hechos.
Pese a que las razones últimas del conflicto no quedaron nunca claras, parece haberse originado en la fundación del Partido Demócrata Cristiano de la Argentina en julio de 1954; Perón consideró que su creación solo podía restarle apoyos entre los mismos que apoyaban al partido gobernante.
En su discurso del 17 de octubre de ese año, denunció a supuestos enemigos emboscados del gobierno, expresión que al parecer aludía al clero, y en noviembre denunció por la cadena nacional de radio "ciertas acciones que desarrollan organizaciones católicas", mencionando con sus cargos y nombres a curas y obispos "perturbadores". Gran parte de los dirigentes peronistas –entre ellos los ministros del Interior y de Educación– interpretaron el discurso como una orden de iniciar una ofensiva en contra de la Iglesia Católica: en apenas cuatro meses, se eliminó la Dirección de Enseñanza Religiosa en el Ministerio de Educación, se prohibieron los actos religiosos en la vía pública, se sancionó una ley de divorcio vincular se autorizaron establecimientos donde se ejercía la prostitución, y se aprobó la convocatoria a una convención constituyente que sancionara la separación de la Iglesia y el Estado.
La oposición –dispersa y prácticamente anulada hasta ese momento– encontró en este conflicto un flanco por el cual atacar al gobierno: tanto los dirigentes conservadores como dirigentes evidentemente ateos –radicales y socialistas– se pronunciaron en defensa de la Iglesia y participaron en manifestaciones y procesiones. Por su parte, muchos nacionalistas católicos que hasta entonces habían apoyado al gobierno pasaron a la oposición, que en el caso de los oficiales del Ejército era velada, y por ello más peligrosa aún.
En tanto en muchas iglesias se pronunciaban vigorosas arengas políticas desde el púlpito, se producían detenciones de sacerdotes con diferentes imputaciones. La procesión de Corpus Christi de junio de 1955 –expresamente prohibida por el gobierno– reunió unas 200 000 personas en la Catedral de Buenos Aires y la Plaza de Mayo, ocasión en que se produjeron algunos desmanes; entre ellos el reemplazo de la bandera nacional por la del Vaticano en el Congreso de la Nación. El mismo día 11, el gobierno acusó a los manifestantes de haber quemado una bandera argentina y se abrió una investigación judicial. Tras la caída de Perón, el vicepresidente Tessaire afirmó que la quema de la bandera había sido una iniciativa del propio Perón.
El obispo auxiliar Manuel Tato, que había predicado un virulento sermón contra el gobierno, fue expulsado del país unos días después junto a monseñor Novoa. En respuesta, la Sagrada Congregación Consistorial del Vaticano decretó la excomunión de los responsables de su expulsión, medida que incluía al presidente Perón; no obstante, la medida no fue refrendada por el Papa Pío XII, y nunca entró en vigor.

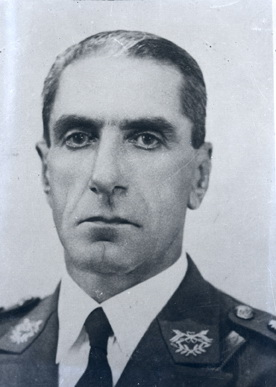
Benjamin Menéndez.

### El intento de golpe de Estado del 28 de septiembre de 1951
El 28 de septiembre de 1951 efectivos del Ejército, la Marina y la Aeronáutica al mando del general retirado Benjamín Menéndez intentaron derrocar al gobierno del presidente Juan Domingo Perón. En su breve proclama los rebeldes acusaban al gobierno de haber llevado la Nación a “una quiebra total de su crédito interno y externo, tanto en lo moral y espiritual como en lo material”. Las restricciones a las libertades cívicas y a la acción de los opositores, la reforma constitucional que permitía la reelección del Presidente, así como las medidas de politización de las fuerzas armadas parecen haber influido en los militares adherentes al movimiento.
Algunos sectores descontentos de las fuerzas armadas entraron en un estado deliberativo para destituir al gobierno y buscaron un líder para encabezar la rebelión. Los que podían asumir ese papel eran los generales Eduardo Lonardi, el único militar no oficialista con mando de tropas, que estaba como comandante del Primer Cuerpo de Ejército y el general Benjamín Menéndez, retirado desde 1942, pero no pudieron acordar una acción en común, separados –en palabras de Potash con las que coincide Luna- por “la dignidad personal, el orgullo y la ambición”.
Viendo un momento político favorable Menéndez dio la orden de desencadenar el golpe el 28 de septiembre y Lonardi –que había pedido su retiro, que le fue aceptado de inmediato- decidió no adherir al golpe pero dejó en libertad a sus seguidores, parte de los cuales apoyaron el mismo. En la madrugada de ese día Menéndez y su estado mayor entraron a Campo de Mayo, una instalación militar de gran extensión, donde ya había unidades sublevadas. Se produjo en el regimiento de tanues un tiroteo que ocasionó el único muerto, el cabo Miguel Farina que había intentado oponerse. De los treinta tanques presentes, solo pudieron movilizar a dos –probablemente por sabotaje de los suboficiales- y el resto fue abandonado, por lo que en definitiva la columna golpista partió al mando del general Menéndez con dos tanques Sherman, tres unidades blindadas y 200 efectivos a caballo.
No obtuvo el apoyo esperado del Colegio Militar de la Nación y el destacamento mecanizado de La Tablada que también se había rebelado se rindió sin combatir ante tropas leales al gobierno por lo que Menéndez junto con algunos de sus oficiales se entregó detenido.
Por otra parte, la escuadra aeronaval y la base militar de Punta Indio, que se habían sublevado, al conocer que carecían de fuerzas terrestres desistieron de su acción y algunos de los intervinientes fueron detenidos y otros escaparon. Menéndez y sus más inmediatos colaboradores detenidos fueron enjuiciados de inmediato. Menéndez fue condenado a 15 años de prisión y otros oficiales lo fueron a penas de hasta 6 años de cárcel.
No solo los insurrectos fueron apartados del servicio sino que Perón aprovechó para depurar las fuerzas armadas desprendiéndose mediante su retiro de oficiales que nada tenían que ver con la rebelión.

### La espiral de la violencia y el fracaso del diálogo

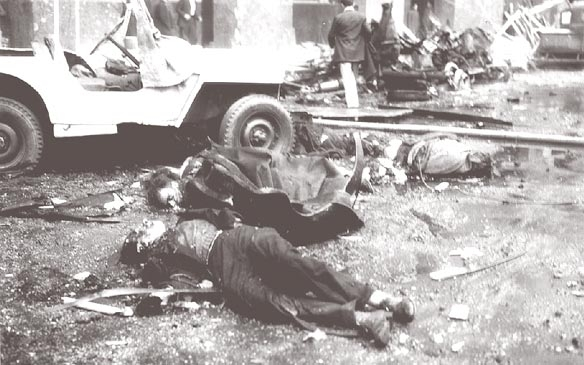
Víctimas del bombardeo a Plaza de Mayo de junio de 1955.

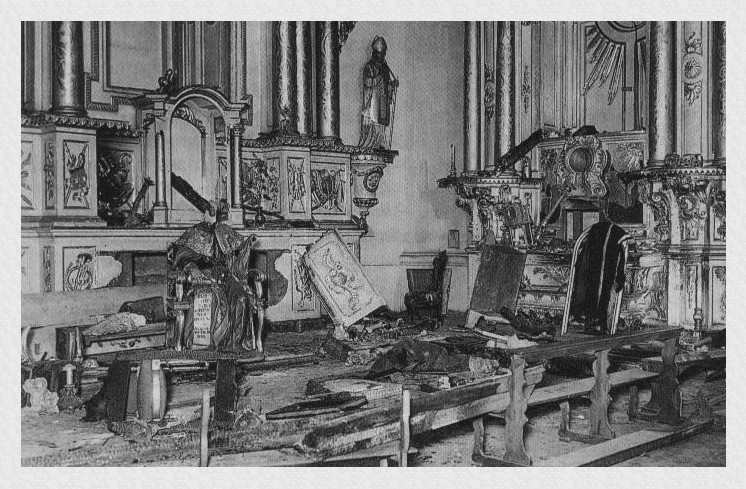
Iglesia de San Ignacio (Buenos Aires), tras los ataques e incendios de junio de 1955.

En 1953, un atentado en la Plaza de Mayo durante un acto de la CGT, organizado por jóvenes radicales, asesinó a seis manifestantes, mutiló a diecinueve e hirió a casi cien. En respuesta, manifestantes peronistas atacaron e incendiaron la sede del Jockey Club y de los partidos socialista y radical. Los partidos opositores no condenaron los asesinatos ni los actos de terrorismo, la policía no intervino para detener los disturbios, y los bomberos solo impidieron que el fuego se propagara a las casas vecinas.
Antes y después del conflicto con la Iglesia, se produjeron numerosos atentados, en que grupos antiperonistas denominados comandos civiles, se movilizaban en automóviles disparando con armas de fuego contra militantes peronistas y agentes de policía. En ocasiones, el objetivo era apoderarse del arma reglamentaria del agente.
El 16 de junio de 1955 al mediodía, un grupo cívico-militar, conducido por el contralmirante Samuel Toranzo Calderón y el político radical Miguel Ángel Zavala Ortiz inició un golpe de Estado atacando con fuerzas militares y comandos civiles de aire y tierra. Unos treinta aviones de la Armada y de la Fuerza Aérea atacaron la Casa Rosada con el fin de matar al presidente Perón, con el apoyo de grupos de civiles armados que fueron rechazados. La acción desembocó en el bombardeo de Plaza de Mayo asesinado a 308 personas identificadas, más un número que no pudo ser determinado debido a la gravedad de las mutilaciones, incluyéndose entre las víctimas 111 activistas de la CGT -de las cuales 23 eran mujeres- y 6 niños. Los pilotos, cuyos aviones llevaban como lema el monograma "Cristo Vence", se refugiaron en Uruguay, cuyo gobierno se negó a entregar a los golpistas. Los oficiales complotados que no habían huido fueron capturados y condenados a penas de prisión, aunque uno de ellos fue inducido a suicidarse. Pocos meses después la llamada –según el bando– Revolución Libertadora o Fusiladora, liberaría a los criminales condenados.
Reaccionando ante la masacre algunos grupos peronistas atacaron y produjeron destrozos en diversos templos católicos y en la Curia Eclesiástica, mientras la policía y los bomberos se abstenían de intervenir. La Catedral fue atacada, pero no sufrió daños tan graves como las iglesias de Santo Domingo, San Francisco, San Ignacio, la Piedad, San Miguel, las Victorias, el Socorro, San Nicolás de Bari y San Juan Bautista. Los grupos habían sido organizados por el Partido Peronista y dependencias públicas, estando implicados en ellos el vicepresidente. Al día siguiente, un dirigente comunista fue torturado y asesinado por la policía.
Perón decretó el estado de sitio pero trató de calmar los ánimos de sus partidarios, anunciando que dejaba de ser el líder de una revolución para pasar a ser presidente de un país. Invitó a los líderes de los partidos opositores a hablar por la cadena nacional de radio; el primero en hacerlo fue el radical Arturo Frondizi, el cual –contrariando las esperanzas de Perón– lanzó muy duras acusaciones contra el gobierno. Los demás partidos no fueron más moderados, por lo que el intento aperturista terminó en menos de una semana. Perón convocó nuevamente a sus seguidores a la Plaza de Mayo, donde pronunció un duro discurso contra sus opositores, prometiendo que por cada peronista muerto morirían cinco opositores, y otras amenazas de muerte. No obstante la dureza de sus palabras, nunca tomó medidas como las que anunciaba ni fue obedecido en este sentido por sus seguidores.
Mientras tanto, se multiplicaban por todo el país los atentados terroristas antiperonistas, que el gobierno insistía en señalar como promovidos desde los Estados Unidos y Gran Bretaña.

### El golpe

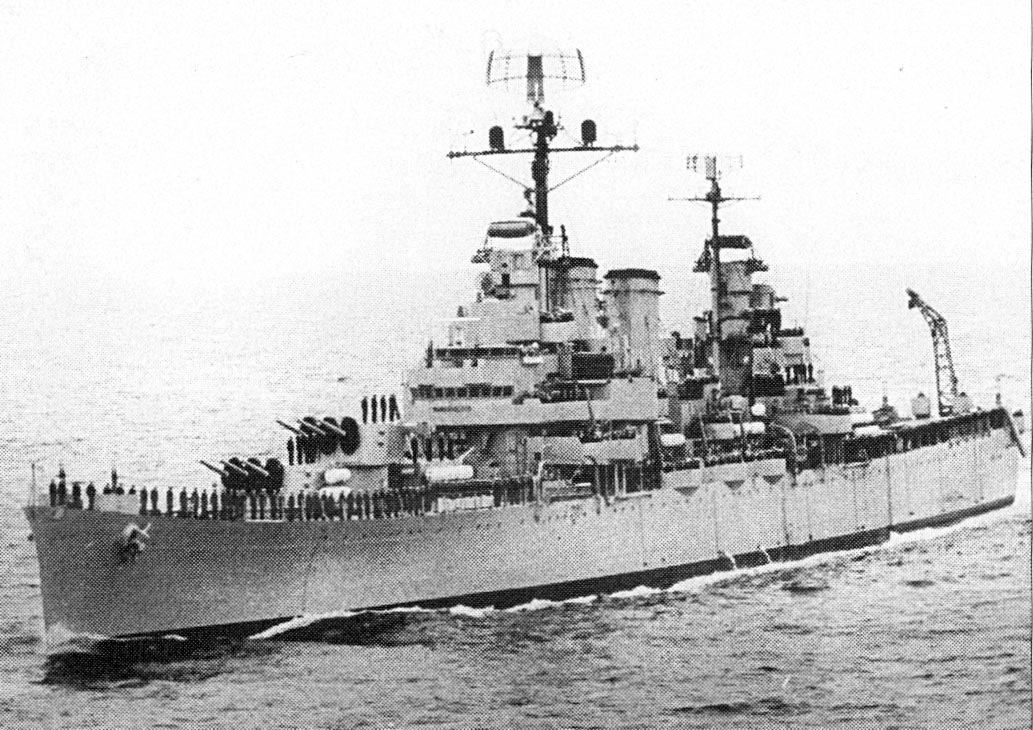
Crucero General Belgrano; la actuación de la Armada Argentina fue crucial en el derrocamiento del presidente Perón.

Los grupos conspiradores se multiplicaron: grupos de oficiales jóvenes de la Armada y del Ejército se contactaron para organizar un golpe de Estado, poniéndose a órdenes de unos pocos generales y almirantes; también hubo contactos con comandos civiles, especialmente en las ciudades de Córdoba y Buenos Aires. El jefe militar era Pedro Eugenio Aramburu, y el naval era Isaac Francisco Rojas. Cuando Aramburu decidió posponer las acciones hasta el año siguiente, el general Eduardo Lonardi asumió el mando militar. La Guarnición Buenos Aires estaba íntegramente en manos de militares leales a Perón, de modo que Lonardi decidió iniciar sus actividades en el interior y en las principales bases navales: Río Santiago –cerca de La Plata– y Puerto Belgrano –cerca de Bahía Blanca. Lonardi sabía que estaría en inferioridad numérica desde el principio, pero suponía que si lograba sostenerse dos o tres días, muchas unidades se les unirían.
El movimiento estalló simultáneamente en Córdoba, Curuzú Cuatiá –adonde se dirigió Aramburu– y en las bases navales en la madrugada del día 16 de septiembre. La escuadra de Rojas se dirigió a bloquear el río de la Plata, con la intención de impedir el abastecimiento de petróleo. El gobierno tardó varias horas en conocer el alcance de la revuelta, pero rápidamente movilizó a las unidades leales del Ejército y la Fuerza Aérea en su contra.
Lonardi inició la revuelta con un ataque de artillería sobre la Escuela de Infantería, pero al amanecer fue obligado a replegarse. Por su parte, Aramburu había logrado dominar Curuzú Cuatía y su poderoso regimiento de tanques, pero al atardecer ya había sido expulsado de allí. El ministro Franklin Lucero ordenó atacar por Río Santiago (con tropas de tierra), Curuzú Cuatiá y Córdoba, adonde se dirigieron gran cantidad de tropas. Pero antes que llegaran, la Escuela de Infantería se vio obligada a rendirse a Lonardi, y algunos oficiales de la Fuerza Aérea enviados desde Buenos Aires se pasaron con sus aviones a los revolucionarios. También las tropas navales ocuparon Bahía Blanca. En cambio, un ataque aéreo obligó a la escuadra de Rojas a alejarse de Buenos Aires; los heridos fueron desembarcados en Montevideo. La población se informaba de los hechos a través de Radio Colonia, en el Uruguay, que se mostraba abiertamente partidaria de los revolucionarios.
Los días 17 y 18, las guarniciones de Mendoza y San Luis se pasaron a los rebeldes, mientras topas leales venidas desde el norte y el este rodearon Córdoba. Los revolucionarios obtuvieron un gran éxito cuando el comandante de la Flota de Mar, almirante Basso, llevó la misma contra la escuadra rebelde; sus oficiales esperaron a estar a tiro de cañón y lo arrestaron, para ponerse a órdenes de Rojas. El 19, Rojas ordenó bombardear los depósitos de combustible de Mar del Plata y las unidades militares de esa ciudad; infantes de marina desembarcados y comandos civiles ocuparon la ciudad, donde la población estaba aterrorizada por el bombardeo. Otro buque anunció que bombardearía los depósitos de combustible de La Plata. En Córdoba se luchaba en las calles de la ciudad, pero las tropas leales no lograban controlar el centro. Al terminar el día, los rebeldes controlaban Mar del Plata, Bahía Blanca, las tres provincias cuyanas, la base de Río Santiago y parte de la ciudad de Córdoba; el resto del país estaba en manos leales.
Pero Perón no estaba dispuesto a aceptar más muertes y destrucción: temprano en la mañana del día siguiente entregó a Lucero una nota –muy poco clara– en que renunciaba a la presidencia. La nota fue reproducida por todas las radios del país, y las tropas leales se apresuraron a pasarse a los revolucionarios. En Buenos Aires, una Junta provisoria presidida por el general José Domingo Molina anunció que se hacía cargo del gobierno nacional. La noche del 20 de septiembre, Lonardi dictó el "Decreto Nº 1", por el que se nombraba a sí mismo "Presidente Provisional".

## La Libertadora
En la mañana del 21 de septiembre, Perón se asiló en la embajada del Paraguay en Buenos Aires y luego en un buque de ese país, iniciado un exilio que duraría 17 años. Al día siguiente Lonardi presidió un desfile de militares y comandos civiles en Córdoba; las tropas leales se pusieron a sus órdenes y regresaron a sus destinos en el norte y Santa Fe. La Junta presidida por Molina se encargó de mantener acuarteladas las tropas en Buenos Aires, pero –apenas llegado a Buenos Aires– Lonardi desconoció por completo su autoridad. El Secretario General de la CGT se dirigió a los trabajadores pidiendo "mantener la más absoluta calma". Ese mismo día, el gobierno uruguayo –que había prestado un apoyo inocultable al golpe– reconoció a Lonardi como presidente de la Argentina.
El día 23, Lonardi y el almirante Rojas llegaron a Buenos Aires; pocas horas más tarde prestó juramento como "Presidente Provisional", acompañado por una multitud reunida en Plaza de Mayo. Al día siguiente, Lonardi nombró vicepresidente al almirante Rojas. El día 25, el gobierno provisional fue reconocido por Estados Unidos y Gran Bretaña.

### Razones del antiperonismo

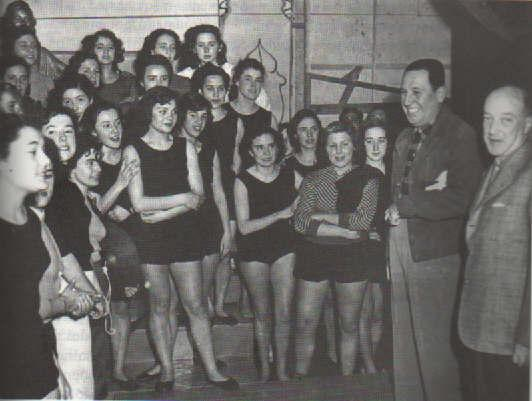
Perón con estudiantes de la Unión de Estudiantes Secundarios (UES) en 1953.

Uno de los motivos de irritación de los revolucionarios con el peronismo, al que consideraban al igual que el conservadorismo argentino anterior populismo y más que eso durante la última etapa el segundo gobierno peronista, fue el adoctrinamiento juvenil a través de la introducción en los textos escolares de dibujos, fotografías y textos laudatorios de Perón y Eva Perón tales como "¡Viva Perón! Perón es un buen gobernante. Perón y Evita nos aman" y otros similares a los que hubo en la época tratando de imponer un culto a la personalidad a la persona del líder En materia educativa se introdujo la materia "Cultura Ciudadana" que en la práctica era un medio de propaganda del gobierno, sus protagonistas y sus realizaciones. Una vez publicado el libro La razón de mi vida de Eva Perón el mismo texto fue obligado tanto en el nivel primario como en el secundario. Y en 1953 para adoctrinar a los estudiantes secundarios Perón creó la Unión de Estudiantes Secundarios (UES).
Además, el peronismo, el radicalismo yrigoyenista, el socialismo y el comunismo, venían desde varias décadas atrás generando conciencia en las clases populares sobre lo que denominaban genéricamente "la oligarquía" y "el imperialismo", conceptos que incluían a la clase media-alta y alta argentina, y a las empresas y capitales extranjeros -principalmente británicas y estadounidenses- atribuyéndoles una posición promotora de la desigualdad social y la dependencia económica.
Este resentimiento social produjo una violencia política creciente. Entre los actos de terrorismo de Estado más cuestionados se encuentran: el bombardeo de Plaza de Mayo organizado por grupos antiperonistas que asesinó a más de 300 ciudadanos, entre ellos decenas de activistas sindicales peronistas, el atentado al sindicalista Cipriano Reyes en 1947 y su posterior detención y condena acusado de formar parte de un complot golpista; las torturas causadas por la Policía Federal a varios opositores, entre ellos Ernesto Mario Bravo, Luis Vila Ayres, Juan Ovidio Zavala, Roque Carranza, Yolanda J. V. de Uzal, los hermanos María Teresa y Jorge Alfredo González Dogliotti; las cesantías de docentes antiperonistas; la detención de diputados opositores como Ricardo Balbín, Ernesto Sanmartino y Alfredo Palacios; las restricciones a la libertad de expresión y de prensa; la expropiación de los diarios La Prensa y La Nueva Provincia; la condena judicial por desacato y encarcelamiento de Michel Torino propietario del diario El Intransigente de Salta; el ataque e incendios en las sedes de los partidos radical, demócrata y socialista así como en el Jockey Club de Buenos Aires quedando totalmente destruidos estos dos últimos edificios y con daños muy importantes los otros dos; la quema de iglesias del 16 de junio de 1955; la tortura y asesinato del sindicalista tucumano Carlos Aguirre por la policía de Tucumán; la tortura, asesinato y desaparición del médico Juan Ingalinella por la policía santafesina como consecuencia de su actividad en contra del bombardeo de Plaza de Mayo y las operaciones golpistas, que se lo considera uno de los primeros desaparecidos de la Historia argentina y cuyos autores fueron detenidos y condenados por el gobierno peronista. Las fuerzas antiperonistas también realizaron numerosos actos terroristas y golpistas, como el golpe de Estado fallido de 1951 y el atentado en la Plaza de Mayo del 15 de abril de 1953, liderado por el radical Roque Carranza, asesinando a Santa Festigiata D’ Amico, Mario Pérez, León David Roumeaux, Osvaldo Mouché, Salvador Manes y José Ignacio Couta, y más de noventa personas heridas, entre ellos 19 mutiladas.
Otra de las razones del antiperonismo fueron las medidas restrictivas de la libertad de expresión y de prensa, contra los medios no peronistas que adoptó el gobierno de Perón, que a la vez que impulsó la creación de un monopolio local de medios peronistas.
También fueron razones de la oposición antiperonista, los derechos sociales y laborales sancionados durante el peronismo, el fortalecimiento del sindicalismo, el ascenso social de sectores étnicamente discriminados llamados "cabecitas negras", la igualdad entre hombres y mujeres, la función social de la propiedad establecida con rango constitucional, la política de industrialización, el papel activo del Estado en la economía y las relaciones con Brasil, Chile y Paraguay orientadas a integrar las economías de los países del Cono Sur, entre otras políticas que caracterizaron al peronismo.
También en esa época, Perón suprimió el carácter de días no laborables a ciertas festividades religiosas católicas, introdujo la ley de divorcio, permitió la apertura de establecimientos para ejercer la prostitución, prohibió las manifestaciones religiosas en los lugares públicos, y la municipalidad de Buenos Aires, entonces controlada por el presidente de forma directa, prohibió a los comerciantes exponer pesebres u otras figuras religiosas en conmemoración de la Navidad.

### Lonardi: ni vencedores ni vencidos

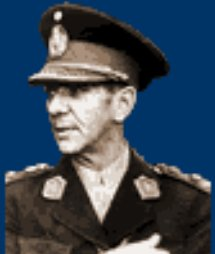
Eduardo Lonardi.

En su discurso de asunción, anunció que no habría "ni vencedores ni vencidos", frase que repetiría en varias ocasiones. Su intención era mantener a Perón fuera del país y castigar a los responsables de excesos durante el peronismo, pero no ensañarse con el partido ni con sus seguidores.
Su gabinete de ministros estuvo formado por miembros de los dos sectores que habían convergido en la revolución: los nacionalistas católicos –sector al que pertenecía Lonardi– entre los que se contaban los ministros de Relaciones Exteriores Mario Amadeo, de Trabajo Luis B. Cerruti Costa, y de Ejército, general Justo León Bengoa, además de Clemente Villada Achával, secretario general de la presidencia y cuñado de Lonardi; el otro sector era el de los “demócratas” o liberales, que tenían al ministro de Interior y Justicia Eduardo Busso como su expresión más fuerte en el gabinete.
La conducción de la CGT renunció, asumiendo una dirección conjunta entre Andrés Framini, de la Asociación Obrera Textil y Luis Natalini, de Luz y Fuerza. Estos dos negociaron con el ministro de Trabajo Cerruti Costa un pacto formal, por el cual el gobierno reconocía a las autoridades de la CGT pero designaría interventores imparciales en los sindicatos, donde se deberían realizar elecciones democráticas en 120 días. Por su parte, la CGT aceptaba eliminar los símbolos peronista y las menciones a la doctrina peronista y el 17 de octubre. No obstante, ante la pasividad del gobierno, manifestantes socialistas y comunistas ocuparon varios sindicatos por la fuerza. La CGT exigió al ministro dejar de apoyar a los grupos opositores, bajo amenaza de declarar una huelga general, a lo que Cerruti Costa respondió declarando la caducidad de los mandatos de los dirigentes de la CGT y los sindicatos, y llamando a elecciones gremiales controladas por las Fuerzas Armadas.
A fines de octubre, los liberales lograron la formación de una "Junta Consultiva", presidida por Rojas y formada representantes de los partidos políticos, que apoyaba casi unánimemente al sector liberal. Esta se reunió en el edificio del Congreso, y pretendió ejercer como un poder legislativo, con lo cual limitaba el poder de los nacionalistas.
Los liberales acusaron a Villada Achával de dilatar medidas que consideraban urgentes, tales como la devolución de los diarios Crítica, La Prensa y La Vanguardia –que habían sido incautados por el peronismo– a sus dueños originales, la intervención a la CGT o la disolución del Partido Peronista. Por su parte, Villada y Lonardi consideraban que estas últimas medidas eran abusivas y contrarias a una convivencia armoniosa.
La crisis definitiva entre ambos sectores estalló el 9 de noviembre, cuando el general Bengoa, acusado de lentitud en la remoción de los oficiales superiores que no habían participado del golpe de Estado, fue obligado a renunciar. Al día siguiente, Lonardi firmó un decreto desdoblando el ministerio de Interior y Justicia, nombrando al nacionalista Luis María de Pablo Pardo —de antecedentes profascistas— para el ministerio de Justicia. Era un nuevo avance de los nacionalistas, y Busso presentó su renuncia. Los tres ministros militares y varios jefes superiores exigieron al presidente la disolución inmediata del Partido Peronista, la intervención de la CGT, y que aceptara compartir el poder con una Junta Militar Revolucionaria que controlaría los nombramientos y los pronunciamientos. Lonardi rechazó sus exigencias, y en la mañana del 13 de noviembre los ministros de Guerra Arturo Ossorio Arana, de Marina Teodoro Hartung, y de Aeronáutica Ramón Abrahín le exigieron su renuncia. Ante su negativa, fue expulsado de la Casa Rosada por la fuerza.
En su lugar fue nombrado el general Pedro Eugenio Aramburu, del sector liberal, que acusó a Lonardi por la  "presencia de grupos que orientaron su política hacia un extremismo totalitario incompatible con las convicciones democráticas de la Revolución Libertadora."

### Aramburu: la revancha del antiperonismo

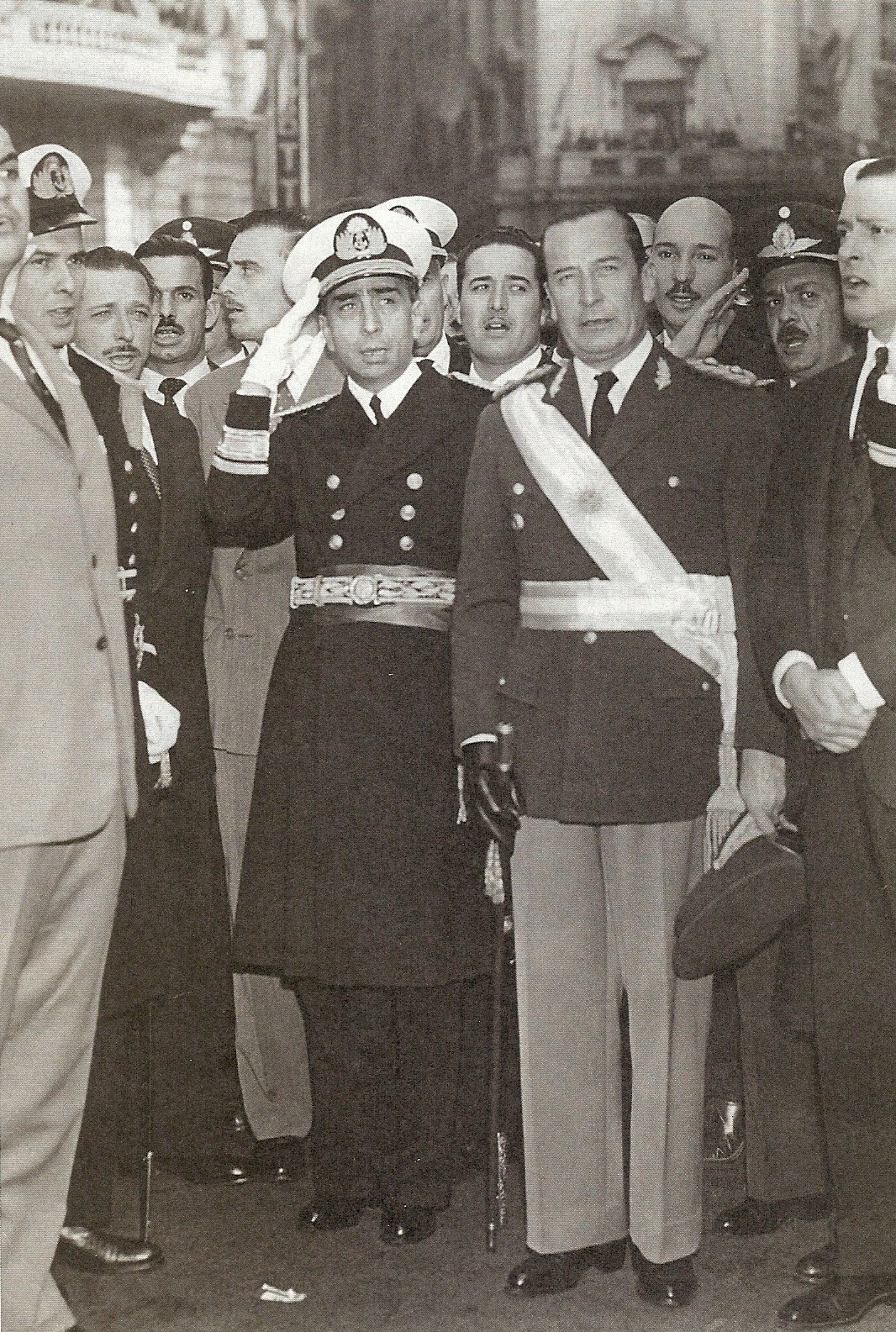
El vicepresidente almirante Isaac Rojas y el presidente teniente general Pedro Eugenio Aramburu, al momento de la asunción de este último el 13 de noviembre de 1955.

El nuevo gobierno –en el que Rojas continuaba como vicepresidente– era de orientación puramente "democrática", y los nacionalistas fueron desplazados por completo; la política dominante era la desperonización de las instituciones y de la sociedad, y no pocos soñaban con volver al país a las condiciones de 1943. Cuatro radicales formaban parte del gabinete de ministros, y ese partido se presentó como uno de los más decididos sostenedores de la dictadura.
La CGT declaró una huelga general para los días 15, 16 y 17 de noviembre. Ese mismo día el gobierno militar encarceló a más de 9000 dirigentes sindicales, incluidos Framini y Natalini. El paro solo tuvo adhesión en algunos distritos obreros como Avellaneda, Berisso y Rosario y debió ser levantado al día siguiente de iniciarse. La CGT y la mayor parte de los sindicatos fueron intervenidos por los militares.
Con la intención de impedir que fuera utilizado como punto de reunión por los peronistas, el cadáver embalsamado de Eva Perón fue enviado clandestinamente a Italia, e inhumado en Milán bajo un nombre falso. La residencia presidencial, donde había residido Perón y en la que había muerto Eva Perón, fue demolida.
El 24 de noviembre, un decreto declaró disuelto el Partido Peronista, en sus ramas masculina y femenina, y se prohibió la reproducción de la marcha peronista. Miles de dirigentes peronistas fueron encarcelados por el solo hecho de haber sido legisladores o funcionarios del gobierno depuesto, y posteriormente sometidos a investigaciones por parte de comisiones especiales, que los acusaron de toda clase de excesos, desde actos de corrupción y de tráfico de influencias, hasta de traición a la Patria por el excesivo poder otorgado a Perón.
En marzo de 1955, el decreto 4161/56 prohibía la utilización de símbolos peronistas, la imagen de Perón o de Eva Perón, y hasta la sola mención de su nombre, castigándose estos actos con hasta seis años de prisión. En el mes de abril se decretó la nulidad de la reforma constitucional de 1949, poniendo en vigor nuevamente la de 1853, con las reformas de 1860, 1866 y 1898. La medida generó algunas dudas entre los propios políticos oficialistas, algunos de los cuales afirmaban que un decreto no tenía autoridad para imponer la nulidad de una constitución; uno de los ministros de la Corte Suprema de Justicia renunció, mientras que el gobierno anunció la próxima convocatoria a una nueva convención constituyente para darle legitimidad a esa decisión.
La política económica estuvo regida por la intención de volver a una estructura productiva anterior a los cambios de la época peronista; la aplicación del Plan Prebisch incluía medidas como el ingreso al Fondo Monetario Internacional y al Banco Mundial, y la racionalización del gasto público, con lo que los salarios tuvieron un retroceso relativo y se congelaron proyectos industriales y de obra pública. No obstante, se mantuvieron algunas medidas proteccionistas, se llevaron adelante algunos proyectos energéticos y se promulgaron decretos laborales, que establecían mejoras en las asignaciones familiares, condiciones de trabajo e indemnizaciones por despido y accidentes de trabajo. La devaluación con la que se quiso combatir la inflación afectó a los salarios de los trabajadores, por otro lado la reducción de las subvenciones estatales terminaron perjudicando a los industriales.
Se restableció el régimen de autonomía universitaria, aunque los docentes peronistas o ligados con el peronismo tenían prohibido el acceso a las cátedras. Se creó la Universidad Nacional del Sur, mientras se intentaba transformar la Universidad Obrera Nacional (UON), en un instituto de formación no universitario; la defensa de sus estudiantes y docentes logró evitar su cierre, y en 1959 durante el gobierno de Arturo Frondizi sería oficializada como Universidad Tecnológica Nacional (UTN). Se fundó el Instituto Nacional de Tecnología Agropecuaria (INTA) y se reorganizó el CONITYC, renombrándoselo como Consejo Nacional de Investigaciones Científicas y Técnicas (CONICET), designando a su frente al Premio Nobel Bernardo Houssay.
La política exterior de la dictadura estuvo orientada casi únicamente a conservar buenas relaciones con los Estados Unidos. En mayo de 1957, agentes argentinos intentaron asesinar a Perón en Caracas haciendo estallar su auto, por lo que el embajador argentino, general Toranzo Montero, fue expulsado de Venezuela.

### La resistencia peronista
Los militares y civiles partícipes del golpe de Estado esperaban con su accionar hacer desaparecer al peronismo de la faz política argentina, y simultáneamente recomponer la situación política y económica al punto en que se encontraban en 1943. Pero justamente este intento reafirmó la lealtad a Perón de los sectores obreros, que en gran parte se dedicaron a resistir pasiva o activamente a la dictadura y sus aliados empresarios. En un primer momento, la resistencia se concentró en el sabotaje de las propias empresas empleadoras, por medio de destrucción de maquinaria e instalaciones, para después pasar a la colocación de bombas caseras –conocidas como "caños"– en las puertas de negocios, fábricas y oficinas públicas. Con una única excepción, no se buscó atentar contra personas, sino contra edificios y lugares emblemáticos de las empresas y del gobierno militar.
La resistencia era completamente espontánea, ya que ni Perón desde el exilio ni los principales dirigentes peronistas desde la prisión estaban en condiciones de organizar ninguna coordinación para este tipo de actos. Un Comando Nacional del Partido Peronista, dirigido inicialmente por John William Cooke y luego por Rolando Lagomarsino, no tuvo influencia en estos actos. Solo cuando a mediados de 1956 Perón comenzó a enviar directivas a sus seguidores, el Comando ocupó el papel de difusor clandestino de sus mensajes y libros, el primero de los cuales se llamó La fuerza es el derecho de las bestias. De todos modos, Perón no estaba en condiciones de ponerse al frente de ninguna resistencia, de modo que se limitó a apoyar lo que ya se estaba haciendo. En total, a lo largo de la dictadura se produjeron más de 500 atentados.
Los intentos peronistas de contar con medios de prensa propios fracasaron ostensiblemente, debido a la rapidez con que se aplicaban las medidas de censura contra ellos. No obstante, los dirigentes nacionalistas que habían participado en el gobierno de Lonardi tenían sus propios periódicos y revistas políticas, a través de los cuales se publicaron las opiniones y artículos de los dirigentes peronistas.
Todos los sindicatos habían sido intervenidos, pero la dictadura confiaba en devolverlos a corto plazo a los propios trabajadores, con la esperanza de que la mayoría de ellos fueran socialistas y radicales. Pese a la intensa presión oficial, la mayor parte de los dirigentes elegidos para dirigir los sindicatos desde principios de 1957 eran peronistas; Aramburu prefirió no recurrir a la anulación de las elecciones sindicales y, muy contra su voluntad, permitió a una nueva camada de sindicalistas peronistas tomar el control de los sindicatos más importantes, nucleados primeramente en las llamadas 62 Organizaciones Sindicales Peronistas, y finalmente controlaron la misma CGT. Ese mismo año se produjeron miles de huelgas, que causaron la pérdida de tres millones de días de trabajo.
Los dirigentes políticos peronistas intentaron organizar algunos partidos propios, llamados neoperonistas; entre ellos el más destacado fue el ex canciller Bramuglia, que creó la Unión Popular. Pero fueron desautorizados por Perón, que pretendía que se levantase por completo las medidas que ilegalizaban al peronismo y al propio general, ya que temía que estos partidos amenazaran su predominio político en el movimiento que había creado.

### Los fusilamientos

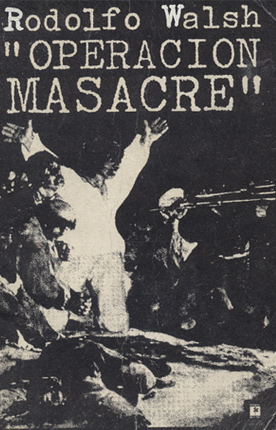
El libro de Rodolfo Walsh, Operación Masacre, relata los fusilamientos de civiles en los basurales de José León Suárez.

La desperonización había alcanzado al Ejército, donde la mayor parte de los generales y coroneles fueron desplazados. Al iniciar su gobierno Aramburu, llevó adelante una más amplia purga de todos los oficiales no claramente antiperonistas, incluso de rangos medios en el escalafón; pero además fueron desplazados los nacionalistas que habían formado parte central del gobierno de Lonardi. Esto llevó a la conspiración no solo a los oficiales peronistas, sino también a muchos otros que no lo eran, a suboficiales cuya adhesión al peronismo había truncado sus carreras e incluso a civiles peronistas que deseaban derrocar la dictadura y retornar a un sistema democrático. La dirigencia máxima de cada grupo conspirativo quedó en manos de oficiales nacionalistas de alta graduación.
Hubo varios intentos de organizar sublevaciones contra Aramburu, pero en casi todos los casos fueron truncados mucho antes de poderse llevar a cabo. Pero la noche del 9 de junio de 1956 estalló un levantamiento dirigido por el general Juan José Valle. Éste logró algunos éxitos parciales en varias unidades militares, pero fracasó en difundir la proclama revolucionaria, con la que esperaba sumar apoyos; el único grupo que logró copar una radio, dirigido en Santa Rosa por Adolfo Philippeaux, solo logró que la proclama fuera leída después de medianoche. Esa misma noche el levantamiento había sido derrotado. En los escasos enfrentamientos se produjeron siete muertos.
Los jefes sublevados fueron arrestados, con excepción de los generales Juan José Valle -que se entregaría dos días después y sería fusilado- y Raúl Tanco. Aramburu y Rojas decidieron hacer un violento escarmiento ordenando el fusilamiento de muchos de los peronistas que se habían sublevado contra la dictadura. En total se anunció el fusilamiento de veintidós revolucionarios detenidos, dieciocho de ellos militares y cuatro civiles. También fueron asesinados clandestinamente cinco civiles en los "fusilamientos de José León Suárez", a quienes se suma Aldo E. Jofré, que fue asesinado estando detenido y luego simulado un suicidio.
El decreto que ordena los fusilamientos fue dictado cuando las ejecuciones ya habían empezado y la sublevación había sido derrotada. Fue avalado también por el Junta Consultiva Nacional de la dictadura, integrada por los representantes de la Unión Cívica Radical, Partido Socialista, Partido Demócrata Nacional, Partido Demócrata Progresista y el Partido Demócrata Cristiano. Ha sido objeto de fuertes cuestionamientos jurídicos y humanitarios. El 14 de junio, una vez finalizados los fusilamientos, el representante socialista en la Junta Consultiva Américo Ghioldi escribía en la portada del diario partidario La Vanguardia:

Se acabó la leche de la clemencia.
Américo Ghioldi

### La Libertadora busca una continuidad
La derogación de la Constitución del 49 fue cuestionada por diversos sectores, debido a que no se podía aceptar jurídicamente que un gobierno –más aún, un gobierno "provisional"– derogara una constitución e impusiera otra. La Corte Suprema, renovada por completo por la dictadura, si bien aceptaba la legitimidad del régimen por aplicación de la doctrina de los gobiernos de facto, cuestionó la decisión y uno de sus miembros, Jorge Vera Vallejo, presentó su renuncia.
Aramburu se tomó más de un año para convocar a elecciones para convencionales constituyentes, mientras se reorganizaba el padrón electoral, ya que se acusaba al peronismo de haberlo falseado. Cuando finalmente las mismas fueron convocadas, se excluyó expresamente de las mismas al peronismo y a cualquier expresión neoperonista. Dado que nadie podía estar seguro de quién heredaría el apoyo popular del peronismo, se consideró que esas elecciones servirían también para medir la fuerza respectiva de los partidos, lo que el socialista Américo Ghioldi llamó el "recuento globular".
El radicalismo, en el que ya tenían lugar fuertes discusiones sobre cuestiones económicas –entre posturas liberales y proteccionistas– y sobre la actitud a tomar respecto del peronismo, terminó por dividirse en dos partidos diferenciados: los grupos que seguían a Balbín y a Sabattini formaron la Unión Cívica Radical del Pueblo (UCRP), mientras los que seguían a Frondizi crearon la Unión Cívica Radical Intransigente (UCRI); ambos partidos se presentaron a las elecciones para la Convención Constituyente, pero mientras la UCRP aspiraba a aprovecharla para imponer ciertas reformas, la UCRP impugnaba su legitimidad por haber surgido de un gobierno de facto.
Por su parte, los peronistas propusieron a sus seguidores el voto en blanco. En las elecciones, celebradas el 28 de julio de 1957, el voto en blanco superó –aunque por escasa diferencia– a los de la UCRP, que obtuvieron la primera minoría de los convencionales. Con más de dos millones de votos en blanco, el peronismo demostraba claramente que, pese a todos los esfuerzos de la Libertadora, seguía siendo una fuerza política muy importante.
En su primera sesión, la Convención Constituyente convalidó la decisión del gobierno militar de declarar nula la Constitución de 1949 y establecer la vigencia de la Constitución de 1853. Los representantes de la UCRI se retiraron de la sesión tras declarar su invalidez. Al día siguiente, los diputados de la UCRP y del Socialismo intentaron aprobar una serie de derechos sociales y laborales, ante lo cual los representantes de los partidos conservadores decidieron retirarse; antes de quedarse sin quórum, la Convención alcanzó a sancionar el Artículo 14 bis, que incluía algunos derechos del trabajador, de los gremios y de la seguridad social. A continuación, la Convención quedó informalmente disuelta por falta de quórum.
La dictadura intentó entonces organizar su continuidad a través de la UCRP, ya que éste era el único partido que podía aspirar a la "herencia" de la Libertadora –y de su obsesión antiperonista– era la UCRP, y esta desplazó de las preferencias del gobierno incluso a los conservadores.

### El pacto Perón-Frondizi
Derrotado –por un amplio margen– por la UCRP, el frondizismo comenzó a acercarse a los peronistas, proponiendo el fin de la mayoría de las restricciones y la devolución de los sindicatos a los trabajadores. Su aspiración era absorber los votos peronistas, que le podían dar la victoria en las futuras elecciones nacionales.
En la segunda mitad de 1957, varios sindicatos tuvieron elecciones libres, y en muchos de ellos la victoria correspondió a los peronistas; entre agosto y septiembre, un gran Congreso General de la CGT fracasó en nombrar a sus nuevas autoridades; los sindicatos peronistas se nuclearon en las llamadas 62 Organizaciones, mientras los "democráticos", especialmente socialistas, reunieron 25 gremios en una organización aparte. La sola diferencia de los números –aun cuando no tuviera necesaria correlación con el número de adherentes de cada uno– dejó en el movimiento obrero la sensación de que, inevitablemente, los peronistas recuperarían pronto la conducción de la CGT.
Frondizi multiplicó los gestos de acercamientos con los políticos y dirigentes peronistas. Por su parte, Aramburu comenzó a dar un giro en su política, y llegó a dudar en público sobre levantar la proscripción contra el peronismo. Esto lo llevó a un duro enfrentamiento con Rojas, que le obligó a dar marcha atrás con el proyecto.
Sin la autorización expresa de Perón, los gestos de Frondizi no eran suficientes. De modo que, en enero de 1958, el representante directo de Frondizi, Rogelio Frigerio, se reunió con Perón en Caracas; y en el mes de febrero, pocos días antes de las elecciones, y cuando Perón ya se había mudado a la República Dominicana, se selló el Pacto Perón-Frondizi. Nunca se encontró un texto escrito del pacto, y distintos historiadores y analistas han dado versiones muy diferentes sobre su contenido; Frondizi negó la existencia del pacto, mientras los peronistas sostenían que incluía el levantamiento de todas las restricciones sindicales y políticas. La versión difundida por Perón incluye también el supuesto compromiso por parte de Frondizi de llamar a una nueva Convención Constituyente y llamar a nuevas elecciones en el término de dos años.
Perón ordenó finalmente a sus seguidores votar a Frondizi, lo que llevó a la UCRP y muchos dirigentes de la dictadura a acusar a Frondizi de "traición" a la Libertadora.
El 23 de febrero, Frondizi obtuvo algo más de cuatro millones de votos, mientras Balbín, de la UCRP, obtuvo 2 640 000; hubo más de 800 000 votos en blanco, y el Partido Socialista salió tercero, con solamente 262 000 votos. La UCRP logró la mayoría en ambas cámaras del Congreso y la gobernación de todas las provincias.
Rojas, los ministros radicales y otros partidarios de la dictadura exigieron a Aramburu que anulara las elecciones debido a la "traición" de Frondizi, pero el general consideró una cuestión de honor cumplir con su palabra: el 1 de mayo entregó la presidencia a Arturo Frondizi.

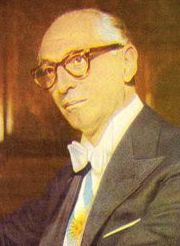
Arturo Frondizi.

## Frondizi: el experimento desarrollista
Los gobiernos de los radicales Arturo Frondizi y Arturo Illia fueron elegidos por la población pero con severos impedimentos impuestos por las dictaduras que los precedieron. Frondizi fue elegido con la prohibición del peronismo y el comunismo, así como con la proscripción de Juan Domingo Perón. Illia será elegido con los mismos impedimentos, a los que se agregó la imposibilidad de presentarse como candidato del propio Frondizi, quien se encontraba en ese momento encarcelado por los militares. Adicionalmente, los gobiernos de Frondizi e Illia estuvieron condicionados por el poder militar. Por dicha razón Marcelo Cavarozzi definió ambos regímenes como "semi-democracias".

### Reformas económicas

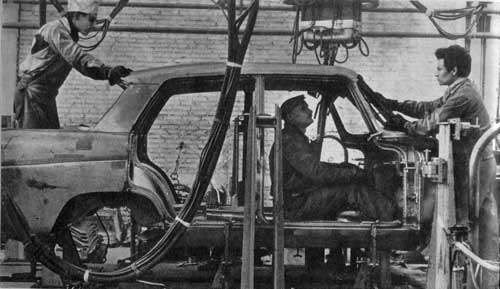
Línea de ensamblaje del Siam Di Tella 1500 (año 1959), se asentaron varias fábricas extranjeras y nacionales que comenzaron a construir automóviles en Argentina.

Su política económica estuvo regida por el desarrollismo como política básica de gobierno, a partir de las recomendaciones de la CEPAL y las definiciones de la llamada teoría de la dependencia, desarrollada a partir de los años 1950 por intelectuales de América Latina, aunque el desarrollismo frondizista recurrió principalmente a la radicación de empresas multinacionales –antes que al Estado– como factor de impulso del desarrollo industrial. Esta política coincidió con una etapa de gran expansión transnacional de las empresas estadounidenses. Las ramas industriales privilegiadas en esta segunda sustitución de importaciones fueron la automotriz, la petrolera y petroquímica, la química, la metalúrgica y la de maquinarias.
La inflación llegó a un máximo del 113 % anual en 1959; para combatirla, el gobierno lanzó un incremento salarial del 60 %, mientras hacía un gran esfuerzo por reducir el gasto público. Gracias a la explotación petrolera y al incremento de la producción, la inflación bajó en 1960, teniendo un índice del 27,1 %, y en 1961 del 13,7 %.
Se establecieron numerosas industrias multinacionales en el rubro automotor, más algunas argentinas como la Siam Di Tella, acercándose paulatinamente al objetivo de autoabastecerse de autovehículos. La producción de la empresa Siam aumentó también en otros sectores, pasando por ejemplo la producción de lavarropas, que pasó de dos mil unidades al año a 38 000 unidades en 1958.
También se produjo una importante inversión privada en la siderurgia y en petroquímica, sumando en total unos mil millones de dólares en máquinas y equipamientos importados. y en 1960 se inauguró el primer alto horno de SOMISA en San Nicolás de los Arroyos, creándose doce mil puestos de trabajo.
Con el propósito de lograr el autoabastecimiento de hidrocarburos, en 1958 se firmaron contratos con empresas petroleras estadounidenses para que estas operaran por cuenta de YPF por un total de 200 millones de dólares. La inversión privada quedó limitada a la exploración y extracción, no así a su comercialización, y la propiedad del subsuelo continuó en manos del estado.
La batalla del petróleo enfrentaría al gobierno y a todos los demás sectores a lo largo de toda la presidencia de Frondizi; incluso dentro del propio partido gobernante había voces que reclamaban contra estas concesiones. El presidente, que se había pronunciado con anterioridad contra los acuerdos petrolíferos, argumentó que se trataba de contratos de locación de obras, no de concesiones de extracción. El argumento no convenció a la oposición y a los sindicatos petroleros, que declararon una huelga general en repudio a los contratos. El presidente decretó el estado de sitio, poniendo presos a sindicalistas peronistas, con lo que, de hecho, quedó roto el Pacto Perón-Frondizi.
En tres años de gestión se logró un aumento del 150 % en la producción de petróleo y gas natural, y por primera vez en su historia, la Argentina logró el autoabastecimiento de petróleo, pasando de importador a exportador. Por este medio se produjo un ahorro de cientos de millones de dólares anuales en importación de crudo, que ayudaron a crear en los siguientes trece años un crecimiento industrial casi ininterrumpido. También se fundó Servicios Eléctricos del Gran Buenos Aires (SEGBA), una empresa pública encargada de la producción, distribución y la comercialización de la energía eléctrica.
La apertura al mundo también se produjo en el campo cultural, cuando ciertas manifestaciones culturales que habían quedado soterradas bajo el peronismo florecieron durante este periodo. Las universidades adoptaron nuevas disciplinas como la sociología y la psicología. Hubo proyectos culturales como fue el caso de la editorial Eudeba que llegó a tener un público muy extenso. Por otro lado temas como la psicología o temas sociales afloraron en el cine, como en las películas de Leopoldo Torre Nilson y Fernando Ayala, mientras que el teatro independiente popularizado a grandes autores contemporáneos y el Instituto Di Tella comenzó a difundir las vanguardias artísticas, que el Estado fomentó desde el Fondo Nacional de las Artes. El CONICET y el INTA promovieron la investigación científica rigurosa de acuerdo con los estándares nacionales. Los avances tecnológicos revolucionaron a los medios de entretenimiento popular, la radio Spika hizo posible que la gente pudiera seguir al instante las hazañas de los grandes deportistas del país como Juan Manuel Fangio. La revista Qué! desarrollo el formato de magazine estadounidense en Argentina y Tía Vicenta revolucionó el humor gráfico en el país, además su creador Landrú, fue el primer libretista de Tato Bores quién introdujo el humor político en la televisión argentina.
Tras fracasar en la modernización del transporte ferroviario, el gobierno decidió llevar adelante el Plan Larkin: cerrar un tercio de todos los ramales –invirtiendo en cambio en rutas y caminos– y vender miles de locomotoras a vapor y vagones como chatarra, para importar los necesarios para el resto de las vías. Esta medida llevó a una larga serie de huelgas ferroviarias, tras la cual el gobierno debió aceptar la reincorporación del personal despedido, pero las líneas férreas continuaron clausuradas. El ministro de Obras y Servicios Públicos, Arturo Acevedo, era el presidente de la siderúrgica Acindar, que compró a precio de chatarra la mayor y mejor parte del material rodante de Ferrocarriles Argentinos.

### Laica o Libre
Durante la Revolución Libertadora, siendo Manuel Vicente Ordóñez miembro de la Junta Consultiva Nacional, el político demócrata cristiano Atilio Dell'Oro Maini que participó como ministro de Educación de los Presidentes de facto Eduardo Lonardi y Pedro Eugenio Aramburu. El 22 de diciembre de 1955 El Dr. Atilio Dell'Oro Maini promovió el decreto-ley 6.403, que permitió la creación de universidades privadas con capacidad para entregar títulos y diplomas académicos consagrando la autonomía universitaria. Gracias a estas gestiones, el 8 de junio de 1956 fue creada la Universidad Católica de Córdoba entre otras instituciones educativas superiores privadas.

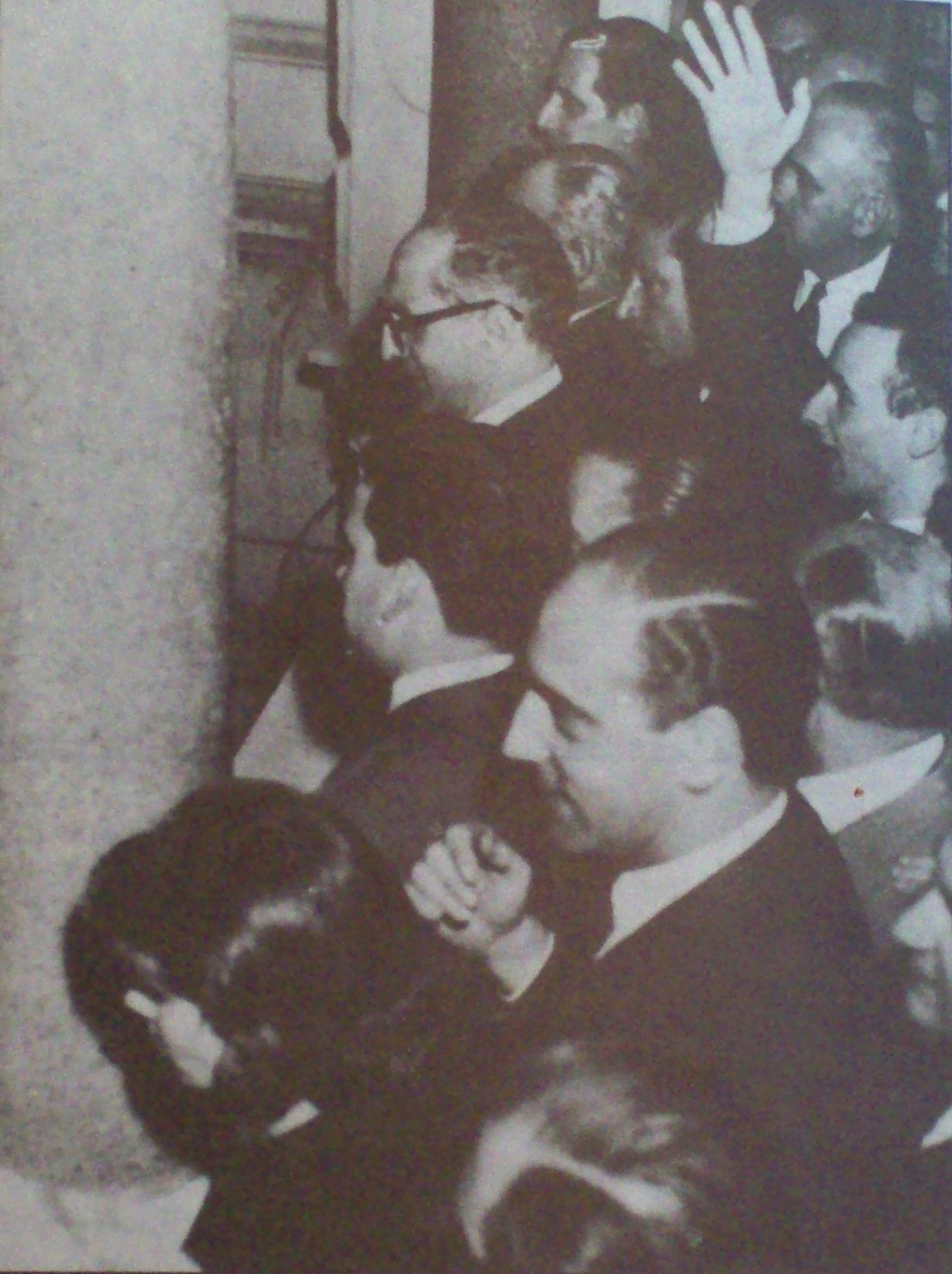
Frondizi (tercero desde el fondo, en primera línea) observa desde el balcón de la Casa Rosada una manifestación laicista contra la enseñanza libre (agosto de 1958).

Pero durante el gobierno del presidente constitucional Frondizi, en el año 1958, hubo un movimiento creado a partir de la sanción de dos grandes leyes sancionadas durante ese gobierno: la aprobación del Estatuto del Docente y la que habilitó a las universidades privadas a emitir títulos profesionales. Fue esta última la que motivó una gran protesta estudiantil conocida como "Laica o libre".
La abolición del monopolio estatal sobre la educación universitaria era una aspiración histórica principalmente de la Iglesia católica, institución que había fundado las primeras universidades del país, luego expropiadas. Un antecedente claro en este respecto es José Manuel Estrada.
El movimiento estudiantil organizado en la Federación Universitaria Argentina (FUA) se opuso de inmediato a la habilitación de las universidades privadas y organizó un plan de movilizaciones con apoyo de los sindicatos, los estudiantes secundarios y los partidos políticos de oposición, bajo el lema de "laica o libre", una de las movilizaciones más grandes de la historia del movimiento estudiantil argentino. Estos estudiantes defendían la bandera de la "enseñanza laica" (opuesta al proyecto de ley frondicista), mientras que el gobierno, los radicales frondicistas, demócratacristianos, los nacionalistas católicos, peronistas aliados y la jerarquía de la Iglesia católica, defendían la bandera de la "enseñanza libre".
El 28 de agosto de 1958, los siete rectores de las siete universidades nacionales (entre ellos José Peco, Josué Gollán, Oberdán Caletti y el hermano del presidente de la Nación, Risieri Frondizi) pidieron al Poder Ejecutivo Nacional la no concertación del decreto para universidades privadas, argumentando que era «para que no se viera alterada la vida institucional y académica del país». Casi simultáneamente comenzaron las manifestaciones y actos de protesta laicistas, que primero se hicieron dentro de las facultades, y después se trasladaron a las calles. Para los llamados "laicos", Frondizi era un instrumento de la Iglesia: llegaron a prender fuego una efigie del presidente Frondizi, cuya figura estaba representada vestida (según el historiador Félix Luna) con una grotesca sotana clerical.
Finalmente, el sector de radicales frondicistas, demócratacristianos, nacionalistas católicos y aliados liderado por el presidente Frondizi logró consagrar la aprobación de esta reforma, que permitió otorgar personería jurídica a nuevas universidades, como la Universidad Católica Argentina en 1959.

### Sindicalistas y peronistas
Desde 1957 se realizaron elecciones en los gremios, ganando el peronismo la mayoría de ellos. Los sindicatos se habían agrupado en tres grupos: las 62 Organizaciones (peronistas), los 32 Gremios Democráticos (socialistas y radicales) y el MUCS (comunistas).
Inicialmente el gobierno de Frondizi derogó varios instrumentos de represión contra el peronismo y el movimiento obrero. En esa línea, el 26 de junio de 1958, el Congreso Nacional derogó el decreto ley 4161/56 sancionado por la dictadura para prohibir al peronismo, y sancionó una ley de amnistía que dejó en libertad a los miles de peronistas y sindicalistas encarcelados por la Revolución Libertadora. También derogó la Ley de Residencia n.º 4144, dictada en 1902, que el sindicalismo argentino venía denunciando desde su misma sanción.
Durante el gobierno de Frondizi, se sancionó la nueva Ley Sindical n.º 14 455, estableciendo un modelo sindical de libertad absoluta de creación de sindicatos por simple inscripción y atribución de la personería gremial, al más representativo de todos, con el fin de unificar la representación obrera ante los empleadores, el gobierno y las organizaciones internacionales. La ley estableció también el reconocimiento de la figura del delegado, como representante sindical en el lugar del trabajo elegido por todos los trabajadores, disponiendo la prohibición de su despido sin autorización judicial.
En 1958 mediante la ley 14 499 se dispuso que cada jubilado cobrara automáticamente un equivalente del 82 % de lo que cobraba cuando trabajaba.
En octubre de 1960, sindicatos peronistas e independientes formaron la Comisión de los 20, para exigir la devolución de la Confederación General del Trabajo (CGT), que permanecía intervenida por el gobierno desde el golpe militar de 1955. Para presionar al gobierno, la Comisión de los 20 declaró el 7 de noviembre una huelga general, que obligó al presidente Frondizi a recibirlos y finalmente, acordar el 3 de marzo de 1961 la devolución de la CGT a la Comisión de los 20.
Sin embargo, su política económica y educativa generaron gran resistencia entre los sindicatos y el movimiento estudiantil, como las grandes huelgas de los trabajadores petroleros, ferroviarios, de la carne, bancarios y metalúrgicos, y las grandes movilizaciones obrero-estudiantiles, organizadas por la FUA contra las universidades privadas conocidas por uno de sus eslóganes, «Laica o libre».

### Oposición, terrorismo y represión

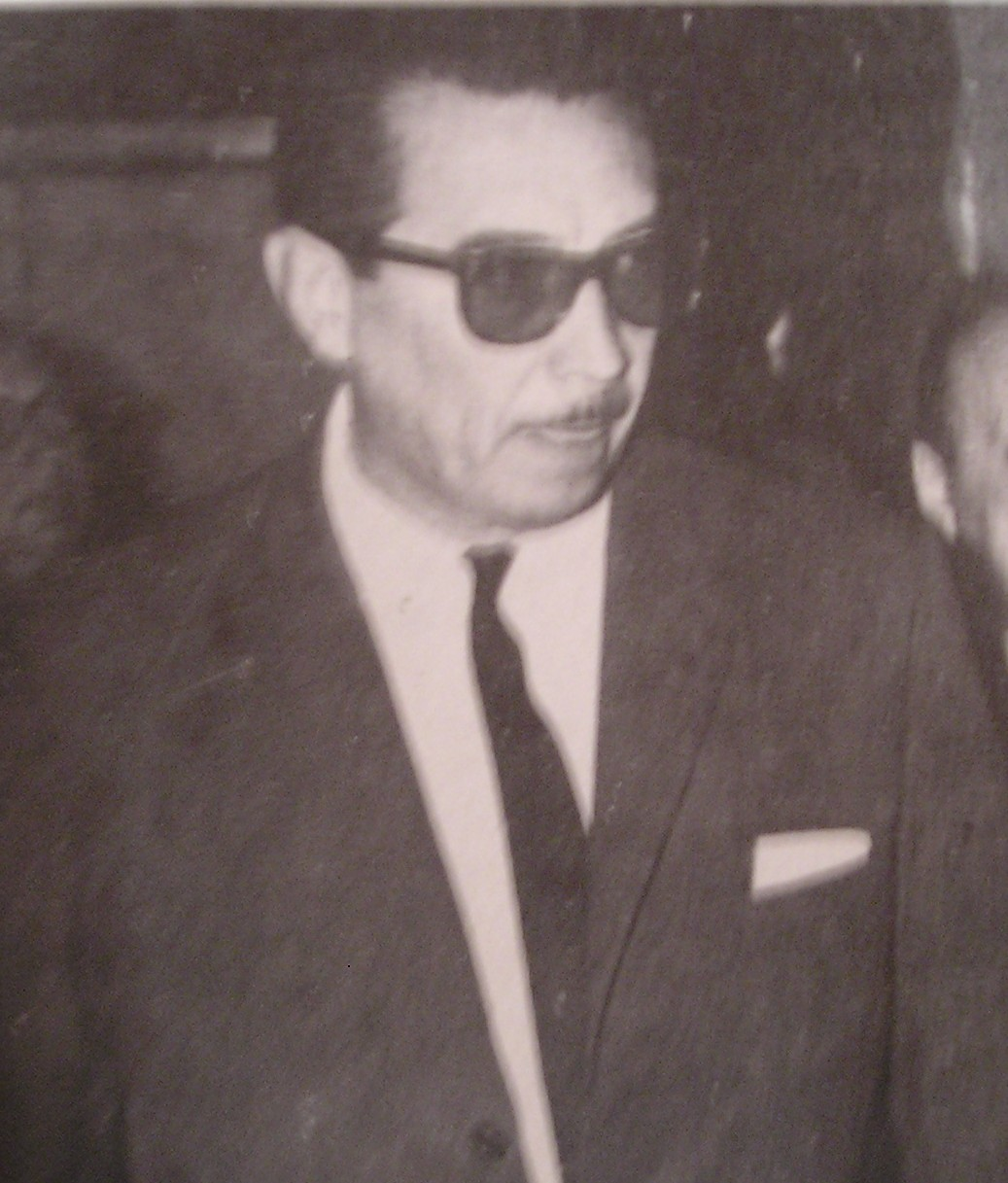
El sindicalista Andrés Framini fue uno de los cientos de encarcelados por Frondizi mediante el Plan Conintes. Su encarcelamiento generó una condena de la OIT contra el gobierno.

En noviembre de 1958 Frondizi logró que el Congreso aprobara su propuesta de establecer el estado de sitio, que le permitía detener a cualquier ciudadano, sin orden judicial. Tres días después dictó un decreto secreto que permitía al presidente declarar el «Estado Conintes» (Conmoción Interna del Estado), que permitía declarar zonas militarizadas a los principales centros o ciudades industriales como La Plata, y autorizaba a las Fuerzas Armadas a realizar allanamientos y detenciones (en las cuales se interrogaban a sindicalistas y peronistas) sin cumplir las normas constitucionales. Además, durante el «Estado Conintes» se declararon ilegales las huelgas y manifestaciones. El decreto no entraría en vigor hasta que lo dispusiera el presidente. De este modo Frondizi estableció una doble estructura represiva: mediante el estado de sitio podía detener a ciudadanos sin acusación ni juicio, y mediante el Plan Conintes las Fuerzas Armadas podían detener y enjuiciar civiles. Ya en los primeros días del estado de sitio Frondizi había mandado a detener sin orden judicial a más de 600 personas.
«A través de toda esta estructura de decretos y leyes, el gobierno frondicista detuvo y encarceló a miles de opositores políticos, justificándose en el hecho de que tales personas constituían un peligro para la paz social del país o, incluso, una fuerza subversiva». Luego del Decreto 2639/60, aumentaron las denuncias detenciones ilegales y torturas, por parte del gobierno. Las denuncias llegaron al Congreso y los diputados nacionales de la Unión Cívica Radical Intransigente y la Unión Cívica Radical del Pueblo, decidieron investigar las denuncias. El diputado Carlos H. Perette -que sería elegido en 1963 como vicepresidente de la Nación- alertó a la Cámara sobre la gravedad de la situación diciendo que «las detenciones por causas políticas y gremiales en los dos años de este gobierno han asumido proyecciones y trascendencia inigualadas, sobre todo en el año 1959 y en los meses transcurridos de 1960». El 21 de julio de 1960 la Cámara de Diputados creó una Comisión Investigadora de Supuestos Apremios Ilegales, que se mantuvo en actividad durante un año. Las pericias y constancias de torturas llevaron al diputado Perette a sostener públicamente que las garantías constitucionales estaban «aniquiladas» en Argentina. La Comisión recibió más de 350 denuncias. Ya en los primeros días de 1958 Frondizi había mandado a detener sin orden judicial a más de 600 personas. «La aplicación de torturas hacia los recluidos a disposición del Poder Ejecutivo se tornó parte regular del tratamiento de los mismos». La diputada oficialista Nélida Baigorria llegó a afirmar que existía un “procedimiento sistematizado” para realizar las torturas.
Las investigaciones de la Comisión dieron cuenta de un procedimiento establecido por el gobierno, conocido como «giro», que consistía en realizar una serie de traslados clandestinos a diversas unidades de detención, antes de ser enviados al lugar donde serían encarcelados. Esos lugares no quedaban registrados y eran utilizados para interrogar a los opositores y someterlos a torturas o malos tratos. La mayoría de las detenciones se realizaban de noche, sin comunicar a los detenidos las razones de la detención y en muchos casos sin siquiera registrar la causa por escrito. El gobierno también ordenaba por regla general enviar a los ciudadanos detenidos a cárceles ubicadas lejos de sus hogares y separar a los detenidos que se conocían. La preocupación por la generalización de las torturas llevó a que también formaran comisiones de investigación de apremios ilegales las legislaturas de las provincias de Buenos Aires y de Mendoza.
El objetivo del decreto era preventivo, ante un posible aumento de las actividades violentas de la resistencia peronista, pero también consideraba la posibilidad de la formación de guerrillas rurales, tras el exitoso ejemplo de la Revolución Cubana, o de guerrillas urbanas; entre estas últimas, solo tenía importancia el Movimiento Nacionalista Tacuara, cuyas principales actividades estaban dedicadas a la violencia antisemita. En cuanto a la guerrilla rural, la primera en entrar en acción en el país fue la de los Uturuncos, de inspiración peronista, que inició sus actividades en diciembre de 1959 en Santiago del Estero y Tucumán, aunque fueron reducidos en pocos meses, sin causar casi bajas.
También las actividades del sindicalismo peronista tomaron un giro progresivamente más violento a lo largo de 1959: indignados por la ruptura del pacto Perón-Frondizi, los sindicalistas generalizaron las tomas de fábricas por varios días, incluyendo en ocasiones el secuestro de los directivos. El caso más notable fue la toma en enero de 1959 del Frigorífico Lisandro de la Torre, símbolo del proteccionismo en el sector agroalimentario, al día siguiente de la sanción de una ley que disponía su privatización. El gobierno respondió con un ataque masivo de la Gendarmería y el Ejército, que utilizó tanques de guerra contra obreros en huelga. 264 obreros fueron arrestados y 5 000 obreros fueron despedidos.
El 16 de febrero de 1960 una llamada “Central de operaciones de la Resistencia”, que contaba con “comandos” en diferentes provincias, colocó explosivos en la planta de almacenamiento de combustibles de la compañía Shell-Mex en Córdoba que al detonar hicieron arder 3.000.000 de litros de nafta y 400.000 litros de gasoil y mataron nueve personas y otras treinta resultaron heridas. El 12 de marzo de 1960, una bomba de cinco kilos de trotyl colocada el domicilio del capitán del Ejército David Cabrera, mató a su hija de dos años y causó heridas a graves su hijo de seis años, al derrumbarse prácticamente toda la vivienda. Dos días más tarde, Frondizi puso en ejecución el plan Conintes en todo el país para eludir la exigencia de los militares de implantar la ley marcial. Cientos de dirigentes opositores, sindicalistas y activistas estudiantiles fueron detenidos; la persecución no se centró en grupos sospechosos de terrorismo, sino que alcanzó a cualquier sindicalista, dirigente peronista u opositor a las universidades privadas. Para eso se habilitaron prisiones militares y la cárcel de Ushuaia, que había sido clausurada por Perón. Entre los presos más destacados estuvieron el comunista Rubens Íscaro, los peronistas Andrés Framini y José Ignacio Rucci, y el folclorista paraguayo José Asunción Flores. El plan Conintes rigió desde marzo de 1960 hasta agosto de 1961.
Un fallo ha considerado al Plan Conintes como un antecedente inmediato de la Doctrina de la Seguridad Nacional.

### Levantamiento del 30 de noviembre de 1960
El 30 de noviembre de 1960 un grupo de civiles y militares, algunos en actividad y otros en situación de retiro, comandado por el general Miguel Ángel Iñíguez, realizó acciones armadas con el objetivo de desatar una insurrección general que derrocara al presidente Frondizi. Los rebeldes se apoderaron de instalaciones militares y civiles en las ciudades de Rosario y Tartagal, hicieron detonar explosivos en el Gran Buenos Aires y cortaron las vías de ferrocarril y las líneas de teléfono y telégrafo en la ciudad de Mendoza dejándola temporalmente incomunicada. Algunas horas después, efectivos leales al gobierno recuperaron los cuarteles e instalaciones con un saldo de cuatro muertos –un oficial atacante y un suboficial y dos conscriptos defensores– además de varios heridos.
El levantamiento reavivó otros temas de discusión, entre los que estaban la cuestión de la legalización de los partidos políticos y de las elecciones a realizarse en febrero de 1961, y fue utilizado como excusa para beneficio propio por distintos actores políticos. Robert Potash afirma que este episodio marcó un cambio en la actitud hacia el gobierno por parte del Ejército, que decidió reemplazar la política de vigilancia seguida hasta el momento, por otra de control directo sobre los actos del Presidente.

### Política internacional

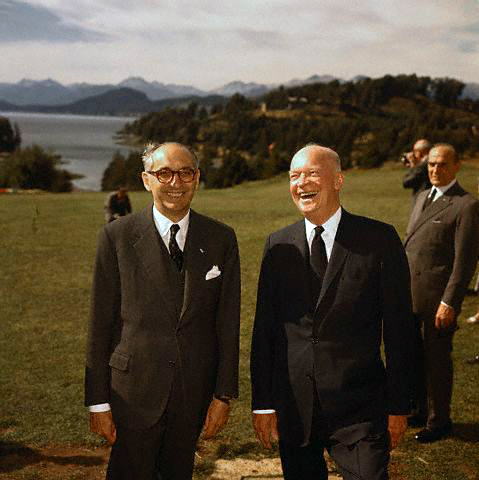
El presidente estadounidense Dwight Eisenhower (derecha, junto a Arturo Frondizi), de visita en la ciudad de Bariloche (marzo de 1959).

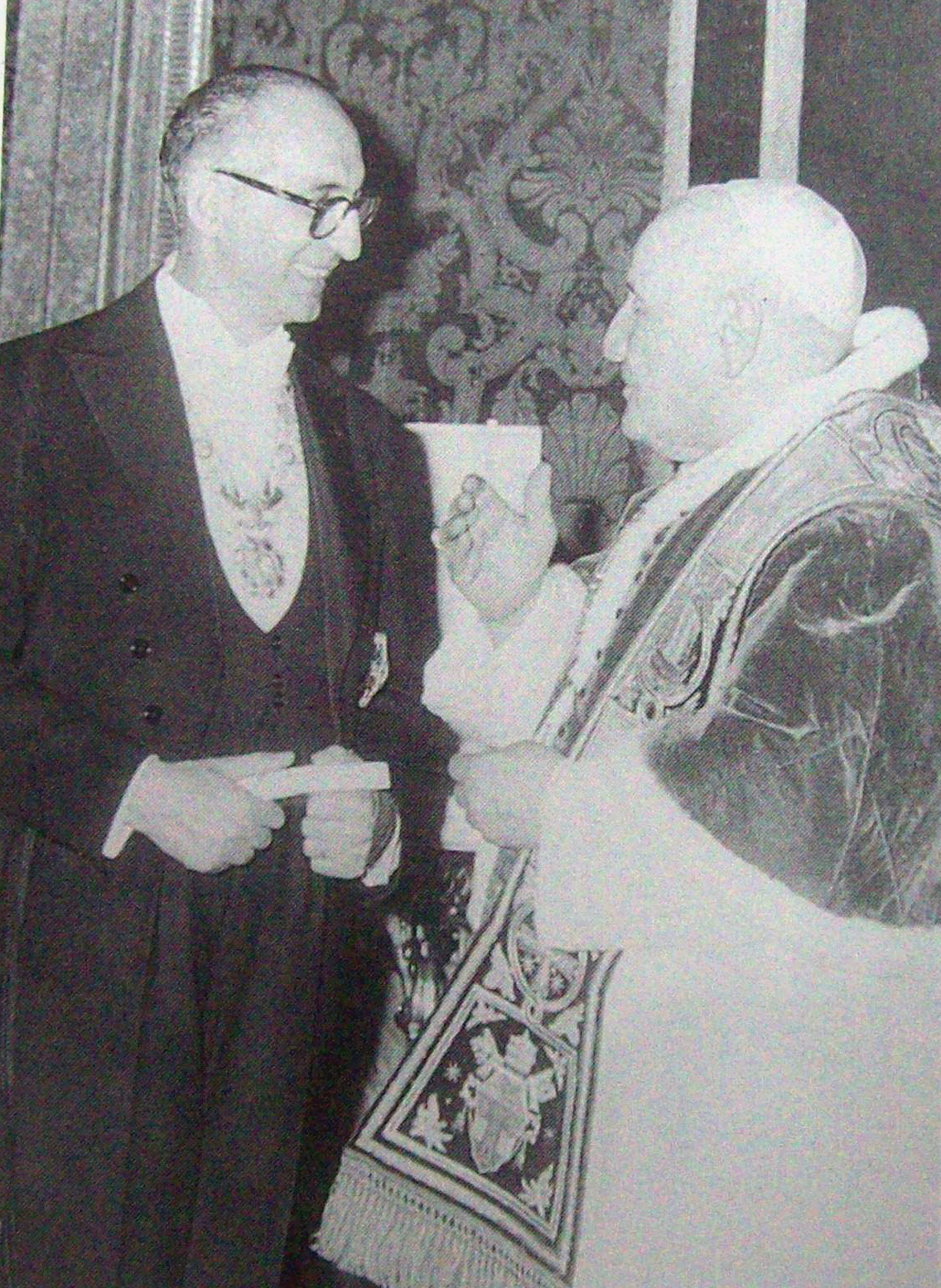
Arturo Frondizi durante una visita a Europa (1960), donde visitó al Papa Juan XXIII en la Ciudad del Vaticano. El Pontífice fue quien le dio el apodo de «el estadista de América», haciéndole ver que en Italia también hacían falta políticos como él.

En enero de 1959, Frondizi hizo la primera visita de un presidente argentino a los Estados Unidos, donde fue muy bien recibido; la visita coincidía con la irrupción del Ejército en el frigorífico Lisandro de la Torre ocupado por sus trabajadores, quienes protestaban en contra de los despidos. En respuesta de la visita del mandatario argentino, el presidente Dwight Eisenhower visitó la Argentina en marzo de 1959, cuando ambos estados firmaron un tratado sobre la protección de los parques nacionales. En abril de 1959 Frondizi visitó las capitales de Uruguay, Brasil, Chile y Perú, y en todas ellas se lo dispensó con una excelente acogida. Ese año, también visitó la Argentina el líder de la Revolución Cubana, Fidel Castro, reuniéndose con el presidente; de resultas de esa reunión, Frondizi fue presionado repetidamente por los militares.
Por primera vez en la historia se llevaron a cabo acuerdos económicos con la Unión Soviética, y Frondizi obtuvo un crédito de 100 000 000 de dólares para la adquisición de material para extraer petróleo. Pero en 1959 algunos miembros de la embajada soviética fueron expulsados, acusados de ser partícipes en actos terroristas, y el gobierno prohibió las actividades del Partido Comunista, además dio por finalizado la compra de equipos de petróleo a ese país, cuando solo se había empleado un tercio del crédito.
Frondizi también dedicó su agenda a profundizar en las relaciones internacionales con países asiáticos, como el recibimiento de las visitas del presidente de Indonesia, Sukarno, y la canciller israelí Golda Meir, y su propia visita a la India, donde se entrevistó con el primer ministro Nehru. Uno de los objetivos buscados con estas reuniones era reforzar la posición internacional no alineada de la Argentina ante la Guerra Fría.
En mayo de 1960, el servicio secreto israelí –el Mosad– secuestró en Buenos Aires el criminal de guerra nazi Adolf Eichmann, por orden del primer ministro David Ben Gurion, y trasladado a Israel para ser juzgado. Pese a los reclamos argentinos ante el Consejo de Seguridad de Naciones Unidas por la grave violación de los tratados de asistencia consular y a la soberanía nacional argentina, el gobierno Israelí rechazó cualquier reclamación y ejecutó a Eichmann en diciembre de 1961. Frondizi rompió relaciones diplomáticas con Israel, aunque las restableció pocos meses más tarde.
En enero de 1961, el canciller argentino Miguel Ángel Cárcano se opuso a la exclusión de Cuba de la OEA. De todos modos firmó el Tratado de Montevideo que creó la ALALC (Asociación Latinoamericana de Libre Comercio) y apoyó la Alianza para el progreso enunciada por el presidente estadounidense, John Kennedy, a quien visitó en los Estados Unidos en marzo de 1961.
En el mes de abril se entrevistó con el presidente brasilero Jânio Quadros, reunión que fue mal recibida por los militares, ya que Quadros venía de entrevistarse con Ernesto Guevara.
El presidente de los Estados Unidos John F. Kennedy deseaba que Argentina fuese el mediador entre Estados Unidos y Cuba en el conflicto de la «crisis de los misiles», ya que estos dos países vivían un enfrentamiento muy grave motivado por el temor que tenía Estados Unidos a que Cuba pudiese tener a su disposición armas nucleares provenientes de la Unión Soviética apuntando hacia su territorio. De ahí que se alentara a petición del presidente estadounidense a que se celebrase una reunión entre Arturo Frondizi y Ernesto Guevara para que se tratase el espinoso tema además de que se intentara encaminar las relaciones entre los dos países después de que los estadounidenses fracasasen en invadir la isla de Cuba. Frondizi organizó entonces una última visita de Ernesto Guevara a la Argentina, que desembocó en una entrevista de alrededor de setenta minutos –según el propio Frondizi– en la Quinta de Olivos. La difusión de la entrevista causó una enorme crisis en la política argentina, y varios jefes militares amenazaron con derrocar a Frondizi. Días más tarde, Quadros sería derrocado por su reunión con Guevara. Exiliados cubanos en Buenos Aires fraguaron documentos con la intención de implicar a miembros del gobierno en un supuesto complot castrista; Frondizi ordenó una investigación caligráfica, que llegó a la conclusión de que el caso de «las cartas cubanas» no era más que una mentira. Se trató de una maniobra organizada por la CIA. No obstante, presionado por los militares, Frondizi terminó por romper relaciones con Cuba en febrero de 1962.

### Reunión de Frondizi y Guevara

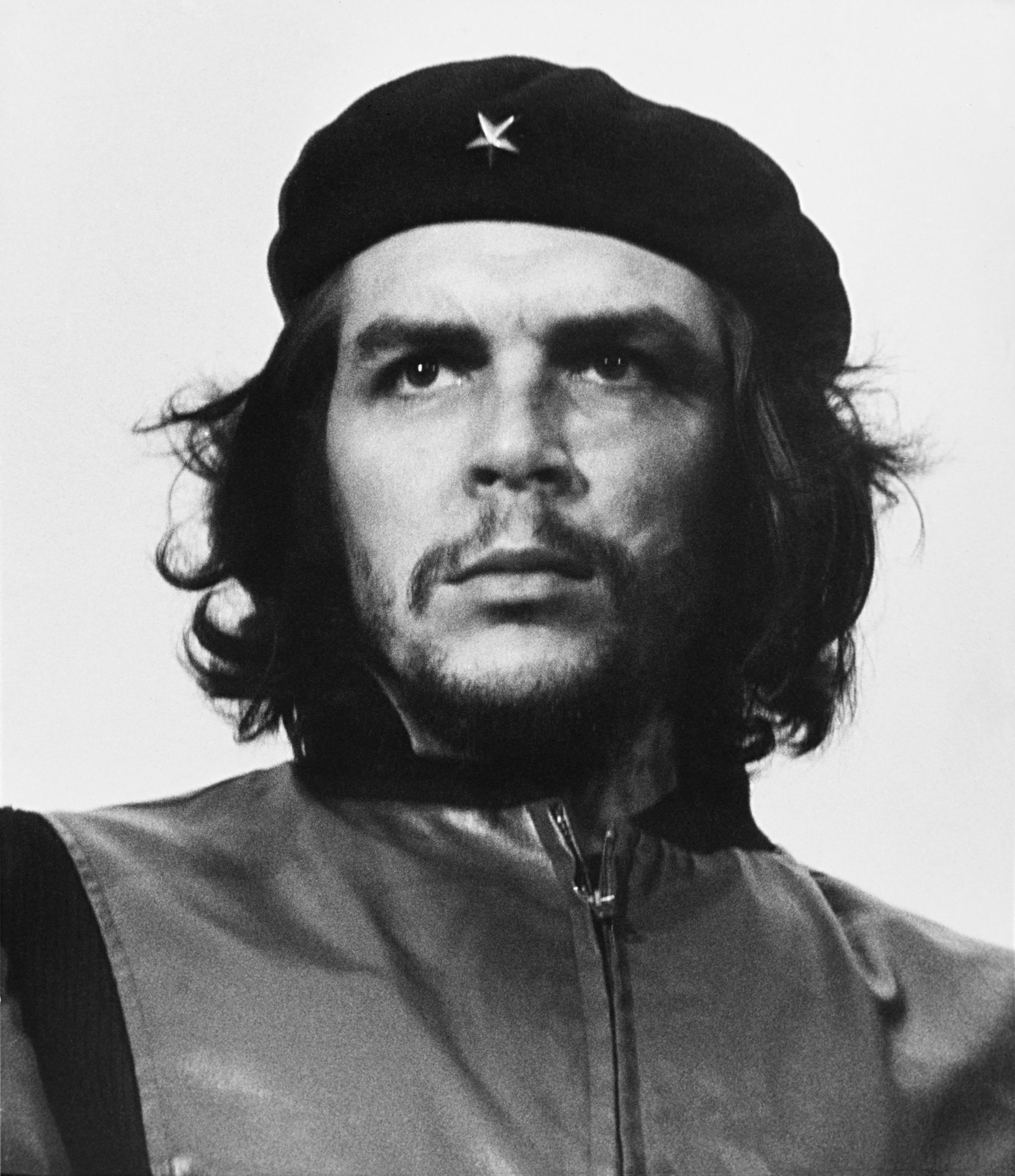
La reunión de Frondizi con Ernesto Guevara de 1961 provocó mayor tensión entre el presidente y los militares.

El 18 de agosto de 1961 visitó la Argentina por solo tres horas el comandante Ernesto Guevara, fue la última vez que Guevara visitó la Argentina. Para tal ocasión, era necesario traer a Guevara de la manera más secreta posible, ya que si los militares se enteraban de esta reunión, se acarrearía un gran problema político para el país. El elegido para llevar al líder cubano para su cita en Argentina fue el diputado Jorge Carrettoni, quien tenía la orden de no volar en el mismo avión que Guevara para no levantar sospechas.
La reunión secreta de Frondizi con Guevara provocó que veinte días después renunciara Adolfo Mugica de su cargo de ministro de Relaciones Exteriores y Culto el 29 de agosto de 1961. La actitud de Frondizi ante la Revolución Cubana de 1959, junto con la visita de Fidel Castro y, más tarde, la de Guevara en la Argentina, hizo que se volviera más tensa la relación que había entre los militares argentinos y el gobierno civil de la nación, sobre todo después de que Guevara hubiera efectuado su visita al país en secreto. Frondizi también tenía buenas relaciones con el presidente estadounidense John F. Kennedy. Este quiso que Argentina fuese el mediador entre Estados Unidos y Cuba en el conflicto de la «crisis de los misiles», ya que estos dos países vivían un enfrentamiento muy grave motivado por el temor de Estados Unidos a que Cuba pudiese tener a su disposición armas nucleares provenientes de la Unión Soviética apuntando hacia su territorio. De ahí que se alentara a petición del presidente estadounidense a que se celebrase una reunión entre Frondizi y Guevara para que se tratase el espinoso tema además de que se intentara encaminar las relaciones entre los dos países después de que los norteamericanos fracasasen en invadir la isla de Cuba.
El ejército protestó formalmente ante estas reuniones con los líderes cubanos, y presionó al presidente para cambiar su política con respecto a Cuba. Exiliados cubanos en Buenos Aires intentaron fraguar documentos con la intención de implicar a miembros del gobierno en un supuesto complot castrista. Frondizi ordenó una investigación, y hasta el propio informe del ejército, el famoso caso de «las cartas cubanas», no era más que una mentira. El poder ejecutivo designó a veintiún peritos calígrafos tanto del Estado como privados para que investigaran la autenticidad de estos documentos. Estos calígrafos dictaminaron que los documentos eran burdas falsificaciones, ya que en el texto se encontraban modismos no propios de Cuba, sellos diferentes y firmas que diferían mucho de las originales (evidentemente calcadas). Nunca se supo quién falsificó estos documentos. Según el historiador argentino Felipe Pigna las cartas fueron "una historieta armada por la CIA".
Una vez que se descubrió la reunión entre el presidente y Guevara, Frondizi dijo:

Solamente los débiles eluden la confrontación con hombres que no piensan como ellos. Ninguno de los estadistas de las grandes naciones occidentales rehúsan hablar con los dirigentes de los países comunistas. Nosotros no queríamos ser jamás gobernantes de un pueblo que tiene miedo de confrontar sus ideas con otras ideas.
Arturo Frondizi.

El gobierno de Frondizi estuvo sumamente restringido por el poder militar, sufriendo veintiséis asonadas militares y seis intentos de golpe de Estado. Las Fuerzas Armadas limitaban la capacidad de acción del presidente, impidiéndole desarrollar cualquier iniciativa que se pudiera interpretar como favorable al comunismo o al peronismo. En 1959 destituyó de su cargo de Jefe del Ejército, Carlos Severo Toranzo Montero, por sus acusaciones contra el gobierno. Pero debido a las presiones ejercidas por las Fuerzas Armadas tuvo que restablecerlo en el cargo.
Interpretando que Frondizi no había cumplido el pacto con Perón, los sindicalistas peronistas –que habían recuperado el control del movimiento obrero– se opusieron enérgicamente a la política impuesta por Frondizi, que respondió instalando un régimen represivo conocido como Plan CONINTES que le permitía militarizar los conflictos laborales, deteniendo a miles de opositores. Constreñido por sectores enfrentados, Frondizi buscó solucionar las sucesivas crisis apelando a una política de hechos consumados y a la persecución de los peronistas, a los que finalmente optó por intentar derrotar en las urnas.

### Elecciones del 18 de marzo de 1962
El 18 de marzo de 1962 Frondizi convocó a elecciones nacionales legislativas, que en algunos casos coincidieron con elecciones provinciales para gobernador. El peronismo, aún sin estar plenamente legalizado, pudo participar a través de partidos alternativos o neoperonistas (Unión Popular, Partido Laborista, Tres Banderas, etc.). La elección clave era la de gobernador de la provincia de Buenos Aires, en la que inicialmente el peronismo anunció que presentaba la fórmula Framini-Perón. Aunque finalmente el segundo término fue ocupado por Marcos Anglada, la consigna "Framini-Anglada, Perón a la Rosada", revelaba la decisión del peronismo de no aceptar proscripciones antidemocráticas.
El peronismo ganó las elecciones legislativas en nueve de los diecisiete distritos en que se realizaron y seis gobernaciones (Buenos Aires, Chaco, Neuquén, Río Negro, Santiago del Estero y Tucumán), resultando elegido así Framini, un combativo sindicalista textil, gobernador de la crucial provincia de Buenos Aires.
Los militares querían que el presidente anulara las elecciones para que el peronismo no tuviera gobernadores, diputados, ni senadores; para evitar esto, Frondizi intentó realizar una maniobra e intervino todas las provincias ganadas por el peronismo con excepción de Neuquén, con el fin de impedir la asunción de los gobernadores peronistas electos, pero sin anular las elecciones, como le exigían las Fuerzas Armadas. A pesar de estas medidas Frondizi no pudo evitar el golpe militar que lo derrocó pocos días después. El 29 de marzo fue detenido por miembros de las Fuerzas Armadas. Sería trasladado primero al sur para luego quedar recluido sin juicio, primero en la Isla Martín García y luego en Bariloche, durante más de un año.

## Golpe del 29 de marzo de 1962

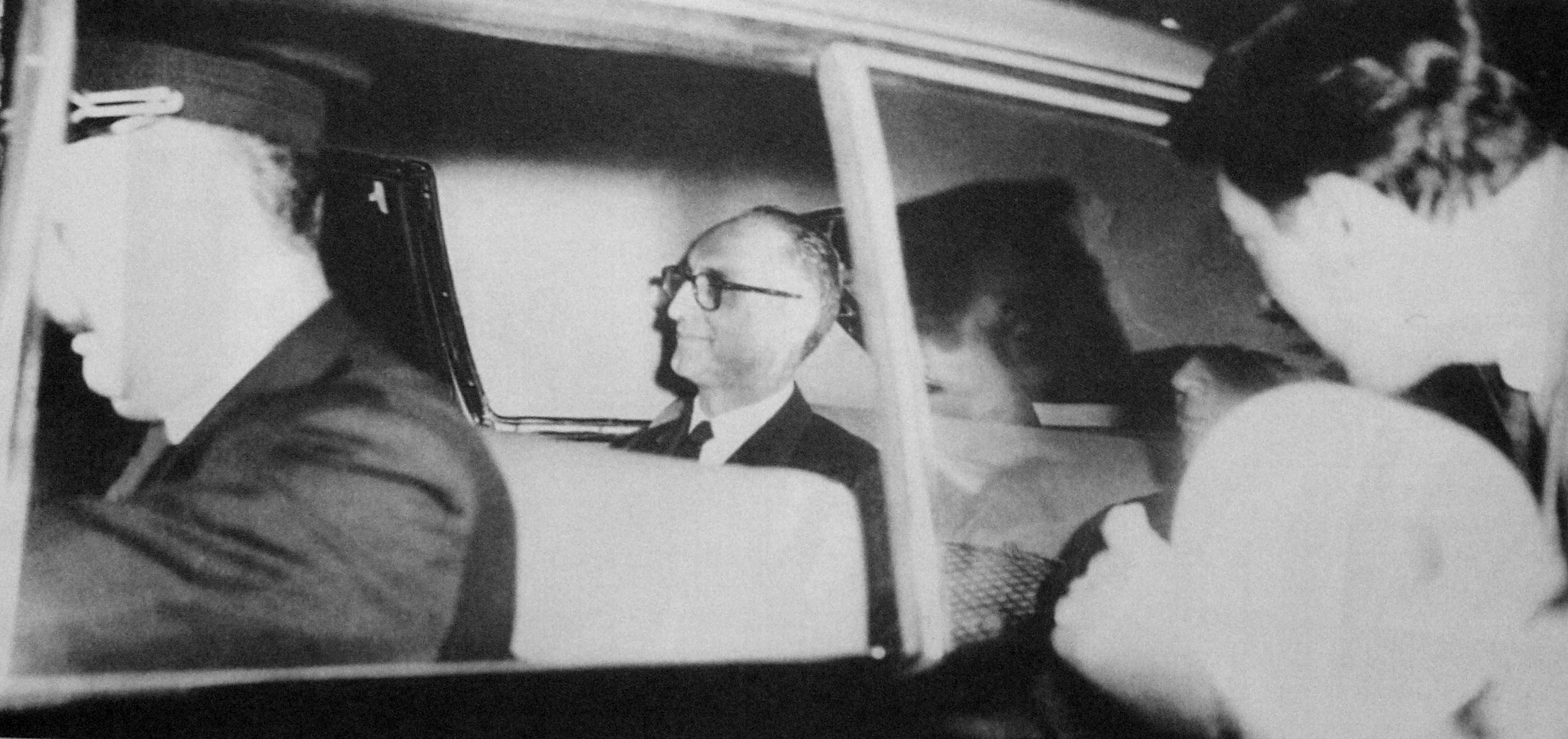
Arresto de Arturo Frondizi.

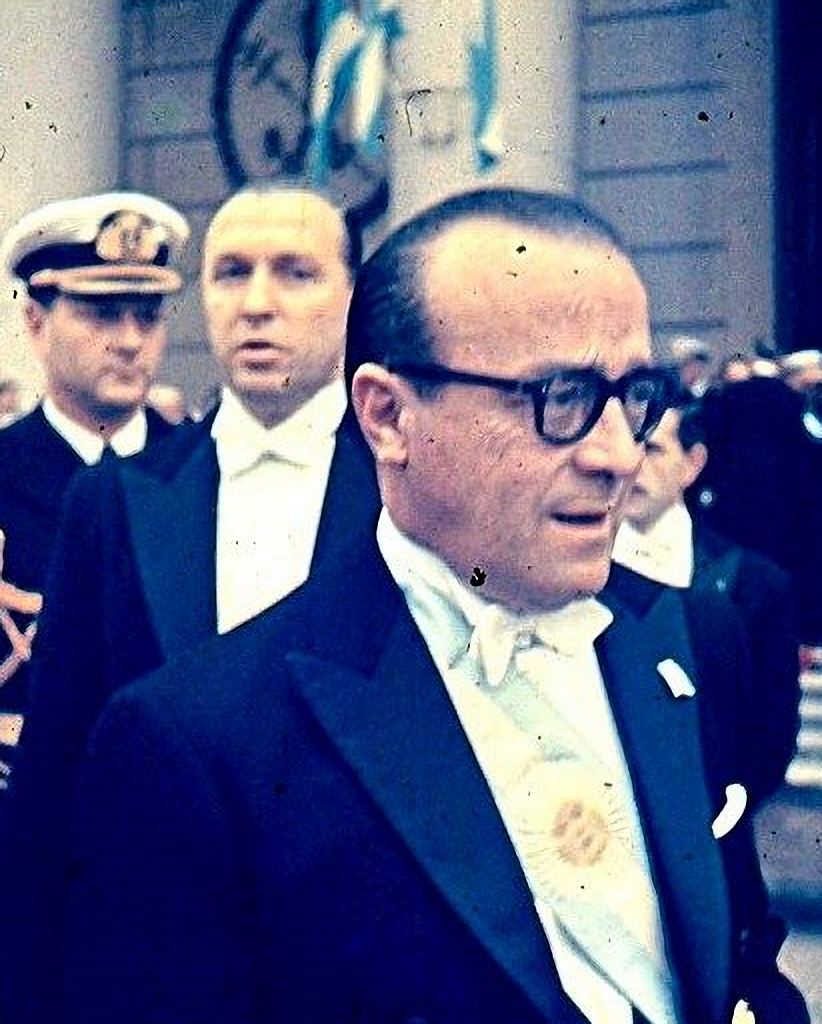
José María Guido, único presidente civil que tomó posesión de la presidencia tras un golpe de Estado en Argentina.

El golpe militar del 29 de marzo de 1962 tuvo elementos tragicómicos que determinaron que no fuera un militar, sino un civil, quien accediera al gobierno luego de derrocar al presidente Arturo Frondizi (radical intransigente).
Frondizi soportó durante su gobierno reiterados planteos e insurrecciones militares, mediante los cuales llegaron a imponerle incluso al ministro de Economía (Álvaro Alsogaray) y terminaron en el golpe del 29 de marzo de 1962, liderado por el Teniente General Raúl Alejandro Poggi, el Almirante Agustín Ricardo Penas y el Brigadier General Cayo Antonio Alsina, los comandantes en Jefe del Ejército Argentino, la Armada Argentina y la Fuerza Aérea Argentina respectivamente.
El hecho que precipitó el golpe fue la amplia victoria del peronismo en las elecciones realizadas once días antes, en diez de las catorce provincias existentes en aquel momento, incluyendo la estratégica Provincia de Buenos Aires, donde triunfó el dirigente sindical textil Andrés Framini. El peronismo había sido proscrito por la dictadura militar de 1955, pero Frondizi volvió a habilitarlo electoralmente, aunque manteniendo la prohibición a Juan Perón de presentarse como candidato y volver al país. Frondizi inmediatamente intervino las provincias en las que había ganado el peronismo, pero el golpe era imparable.
Producido el levantamiento militar el 29 de marzo de 1962, el presidente Frondizi se negó a renunciar («no me suicidaré, no renunciaré y no me iré del país»), ganando tiempo para organizar una astuta maniobra que frustrara la ocupación de la Presidencia por parte de los golpistas. Eso llevó a interminables movimientos, amenazas y gestiones que agotaron a los líderes de la insurrección, quienes se fueron a dormir antes de asumir formalmente el poder. La indecisión de los golpistas dio oportunidad a que un civil, el senador José María Guido, primero en el orden de sucesión presidencial en caso de acefalía y hombre de confianza de Frondizi, lograra jurar como presidente de la Nación ante la Corte Suprema, con el argumento de que la Presidencia se encontraba vacante. Guido era un senador radical intransigente que presidía provisionalmente la Cámara de Senadores, debido a la renuncia del Vicepresidente Alejandro Gómez. Teniendo en cuenta esto, la Corte Suprema de Justicia de la Nación, liderada por el frondizista Julio Oyhanarte, sostuvo que el derrocamiento de Frondizi era un caso de acefalía y convenció a Guido de asumir la presidencia por encontrarse en la línea sucesoria conforme la Ley de Acefalía, algo que éste hizo jurando ante la Corte Suprema la mañana del 30 de marzo. Poco después, esa misma mañana, el general Raúl Poggi, líder de los golpistas y del ala más antiperonista de las Fuerzas Armadas, se dirigió a la Casa Rosada para hacerse cargo del gobierno, y se sorprendió con el hecho de que los periodistas le comentaban que Guido había jurado esa mañana como presidente ante la Corte.
Entre incrédulos, sorprendidos e indignados, los militares golpistas terminaron aceptando a regañadientes la situación y convocaron a Guido a la Casa Rosada para comunicarle que sería reconocido como presidente, en tanto y en cuanto se comprometiera por escrito a ejecutar las medidas políticas indicadas por las Fuerzas Armadas, siendo la primera de ellas anular las elecciones ganadas por el peronismo. Guido aceptó las imposiciones militares, firmó un acta dejando constancia de ello y recién entonces fue habilitado por estos para instalarse con el título de «presidente».

## Guido: un presidente no constitucional

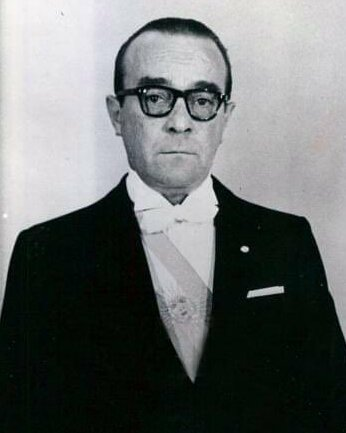
José María Guido fue el único presidente de facto de origen civil de la Argentina.

Al día siguiente el de la asunción de Guido, el Congreso anuló las elecciones del marzo e intervino todas las provincias. En el mes de abril, poco antes de que se iniciaran las sesiones ordinarias del Congreso, Guido lo declaró disuelto. De este modo asumió los poderes ejecutivo y legislativo del país, bajo control y supervisión de las Fuerzas Armadas, que se reservaron el derecho de removerlo. Asimismo Guido mantuvo detenido sin juicio al expresidente Frondizi, siguiendo el consejo del propio Frondizi, lo que le impediría presentarse en las elecciones presidenciales de 1963.
Una crisis política continua caracterizó al gobierno provisional de Guido. Por lo demás, sus actos de gobierno pasaron casi desapercibidos para los historiadores. El ministro de Economía, Federico Pinedo, devaluó la moneda más de un 15 %, aumentó un 30 % los combustibles y la energía, iniciando un nuevo proceso inflacionario mientras se rechazaba toda posibilidad de aumentos de sueldos. Ante las críticas recibidas, Guido reorganizó el gabinete, incorporando varios ministros de la UCRP. Poco después fue llamado a ocupar el cargo de ministro Álvaro Alsogaray, un liberal que también había sido ministro de Frondizi, aparentemente por imposición militar. Su política se limitó a tomar medidas de austeridad, bajando el gasto público, impidiendo los aumentos de sueldos, e incluso postergando los pagos a los docentes y empleados públicos. El resultado de esta política fue el esperado: la inflación se mantuvo controlada, mientras el crecimiento económico se frenaba por completo; la producción industrial perdió más de un 25% respecto al último año normal –1961– y la de bienes durables disminuyó casi un 50%. Tras lograr posponer el pago de intereses de la deuda externa, Alsogaray fue obligado a renunciar. Un nuevo ministro de hacienda, José Alfredo Martínez de Hoz, llevó adelante una política económica similar, con resultados también similares.
Durante su gobierno se produjeron numerosas detenciones ilegales, incluyendo la del escritor Ernesto Sabato, acusado de ser "marxista-leninista", actos de antisemitismo, y la desaparición del militantes sindical Felipe Vallese, considerado por muchos como el primer desaparecido de la era del terrorismo de Estado en Argentina.

### Azules y Colorados

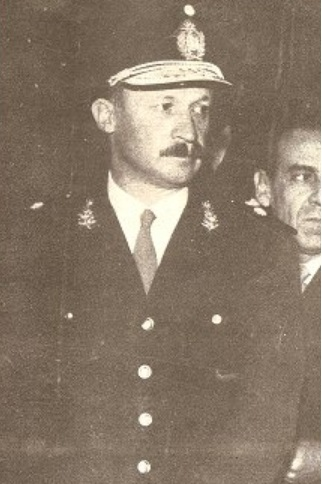
Desconocido hasta entonces, la victoria de los azules en los enfrentamientos de septiembre de 1962, instaló nacionalmente la figura del general Juan Carlos Onganía. Tapa de la revista Primera Plana en mayo de 1963.

Luego del golpe de Estado de 1955 que derrocó al gobierno constitucional de Juan D. Perón, el país había entrado en un período de alta inestabilidad política debido a la persistencia de un amplio sector de la ciudadanía en seguir apoyando al peronismo. El fenómeno produjo una fractura en las Fuerzas Armadas, sobre cuál era el mejor modo de organizar políticamente al país, que se fue acentuando hasta estallar durante el gobierno de Guido.
Por una parte, se delineó un sector "duro", liderado por la Marina, con apoyo de un amplio sector del Ejército, ubicados principalmente en el arma de Ingenieros y en el arma de Artillería, que pretendía erradicar completamente al peronismo, oponiéndose a cualquier tipo de "integración" del peronismo a la vida política nacional, siendo partidarios de establecer una dictadura militar que reformulara cultural, política y económicamente al país, desde sus bases. Este sector, conocido también como "anti-integracionista" o "golpista", adoptó en 1962 la denominación de bando Colorado. La Unión Cívica Radical del Pueblo (balbinistas) tenía una mayor cercanía con el bando Colorado.
Por otra parte, se delineó un sector "legalista" o "integracionista", concentrado principalmente en el arma de Caballería del Ejército, que cuestionaba la politización, el estado deliberativo y la ruptura de la cadena de mandos que había ganado a las Fuerzas Armadas, postulando la necesidad de volver a tener unas Fuerzas Armadas profesionales y sujetas al orden constitucional. Para ello proponían una "integración" limitada del peronismo a la vida política, aunque sin Perón, con el fin de lograr la normalización institucional. Este sector, conocido también como "profesionalista", adoptó en 1962 la denominación de bando Azul. La Unión Cívica Radical Intransigente (frondizistas) tenía una mayor cercanía con el bando Azul.
Tanto los Azules como los Colorados coincidían en dar prioridad a la lucha contra el comunismo, estableciendo un estrecho alineamiento con Estados Unidos en la Guerra Fría, pero mientras los Azules sostenían que el peronismo era un freno contra el comunismo, los Colorados sostenían que el peronismo era aliado del comunismo y constituía la puerta de entrada a la Argentina.
La lucha entre ambos sectores de las Fuerzas Armadas, llegó a un punto de "guerra" abierta durante el Gobierno de Guido, a través de dos enfrentamientos armados, en septiembre de 1962 y abril de 1963.

#### La "guerra" de septiembre de 1962

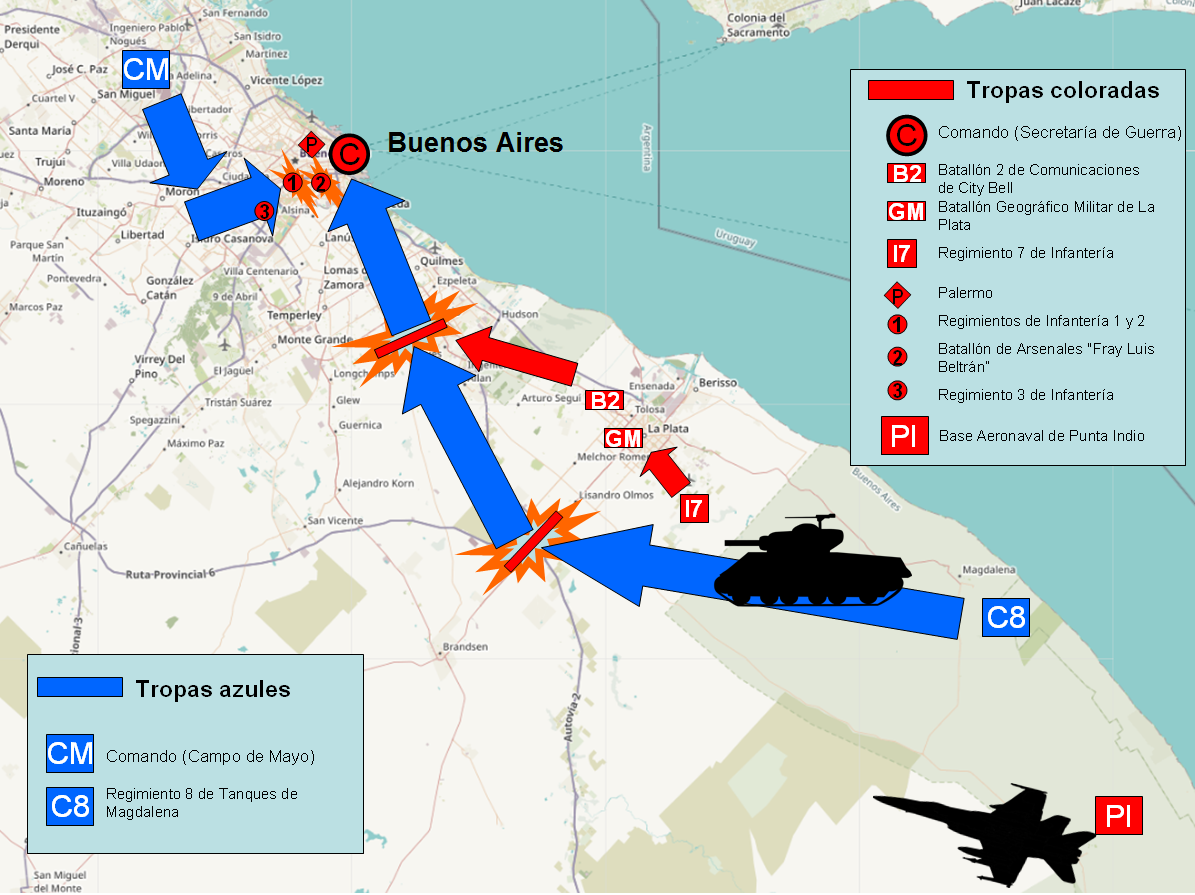
Mapa de los movimientos de las tropas azules y coloradas en los enfrentamientos de septiembre de 1962.

El bando Colorado se había fortalecido con los golpes de Estado de 1955 (contra Perón) y de 1962 (contra Frondizi), y ocupaba las posiciones claves del poder político y militar, manteniendo bajo su control al presidente Guido. En septiembre de 1962, los Colorados intentaron una purga militar en el arma de Caballería que, el 18 de septiembre, causó un motín liderado por el jefe de la poderosa guarnición militar de Campo de Mayo, el por entonces desconocido general Juan Carlos Onganía, designado jefe de los Azules. Los amotinados azules exigieron la remoción de los militares Colorados que controlaban el Ejército, los generales Juan Carlos Lorio y Bernardino Labayru, respectivamente comandante en jefe del Ejército y jefe de Estado Mayor. Los Azules, liderados por una arma de Caballería que se había transformado radicalmente mediante la introducción de los tanques y los blindados, apabulló a los Colorados, mediante un eficaz movimiento coordinado del Regimiento 8 de Tanques de Magdalena -al mando del coronel Alcides López Aufranc-, ingresando a la Capital Federal por el sur, batiendo a los Colorados en el Cruce de Etcheverry y el Cruce de Varela, y los blindados de Campo de Mayo, ingresando a la Capital por el oeste, batiendo a los Colorados Constitución (actual Hospital Garrahan) y en los parques Chacabuco y Avellaneda.
Durante los enfrentamientos, la Fuerza Aérea, plegada al bando Azul, bombardeó una concentración colorada en San Antonio de Padua, pero falló y ametralló a un tren de pasajeros causando varios muertos civiles. Ambos bandos se enfrentaron también en Bahía Blanca, pero la decisión de la Marina de no intervenir en el enfrentamiento, selló la suerte de los Colorados.
Hacia el 22 de septiembre los "Colorados" estaban acorralados. Los tanques azules rodearon la Casa Rosada y el comando Colorado instalado en el contiguo Comando en Jefe del Ejército, obligándolo a la rendición. Inmediatamente el presidente Guido designó al general Onganía como comandante en jefe del Ejército. Guido, que inicialmente pareció apoyar al bando Colorado que controlaba su gobierno, en el curso de los enfrentamientos apoyó al bando Azul, transformando a los rebeldes azules en leales y a los leales colorados en rebeldes. Ya desde sus cargos en el gobierno de Guido, los Azules iniciaron una amplia purga en el Ejército, a fin de evitar que oficiales Colorados tuvieran mando de tropa en guarniciones cercanas a Buenos Aires.
El enfrentamiento armado de septiembre de 1962 no causó bajas militares, pero causó la muerte de al menos cuatro civiles y numerosos heridos, ametrallados por la aviación Azul en la Estación San Antonio de Padua.

#### La "guerra" de abril de 1963

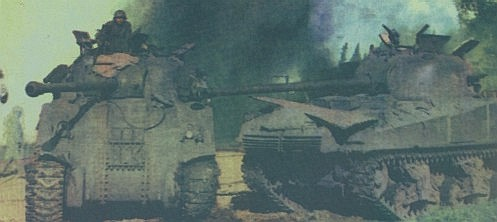
Dos tanques azules –uno de ellos destruido– durante el enfrentamiento entre Azules y Colorados de abril de 1963.

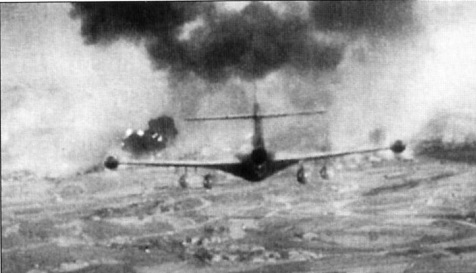
F9F Panther de la Marina (Colorados) atacando al Regimiento de Caballería de Tanques 8 (C8).

La derrota Colorada de septiembre de 1962, debilitó las posiciones del bando Colorado en el gobierno. Hacia comienzos de 1963 ya se estaba gestando un golpe de Estado Colorado, liderado por el general Benjamín Menéndez y el almirante Isaac Rojas, respectivamente líderes de los golpes contra el peronismo de 1951 y 1955.
El golpe se inició el 2 de abril de 1963, con la sublevación de toda la Marina y gran cantidad de unidades del Ejército. Esa mañana, en un hecho sin antecedentes en la historia militar argentina, desde la Base Aeronaval Punta Indio, la Marina Colorada lanzó un violento ataque aéreo contra el Regimiento 8 de Tanques de Magdalena, matando a nueve militares y soldados conscriptos e hiriendo a otros 22. Otros combates, con muertos y heridos se produjeron en pleno centro de la Ciudad de Córdoba, en La Plata, City Bell y Jujuy, donde también participaron gran cantidad de milicianos civiles, mayoritariamente radicales del pueblo.
Al día siguiente, la Fuerza Aérea, volcada decididamente al bando Azul, arrasó la Base Aeronaval de Punta Indio, obligando a los marinos colorados a evacuarla. Cuando los tanques de Magdalena llegaron con la intención de vengarse por la muerte de sus camaradas, no quedaban oficiales.
Derrotada en todas partes, las fuerzas Coloradas se concentraron en la poderosa Base Naval de Puerto Belgrano, en el sur de la provincia de Buenos Aires, con la intención de transformarla en "bastión de la revolución" y dar una gran batalla que resultara decisiva. Sin embargo, como en septiembre del año anterior, el bando Azul volvió a mostrar un despliegue militar que resultó abrumador para el bando Colorado, concentrado en Puerto Belgrano:

El alto mando del Ejército, en lo que fue un ejemplo impresionante de planificación y ejecución militar, trasladó con rapidez la Sexta División de Infantería de Montaña en camiones prestados de Neuquén a Río Colorado y movilizó otras unidades desde el Litoral y las provincias de La Pampa y Buenos Aires, para formar columnas concéntricas de hombres y material avanzando sobre la Base Naval.
Robert Potash

 En la madrugada del 6 de abril ya estaban acordadas las condiciones de la rendición de los Colorados. 
La Marina fue la gran derrotada, perdiendo el lugar prioritario que había ganado al interior de las Fuerzas Armadas a partir de 1955. Los tribunales militares condenaron a 139 oficiales, pero el mismo día de la condena fueron perdonados por el presidente Guido. El 90% de los almirantes y el 40% de los capitanes de navío perdieron sus cargos, y la fuerza fue reducida significativamente. El general Onganía y sus principales oficiales (Julio Alsogaray, Alejandro Agustín Lanusse, Roberto Marcelo Levingston, Alcides López Aufranc) fueron los grandes ganadores, recuperando la hegemonía del Ejército en las Fuerzas Armadas y procediendo a purgar el Ejército para crear un cuerpo unificado bajo la cadena de mandos, con amplia autonomía política, que sería decisivo en las dictaduras permanentes instaladas en 1966 y en 1976, así como la generalización del terrorismo de Estado en las dos décadas siguientes. 
El presidente Guido se apoyó en los militares azules para lograr la salida electorales que se había propuesto. Los militares azules que tomaron los principales cargos del gobierno de Guido, se convirtieron en Violetas y adoptaron muchos de los principios colorados, como un antiperonismo exacerbado y el desprecio por la legalidad constitucional.
Nunca se conoció ni la cantidad total, ni los nombres de la mayoría de los muertos y heridos, causados por la "guerra" entre Azules y Colorados. Oficialmente se estableció que hubo 24 muertos y 87 heridos, todos militares. El dato fue aportado por Potash en 1994, precisando que la información fue tomada directamente del Archivo del Consejo Supremo de las Fuerzas Armadas (CONSUFA), legado 30, fojas 6069-6076 para bajas del Ejército, y legajo 21, fojas 4090-4098, para bajas de la Armada, mientras que el archivo correspondiente a la Fuerza Aérea (legajo 9, foja 1800) no registra bajas para esta fuerza. Potash señala también que todas las bajas fueron militares, y que 19 muertos pertenecían al Ejército, mientras que los muertos en la Armada fueron 5, todos «infantes marinos». Sin embargo abundante información y testimonios, dan cuenta de gran cantidad de muertos y heridos civiles, algunos de ellos combatientes y otros no. En Jujuy, un comunicado del Ejército Azul dio a conocer el fusilamiento de un miliciano colorado, sin precisar su nombre.

### La salida electoral

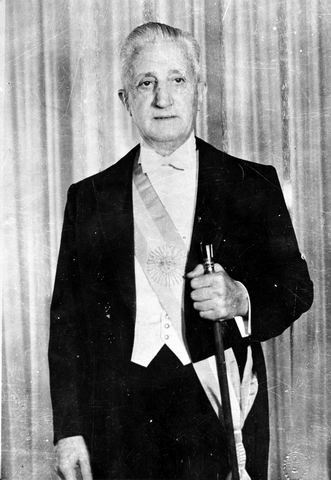
Arturo Illia, de la Unión Cívica Radical del Pueblo, resultó elegido presidente en 1963. En las elecciones en las que estuvieron proscriptos los dos presidentes constitucionales anteriores (Perón y Frondizi) y prohibidas las corrientes peronista y frondizista.

A pesar de su enorme debilidad y de tener que gobernar controlado por los militares, el gobierno de Guido asumió como misión casi exclusiva lograr una salida electoral en el menor tiempo posible.
La cuestión de la salida electoral sufrió a lo largo del corto gobierno de Guido una serie de peripecias y fluctuaciones marcadas por la suerte de las confrontaciones armadas entre los Azules y Colorados y la hegemonía final que tuvieron los Violetas. El ministro del Interior, Rodolfo Martínez impulsó diversas fórmulas que permitieran "integrar" al peronismo, al menos a los sectores menos comprometidos con Perón, con el fin de promover a un militar como candidato de consenso, que inicialmente fue el general Pedro Eugenio Aramburu, líder de la dictadura de la Revolución Libertadora, aunque luego su preferido fue el general Juan Carlos Onganía, líder del bando Azul.
Los Colorados, que controlaron los principales cargos de poder del gobierno de Guido hasta septiembre de 1962, se oponían a la "integración" del peronismo a la vida política nacional y a cualquier posibilidad de regreso de Frondizi. Por eso eran llamados "anti-integracionistas". El 19 de noviembre de 1962, Guido aprobó por Decreto-Ley N.º 12.530 el nuevo Estatuto de los Partidos Políticos, prohibiendo al Partido Peronista y el 14 de enero de 1963 convocó a elecciones generales, nacionales y provinciales, para el domingo 23 de junio de 1963 (luego prorrogadas al 7 de julio), utilizando la representación proporcional para electores presidenciales.
Presionado por el bando Colorado y en especial la Marina, el 14 de febrero de 1963 Guido dictó el Decreto 7165/62, restableciendo la vigencia del Decreto 4161/56, mediante el cual la dictadura del general Aramburu había prohibido pronunciar el nombre Juan Perón y Eva Perón, así como utilizar los símbolos del Partido Peronista.
El 8 de marzo de 1963, obtuvo su reconocimiento legal el Partido Unión Popular, a través del cual se presentarían a elecciones los simpatizantes peronistas. Unión Popular formó una coalición electoral con la UCRI (frondizismo) y el Partido Conservador Popular, bajo el nombre de Frente Popular, llevando como candidatos al conservador Vicente Solano Lima para presidente y el radical intransigente Carlos Sylvestre Begnis, como vicepresidente.
En abril de 1963, el bando Colorado fue completamente derrotado luego de sublevarse en un fallido y sangriento intento de golpe de Estado. El triunfo Azul pareció abrir el camino para una amplia salida electoral, con escasas limitaciones y proscripciones. Sin embargo no sucedió así. Los principales cargos de poder fueron tomados por los llamados Violetas, militares Azules que compartían la visión dura antiperonista y antifrondizista y no estaban dispuestos a permitir ninguna candidatura que directa o indirectamente tuviera contactos con esas fuerzas.
El general Osiris Villegas, en su condición de ministro de Interior, orientó su gestión a lograr que la extrema fragmentación partidaria derivada del sistema de representación proporcional, causara que el general Juan Carlos Onganía, o el general Pedro Eugenio Aramburu, resultaran elegidos en el Colegio Electoral como presidente. Siguiendo esa política Guido prohibió que el Partido Unión Popular, que expresaba a la ciudadanía peronista, pudiera presentar candidatos en las elecciones presidenciales o para gobernador.
Menos de un mes antes de las elecciones y con el fin de evitar cualquier posibilidad de que ganara el peronismo o el frondizismo, siempre presionado por los militares violetas, debió firmar el Decreto-Ley N.º 4874 del 19 de junio, prohibiendo las candidaturas del Frente Popular (peronistas, frondizistas y conservadores populares), que llevaba la fórmula Solano Lima-Sylvestre Begnis.
Ante esa situación, el exgobernador bonaerense Oscar Alende tomó el control de la Unión Cívica Radical Intransigente (UCRI) que presentó su candidatura, mientras los seguidores de Frondizi y Frigerio se vieron obligados a separarse y formar el Movimiento de Integración y Desarrollo, al que no se le permitió presentar candidatos.
Por su parte, en la Unión Cívica Radical del Pueblo, Ricardo Balbín, cercano al bando Colorado, consideró que su partido no tenía posibilidades de ganar y cedió la candidatura presidencial a Arturo Illia, líder de la Línea Córdoba, que se había manifestado en contra del levantamiento Colorado de abril de 1963.
El poder militar, con sectores liberales y conservadores, promovió la candidatura del exdictador Pedro Eugenio Aramburu, por Unión del Pueblo Argentino (UDELPA), que era considerada por la prensa de entonces como la que tenía mayores probabilidades de triunfo, incrementadas por su poder de negociación en el Colegio Electoral.
Otras corrientes conservadoras alcanzaron a presentar una candidatura uniforme en la persona de un ignoto dirigente de apellido Olmos. Los socialistas, divididos entre el Partido Socialista Democrático –fuertemente antiperonista– y el Partido Socialista Argentino, se presentaron con listas separadas. También el Partido Demócrata Progresista y la Democracia Cristiana participaron en las elecciones.
Una semana antes de las elecciones, un nuevo decreto de Guido prohibió también la candidatura del neurocirujano neoperonista Raúl Matera. Con esta nueva prohibición y agotadas todas las posibilidades de participación electoral, el Consejo Coordinador del Movimiento Justicialista consideró que el gobierno había manipulado ilegal y fraudulentamente la elección, ordenando la abstención, o el voto en blanco.
Finalmente el domingo 7 de julio de 1963 se realizaron las elecciones, con Perón exiliado y Frondizi preso, y sin que pudieran presentar candidatos sus seguidores. El resultado electoral sorprendió a todos. Illia fue el candidato más votado, pero solo obtuvo el 25,15% del total de votos emitidos, mientras que en segundo lugar salió el voto en blanco, con 19,41% de las preferencias, seguido de la UCRI (16%) y el UDELPA (14%) de Aramburu.
Como deseaban las Fuerzas Armadas, el voto estuvo muy fragmentado y la presidencia sería resuelta por negociaciones en el Colegio Electoral, donde se necesitaban 239 votos para consagrar al presidente. Sin embargo no fue Aramburu quien resultó elegido en el Colegio Electoral. Illia contaba con los 169 electores propios de la UCRP, pero realizó acuerdos con la Federación de Partidos de Centro, el Partido Socialista Democrático, el Partido Demócrata Cristiano, la Confederación de Partidos Provinciales y tres electores de la UCRI, que en conjunto sumaban 101 electores, alcanzando así los 270 votos electorales que lo consagraron presidente. Vicepresidente resultó elegido por un voto electoral menos, el también radical del pueblo Carlos Perette.

## Acuerdos respecto a la Antártida
Luego de ser reorganizada la Comisión Nacional del Antártico por decreto N° 8507 del 23 de marzo de 1946 se dispuso una serie de reuniones entre varios ministerios para llevar adelante una política antártica a gran escala. A consecuencia de esas reuniones el 2 de septiembre de 1946 se dictó el decreto N° 8944 que fijó nuevos límites para la Antártida Argentina entre los meridianos 25° y 74° (el del extremo oriental de las islas Sandwich del Sur) de longitud Oeste. Finalmente el decreto-ley N.º 2129, del 28 de febrero de 1957, estableció los límites definitivos entre los meridianos 25° y 74° Oeste y el paralelo 60° de latitud Sur.
Chile y la Argentina firmaron el 4 de marzo de 1948 un mutuo acuerdo en la protección y defensa jurídica de sus derechos territoriales antárticos, reconociendo mutuamente:

(...) hasta tanto se pacte, mediante acuerdos amistosos, la línea de común vecindad en los territorios antárticos de Chile y la República Argentina, declaran:

1) Que ambos Gobiernos actuarán de común acuerdo en la protección y defensa jurídica de sus derechos en la Antártida Sudamericana, comprendida entre los meridianos 25° y 90°, de longitud oeste de Greenwich, en cuyos territorios se reconocen Chile y la República Argentina indiscutibles derechos de soberanía.

2) Que están de acuerdo en continuar su acción administrativa, de exploración, vigilancia y fomento en la región de frontera no definida de sus respectivas zonas antárticas, dentro de un espíritu de cooperación recíproca.

3) Que a la mayor brevedad, y, en todo caso, en el curso del presente año, proseguirán las negociaciones hasta llegar a la concertación de un tratado chileno-argentino de demarcación de límites en la Antártida Sudamericana.

El 25 de enero de 1948 se instaló el Destacamento Naval Decepción.
Entre el 12 y el 29 de febrero de 1948 (fechas de partida y llegada a Puerto Belgrano) una flota de guerra argentina con 3000 hombres a bordo visitó las Orcadas del Sur, la parte norte de la península Antártica y las Shetland del Sur. Estaba compuesta por los cruceros ARA 25 de Mayo y ARA Almirante Brown, los torpederos ARA Misiones, ARA Entre Ríos, ARA Santa Cruz, ARA San Luis, ARA Mendoza y ARA Cervantes. Como recordatorio de ese viaje el estrecho Bransfield fue renombrado como mar de la Flota en la toponimia argentina.
El 7 de abril de 1948 por decreto N° 9905 se estableció la dependencia política-administrativa del Sector Antártico Argentino del gobernador marítimo del Territorio Nacional de Tierra del Fuego. Por le decreto N° 17040 del 9 de junio fue creada la División Antártida y Malvinas bajo dependencia del Ministerio de Relaciones Exteriores. Su función era entender en todo lo relacionado con la defensa de los derechos jurídicos argentinos sobre la Antártida Argentina, las Malvinas, Georgias del Sur y Sandwich del Sur.

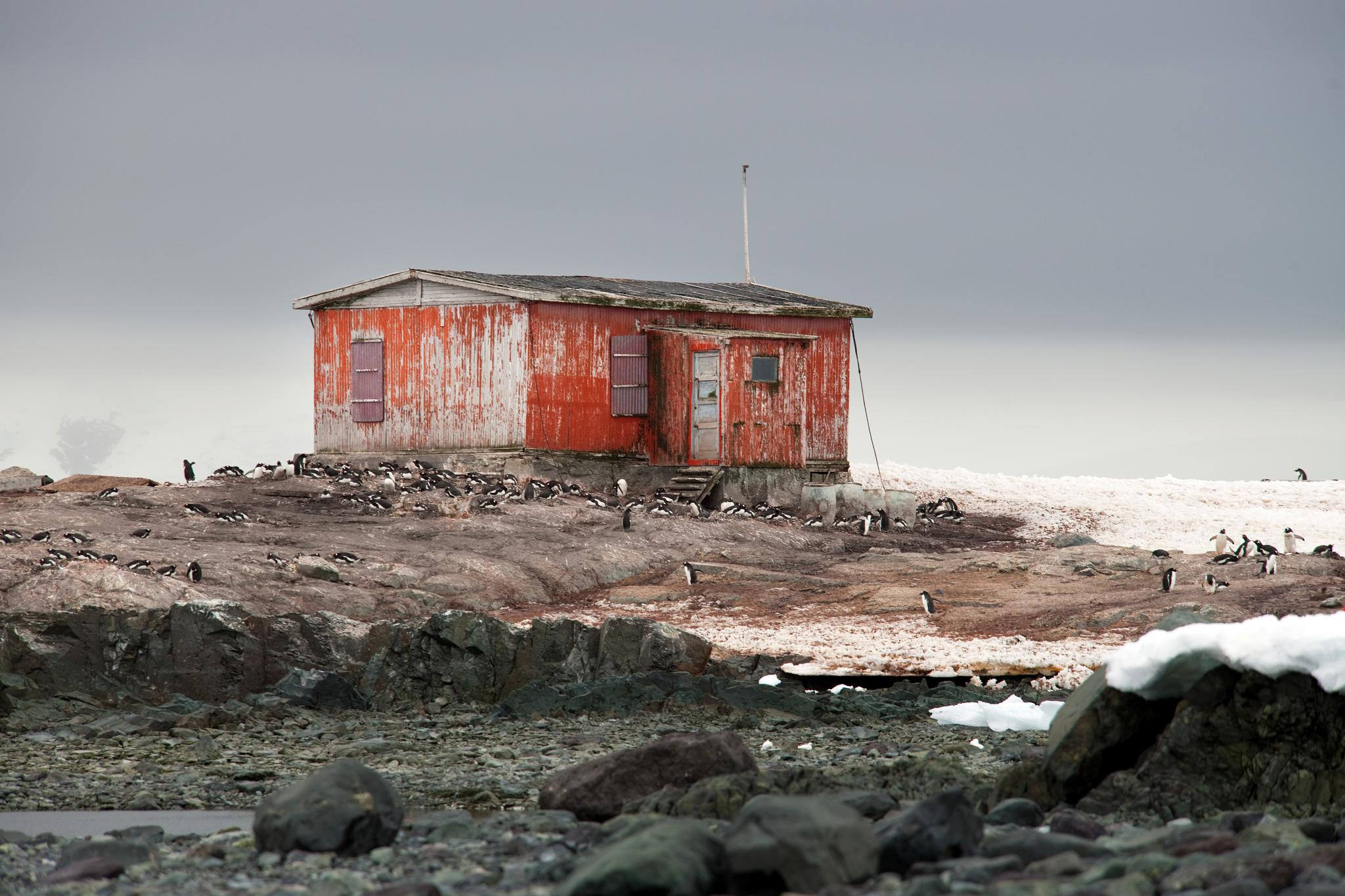
El Refugio Naval Groussac instalado por la Armada Argentina en 1955.

En 1951 se inauguró la primera base continental argentina en la Antártida, el Destacamento Naval Almirante Brown. Al año siguiente se inauguró el Destacamento Naval Esperanza. Mientras se construía esta última base en la bahía Esperanza, se produjo el primer tiroteo bélico en la Antártida el 1 de febrero de 1952, cuando un equipo de costa argentino, luego de realizar una advertencia, disparó sobre las cabezas una ráfaga de ametralladora y obligó a reembarcar a un equipo civil del "Falkland Islands Dependencies Survey"  que descargaban materiales del barco John Biscoe con la intención de restablecer allí la base británica "D" incendiada en 1948.
En 1952 y en 1953 los gobiernos de los estados de Argentina y Chile (entonces siendo respectivos presidentes de los dos estados Juan Domingo Perón y Carlos Ibáñez del Campo) acordaron un entendimiento por el cual coordinaron acciones contra las pretensiones del Reino Unido de modo que las zonas de reclamaciones translapadas (un triángulo curvo al sur del paralelo 60°S y entre los meridianos 53°O y 74°O y el Polo Sur) entre los dos estados quedaron sujetas a la cooperación entre ambos estados y en la perspectiva de una soberanía condominial, quedaba refrendada una acción cooperativa de beneficios mutuos entre ambos estados.
El 17 de enero de 1953 fue inaugurado en la caleta Balleneros el Refugio Teniente Lasala (una cabaña y una tienda de campaña) por personal del barco argentino ARA Chiriguano, quedando en él un sargento y un cabo de la Armada Argentina. El 15 de febrero, en el incidente de la Isla Decepción, desembarcaron 32 Royal Marines de la fragata británica HMS Snipe armados con subfusiles Sten, fusiles y gas lacrimógeno apresando a los dos marinos argentinos. El refugio argentino y un cercano refugio chileno deshabitado fueron destruidos y los marinos argentinos fueron entregados a un barco de ese país el 18 de febrero en las islas Georgias del Sur. Un destacamento británico permaneció tres meses en la isla mientras la fragata patrulló sus aguas hasta abril.
El 4 de mayo de 1955 el Reino Unido presentó dos demandas, contra la Argentina y Chile respectivamente, ante la Corte Internacional de Justicia para que esta declarara la invalidez de las reclamaciones de soberanía de los dos países sobre áreas antárticas y subantárticas. El 15 de julio de 1955 el gobierno chileno rechazó la jurisdicción de la Corte en ese caso y el 1 de agosto lo hizo también el Gobierno argentino, por lo que el 16 de marzo de 1956 las demandas fueron archivadas.

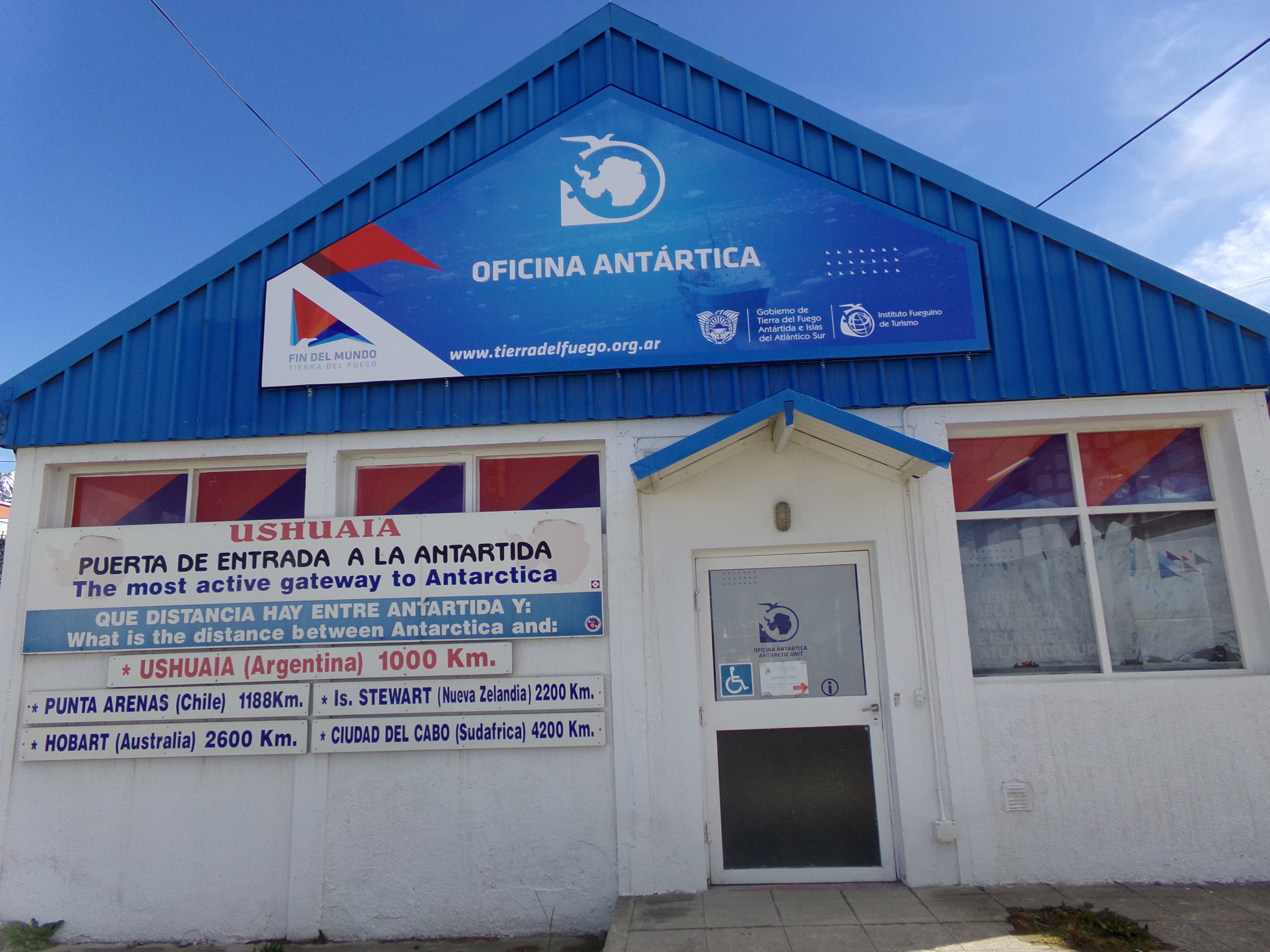
Oficina antártica de Ushuaia.

En los años 1960s el Estado de Argentina, con su flota, fue pionero en la realización de cruceros turísticos ecológicos a la Antártida, cruceros realizados con navíos de la empresa estatal argentina ELMA (Empresa Líneas Marítimas Argentinas), mientras que, casi al mismo tiempo, la empresa estatal argentina Aerolíneas Argentinas inauguraba los vuelos de pasajeros transpolares transantárticos que unían a Ushuaia con Sídney haciendo escala en la base antártica argentina Marambio, también a mediados de los 1960 (Véase: Operación Matienzo) y primera mitad de los 1970 la Argentina lanzó cohetes desde sus bases antárticas, tales cohetes de la serie Castor diseñados e íntegramente construidos en la Argentina poseían instrumental meteorológico y -especialmente- sensores de radiaciones. El primer humano nacido en el continente antártico, el argentino Emilio Marcos Palma, lo hizo en la Base Esperanza, dentro del territorio reivindicado por la Argentina.
El 1 de diciembre de 1959 fue firmado el Tratado Antártico por la Argentina, Australia, Bélgica, Chile, Francia, Japón, Nueva Zelanda, Noruega, Sudáfrica, Unión de Repúblicas Socialistas Soviéticas, Reino Unido de Gran Bretaña e Irlanda del Norte y los Estados Unidos de América, entrando en vigor el 23 de junio de 1961.
En su artículo 1 declara: 

La Antártida se utilizará exclusivamente para fines pacíficos. Se prohíbe entre otras, toda medida de carácter militar, tal como el establecimiento de bases y fortificaciones militares, la realización de maniobras militares, así como los ensayos de toda clase de armas. El presente Tratado no impedirá en empleo de personal o equipo militares, para investigaciones científicas o para cualquier otro fin pacífico.

Y en su artículo 4: 

Ningún acto o actividad que se lleve a cabo mientras el presente Tratado se halle en vigencia constituirá fundamento para hacer valer, apoyar o negar una reclamación de soberanía territorial en la Antártida, ni para crear derechos de soberanía en esta región. No se harán nuevas reclamaciones anteriormente hechas valer, mientras el presente Tratado se halle en vigencia.

## Balance del período
La Argentina de 1963 era muy diferente de la de 1943: el país de vocación agroganadera y liberal, que solo por cuestiones coyunturales –y por algunas iniciativas del partido radical– había admitido un mínimo grado de industrialización y alguna injerencia del Estado en la regulación de la economía se había transformado en un país lanzado a una vigorosa industrialización y el Estado era más activo que nunca antes. La participación de la agricultura y la ganadería en el PBI había disminuido sensiblemente, aunque constituían la enorme mayoría de las exportaciones: la sustitución de importaciones no había dado paso a la exportación de bienes manufacturados.
La población se concentraba cada vez más en las grandes ciudades: el Gran Buenos Aires había aumentado de 4,7 millones de habitantes a 6,7 millones entre los censos de 1947 y de 1960, pasando del 29,7% al 33,7% de la población del país; el crecimiento de la ciudad de Rosario fue similar, y el de la ciudad de Córdoba fue aún mayor. El porcentaje de la población urbana había aumentado del 62% al 72% en el breve espacio intercensal de 13 años.
Frente al predominio amplísimo de las ideas liberales y librecambistas al iniciarse el período, solo cuestionadas por una exigua –aunque ruidosa– minoría nacionalista, a mediados de la década del 60 predominaban ideas proteccionistas y desarrollistas, y se abrían rápidamente paso ideas claramente de izquierda.
La cultura elitista de épocas pasadas había dado paso a una "cultura de masas", centrada en los espectáculos y en los medios de comunicación más que en la intimidad de los libros y la relativa de los museos. El cine, la televisión y los espectáculos deportivos se beneficiaron de un aumento explosivo de espectadores. Los artistas abandonaron las posturas elitistas y toda pretensión conservadora, y el Instituto Di Tella se convirtió en el símbolo y vanguardia de un arte destinado a romper las estructuras previas en todo sentido.
Paralelamente, la intolerancia política alcanzó niveles inusitados durante el período, dando lugar a episodios de violencia cada vez más generalizados: a los abusos del peronismo siguió la violencia antiperonista, que alcanzó niveles insólitos en el bombardeo de Plaza de Mayo, en la destrucción de la Revolución Libertadora y los fusilamientos de junio de 1956. A esa violencia respondió el peronismo con nuevos brotes de violencia, que hasta el año 1960 se limitaron a ser simbólicos y dirigidos sobre las personas; pero a partir de mediados del gobierno de Frondizi apareció definitivamente el fenómeno del terrorismo y los primeros intentos de insurrección guerrillera. El violento enfrentamiento entre Azules y Colorados sería uno de los últimos episodios de violencia entre sectores de las Fuerzas Armadas pero la sociedad comenzaba a acostumbrarse a que cada grupo respondiera a los actos de violencia ajenos con una violencia mayor, y a que todos los grupos armados –muy especialmente las Fuerzas Armadas– rechazaran alcanzar sus objetivos políticos por medio de la negociación y la convivencia democrática, y en lugar de ello buscaran imponerse por medio de la violencia. La espiral de la violencia recién estaba comenzando su camino.
No obstante, la paz y la democracia aún conservaban algunas esperanzas: las de 1963 fueron las últimas elecciones en las cuales el peronismo –o cualquier otro partido con posibilidades de triunfo– estuvo proscripto, de modo que con ellas se cerró el ciclo de más virulento enfrentamiento entre peronistas y antiperonistas.